# 東京国際空港
東京国際空港（とうきょうこくさいくうこう、英語: Tokyo International Airport、IATA: HND, ICAO: RJTT）は、東京都大田区羽田空港に所在する日本の国際空港の一つ。通称は羽田空港（はねだくうこう、英: Haneda Airport）。
空港法第4条で法定された首都圏を代表する拠点空港（国管理空港）であり、日本最大のハブ空港として知られている。
成田国際空港（千葉県成田市）とともに首都圏および日本の空の玄関口である。

## 概要
東京都心から南に約15 km、大田区の東部、東京湾側に所在する。1931年8月25日に当時穴守稲荷神社を中心とした一大門前町として知られていた東京府荏原郡羽田町大字鈴木新田に「東京飛行場」として開港した。以来、東京および日本を代表する空港である。2019年には世界で5番目に乗降客数の多い空港となっている（2018年は5位となっている）。年間の航空機発着回数は約45万5000回、航空旅客数は約8,489万人であり、それぞれ国内第1位である。航空貨物取扱量は約84.9万トンと成田国際空港についで国内第2位である（1日あたり約2246トン。）。日本航空（JAL）、全日本空輸（ANA）、スカイマーク、ソラシドエアが国内線ハブ空港として利用している。このほか、チャーター便やビジネスジェットが乗り入れている。
埋め立てによる拡張により、成田国際空港を超える日本最大の面積を有する空港となり、現在の羽田空港の敷地面積は約1,522ヘクタールである。これは空港を有する大田区全体の面積のおよそ4分の1を占めている。また、24時間運用が可能な空港の1つである。深夜から未明の時間帯にかけては国際線や貨物便が発着している。第3ターミナルビルの開館時間は24時間である。ただし、国内線については、定期便の運航時間帯に合わせ、国内線の各ターミナルビルの開館時間を第1ターミナル、第2ターミナルとも5:00 - 24:00頃としている。
羽田空港は、東京23区内にあり利便性が高い反面、航空法上の混雑空港およびIATAのWSGで最も混雑レベルが激しい「レベル3」に指定されており、騒音問題、増便規制、小型機の乗り入れ禁止などのいわゆる「羽田空港発着枠問題」がある。これらの問題を解決するため、現在までに沖合展開事業や再拡張事業、横田空域の調整が行われている。空港騒音に関しては羽田空港一帯（羽田空港一丁目 - 羽田空港三丁目、これらに接する地先および水面）のみ騒音規制法第3条第1項の規定に基づき、大田区長が指定する地域から除外されている。
羽田空港は成田空港よりも都心に近く、沿道の警備が比較的容易なため、内閣総理大臣や天皇・皇族などが政府専用機を使用する場合、また国賓や公賓が専用機や特別機で訪日する際はほとんどの場合、羽田空港を使用する。このため、専用施設としてVIP機専用スポット (V1、V2、VN、VS)や旅客ターミナルビルとは別棟の中に設けられた貴賓室がある。国内路線における航空機の記念飛行（ファーストフライト、ラストフライトetc）では、基本的に拠点とされる（例：ファーストフライトの出発空港、ラストフライトの最終到着空港）。
なお、アメリカ合衆国の大統領、その他米国の要人は、羽田はあまり使わず、在日米軍横田基地その他アメリカ軍基地の飛行場を使って出入国する。
2014年、スカイトラックスが実施した「Global Airport Ranking 2014」において、日本の空港として初めて世界最高水準の5つ星を獲得した。2019年3月、スカイトラックスは、世界の空港を格付けする「ザ・ワールズ・ベスト・エアポーツ・オブ・2019」において、2018年の第3位から順位を上げてシンガポール・チャンギ国際空港に次ぐ第2位として選出し、「世界一清潔な空港」「世界一の国内線空港」「世界一バリアフリーな空港」にも選出した。米情報サイト「Flight State」で、世界35カ国の国際空港のうち、定時運航率の高かった空港2位に選ばれた。（95.04%、因みにトップは大阪国際空港（伊丹空港）の95.88%で、成田国際空港は86.38%。）

### 運営
空港法第4条に定める「国際航空輸送網又は国内航空輸送網の拠点となる空港」の一つであり、国土交通大臣が設置、管理する。また、旧・第一種空港としては唯一の国管理空港である。国土交通省東京空港事務所は、羽田空港に関する飛行場管制業務のほか、羽田空港、成田国際空港、下総飛行場、木更津飛行場、館山飛行場に関する進入・ターミナルレーダー管制業務を実施している。また、伊豆諸島の各小規模空港（リモート空港）に関する情報提供などを航空管制運航情報官が実施している。なお、コールサインについて、新島空港と神津島空港は「伊豆リモート」、三宅島空港は「三宅リモート」、八丈島空港は「八丈リモート」を使用する。
空港の設置および空港機能の管理、運用については国土交通省東京空港事務所が行なっているが、各ターミナルビルの管理、運用についてはそれぞれ次のようになっている。なお、2010年10月に開業した国際線地区については日本の空港としては初のPFI事業として、国との間で事業契約を締結した民間事業者が各施設の建設・管理・運用を行なっている。
|            | 施設                   | 管理、運用会社                                    | 備考 |
| ---------- | ---------------------- | ------------------------------------------------- | ---- |
| 国内線地区 | 第1・第2旅客ターミナル | 日本空港ビルデング株式会社                        |      |
| 国際線地区 | 第3旅客ターミナル      | 東京国際空港ターミナル株式会社（TIAT=ティアット） |      |
| 国際線地区 | 国際貨物ターミナルビル | 東京国際エアカーゴターミナル株式会社              |      |
| 国際線地区 | 国際線地区エプロン     | 羽田空港国際線エプロンPFI株式会社                 |      |

## 統計

### 利用者数
元のウィキデータクエリを参照してください.

東京国際空港の2022年（1月 - 12月）の国内線と国際線を合わせた総旅客数は、前年比90.7％増5075万5532人。
羽田空港 旅客ターミナル利用実績（2022年） (PDF) 

#### 就航路線別旅客数
| 行先         | 旅客数    | 国内線順位 |
| ------------ | --------- | ---------- |
| 新千歳空港   | 約763万人 | 上位01位   |
| 福岡空港     | 約752万人 | 上位02位   |
| 那覇空港     | 約584万人 | 上位03位   |
| 大阪国際空港 | 約445万人 | 上位04位   |
| 鹿児島空港   | 約207万人 | 上位05位   |
| 熊本空港     | 約160万人 | 上位08位   |
| 広島空港     | 約148万人 | 上位09位   |
| 長崎空港     | 約135万人 | 上位11位   |
| 松山空港     | 約122万人 | 上位14位   |
| 宮崎空港     | 約113万人 | 上位17位   |
| 関西国際空港 | 約108万人 | 上位19位   |
| 高松空港     | 約101万人 | 上位21位   |
| 大分空港     | 約101万人 | 上位22位   |
| 函館空港     | 約093万人 | 上位23位   |
| 旭川空港     | 約083万人 | 上位26位   |
| 北九州空港   | 約082万人 | 上位27位   |
| 小松空港     | 約081万人 | 上位28位   |
| 高知空港     | 約078万人 | 上位31位   |
| 徳島空港     | 約076万人 | 上位32位   |
| 岡山空港     | 約075万人 | 上位34位   |
| 山口宇部空港 | 約068万人 | 上位37位   |
| 神戸空港     | 約067万人 | 上位38位   |
| 秋田空港     | 約060万人 | 上位40位   |
| 石垣空港     | 約054万人 | 上位44位   |
| 帯広空港     | 約053万人 | 上位45位   |
| 出雲空港     | 約048万人 | 上位48位   |

## 歴史

2023年以前のロゴ

### 開港前の羽田

#### 現空港島の開拓
羽田という地名の由来には、以下の説などがある。
- 地形説 - 多摩川河口で海に接する地を「ハネ」という。
- 地名説 - 古代の荏原郡に特に多い田のつく地名。
- 半田説 - 方言で半分のことを「はんだ」ということから。
- 地形説 - 海老取川を境に二分され、その形が海上から見ると鳥が羽を広げたよう見えることから。
- 土質説 - 赤土・粘土地などの「はに」に由来する。
- 開墾地説 - 新開地・墾田を「はりた」というが、その転訛

現東京国際空港にあたる地域は「羽田浦」などと呼ばれ、元禄・天明の頃には葦が一面に密生した干潟であった。当時は「住む人も無く草木生い茂りて、種々の獣が徘徊し、殊に狐は其数最も多く、夜途を行く人々を悩ますことは、其数を知らなかった程」であったので、天明年間（1780年代頃）に武蔵国荏原郡羽田猟師町で代々名主をしていた鈴木彌五右衛門は、数町歩にわたる干潟を埋め立てて、新しい田畑を開発することにした。この開墾事業は無事に成功したが、東京湾や多摩川に面する埋立地という環境のため、常に高潮、洪水などの水害の危険を孕んでいた土地であった。そのため彌五右衛門は、作物を植えるところは高く土を盛り、また堤防を強くするために数千本の松の木を植えることにした。この松の防潮林は、のちに生長すると、沖から眺めると非常に美しい景観となった。それでこの地は、その地形から「扇ヶ浦」とか、元々一つの小さな島があったことから「要島」と人々から呼ばれるようになる。また、彌五右衛門は堤防のほとりに小さな祠を建て、毎年の五穀豊穣と海上安全の守護を祈願して、のちの穴守稲荷神社となる稲荷大神を祀ることにする。
1829年には、羽田猟師町から分かれて「鈴木新田」と名付けられた。幕末には東側に拡張され、江戸防衛のための砲台が設置された（御台場）。

#### 穴守稲荷社前町の発展と京浜電鉄による開発

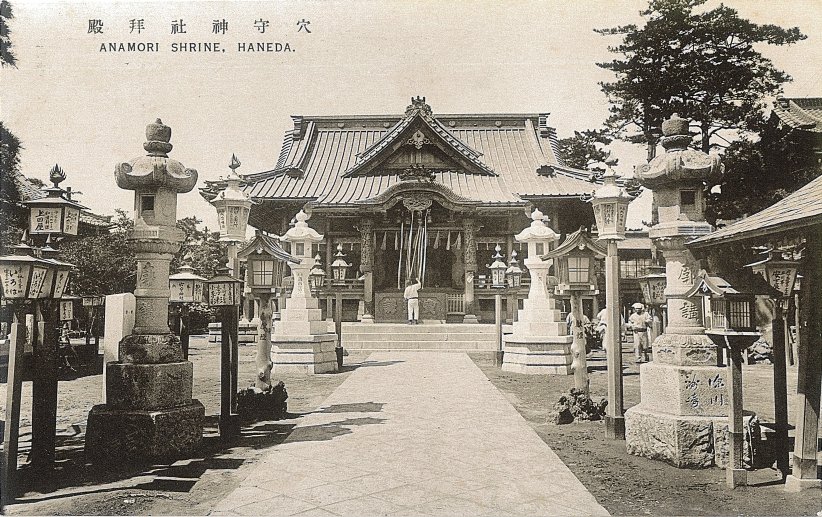
穴守稲荷神社

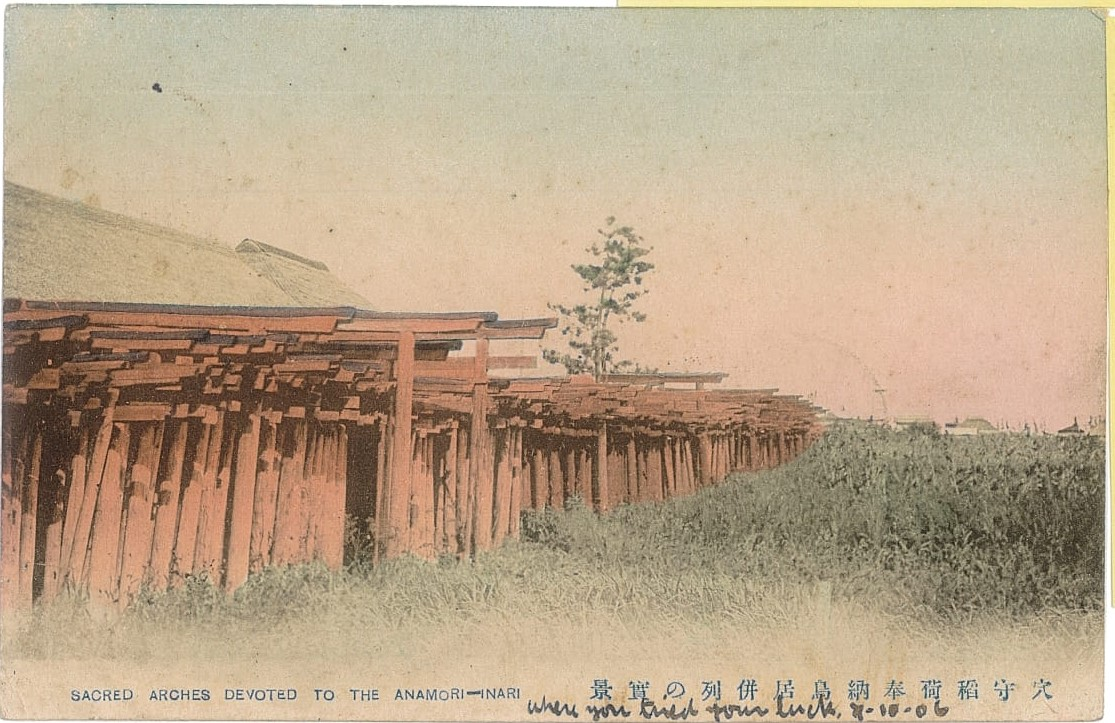
穴守稲荷神社の千本鳥居

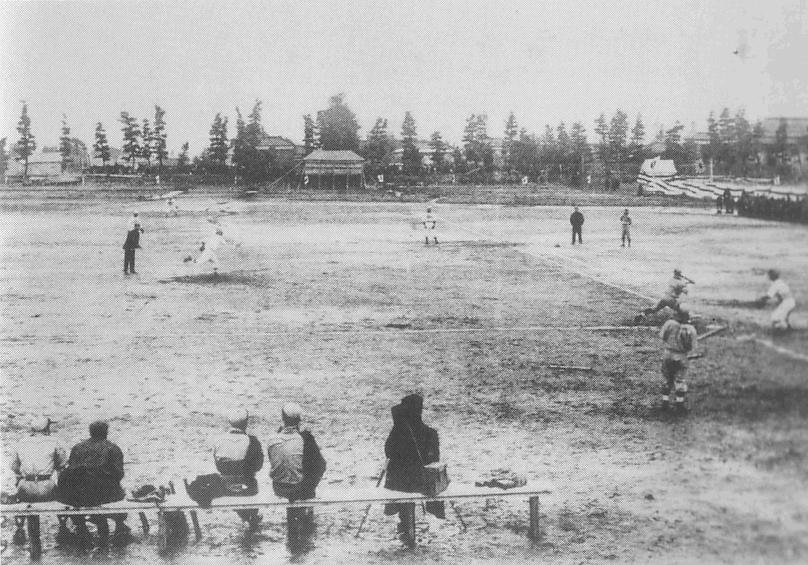
羽田運動場

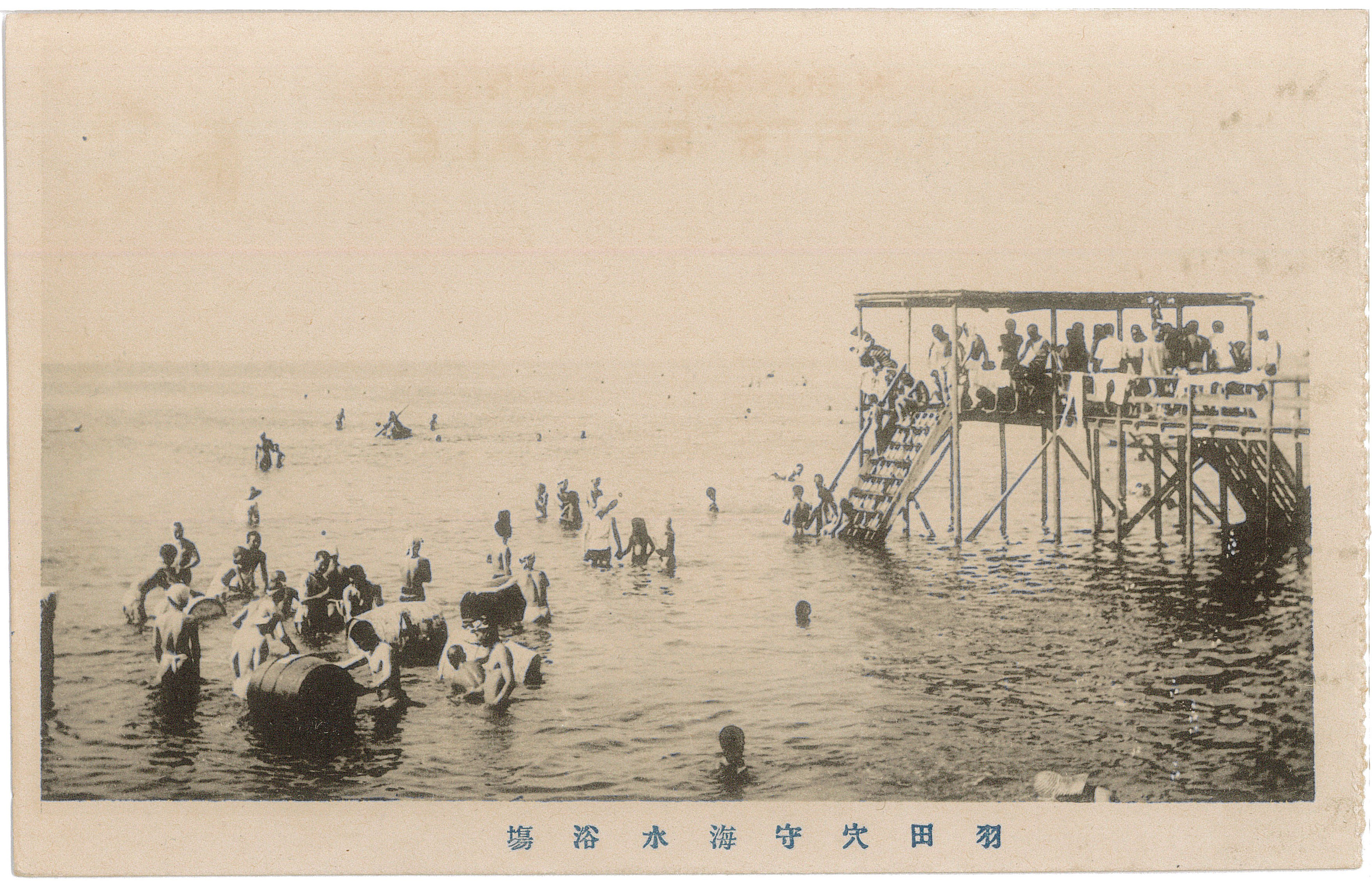
羽田穴守海水浴場

明治時代以降の現羽田空港にあたる場所は、穴守稲荷神社の社前町として発展した。特に、1896年にナトリウム冷鉱泉（塩化物泉）が湧泉すると、鉱泉街や花街が発展し、羽田が東京花柳界などの保養地となり、神社参拝を兼ねた東京近郊の一大観光地として、注目を集めるようになった。また、1900年、赤坂から黒田侯爵家の鴨場が移転し、羽田鴨場が設置されると、羽田は従来の庶民層だけでなく、上中流階級も集う鴨猟の場としても発展した。
そして、羽田の繁栄ぶりをみた京浜電鉄によって、1902年6月28日には穴守稲荷神社への参拝者輸送のために穴守線（現在の京急空港線）が建設されると、羽田の地が東京や横浜の市民の日常的な参拝地兼行楽地になることにつながり、社前町の一層の発展に寄与した。
穴守線開業に伴う穴守稲荷社前町発展の影響は羽田地域一帯にも波及し、穴守線開業の5年後の1907年10月8日には、羽田村が町制施行して東京府荏原郡羽田町となっている。当時人口約1万5000人の羽田町の町税の内、人口700人の羽田穴守（現羽田空港）地域が2割以上を納めていたという。
当初穴守稲荷神社への参詣者輸送を主眼としていた京浜電鉄は、1909年に羽田運動場（野球場）を穴守稲荷神社の隣接地に設置したことを嚆矢として、羽田地域の独自の観光開発に乗り出し、1911年7月5日には羽田穴守海水浴場を開設、このような明治半ばから始まる穴守稲荷と羽田の行楽地化は、ようやく近代国家として歩み始めた時代と社会の反映でもあった。東京を代表とする都市の新興市民は、日曜休暇というそれまでの農間休暇とは明らかに質の異なる新しい生活リズムの休日を持つようになり、郊外に日帰りあるいは一泊で手軽に遊べる行楽地を求め出したわけである。信仰と娯楽を混然とさせつつ、近郊オアシスとして羽田は姿を整えていった。羽田が優れていたのは、花街のような妖艶な空間、運動場や海水浴場といった幅広い層に向けたレジャー施設、東京湾や多摩川河口の優れた景観や神社のような聖域が共存していたところにある。穴守稲荷神社周辺を中心とした羽田地域一帯は、典型的と呼べる以上の第一級の鳥居前町であると共に、東京・横浜間の一大観光地・保養地（総合リゾート地）の様相を呈していた。

#### 日本飛行学校

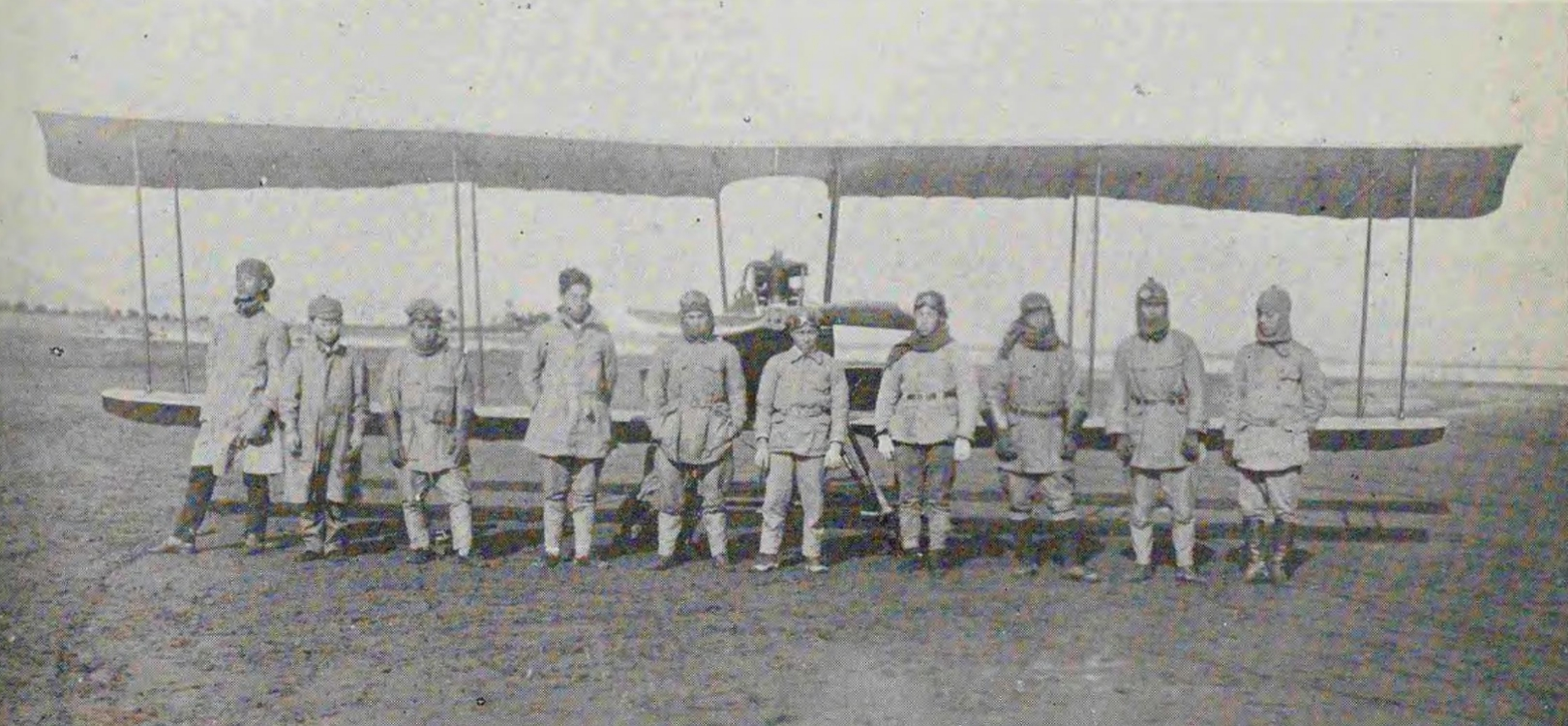
相羽有と玉井清太郎および日本飛行学校練習生

1916年（大正5年）、麻布に鉄工所を持ち発動機の研究開発をしていた友野直二と千葉県稲毛海岸で飛行練習に明け暮れていた玉井清太郎が日本飛行機製作所を立ち上げる。同じ頃、飛行家を志すも強度の近視のため断念し飛行雑誌で記事を執筆していた相羽有も友野を通じて清太郎と出会う。飛行機に夢を賭ける二人はすぐに意気投合し、日本民間飛行界の隆興のためにも一旗揚げようと共同で飛行家の養成学校を創ることを決めた。当時は清太郎が24歳で相羽は21歳、正規の飛行場など用意できるわけもなく、千葉の稲毛海岸にならって練習場は干潟。好適地を探した結果多摩川河口付近の川崎側、通称・三本葭（さんぼんよし）と呼ばれる三角州の干潟をその場所に決め、対岸の羽田町に学校を開くこととした。そこで二人は穴守稲荷神社総代で鉱泉宿・要館当主の石關倉吉へ直談判し、石關は航空に志を立てた二人の若者の熱意に感じ入って、 元料亭の古い建物を校舎として、隣の建物を機体製作の作業場として提供した。
そして1916年（大正5年）8月16日付で清太郎が「日本飛行学校」の設立を申請、同年10月5日、玉井清太郎の操縦によって羽田の空を初めて飛行機が飛び、翌1917年1月4日に日本飛行学校が正式に開校した。多摩川が海にそそぐ河口の浅瀬の砂浜は、干潮時には一面の干潟になり、平坦で、軽い飛行機の滑走には好適であり、羽田一帯が飛行場好適地として注目されるきっかけになった。一方で、開校当初は周辺の漁師が飛行機の音が漁の邪魔になると学校に抗議したという。

### 開港

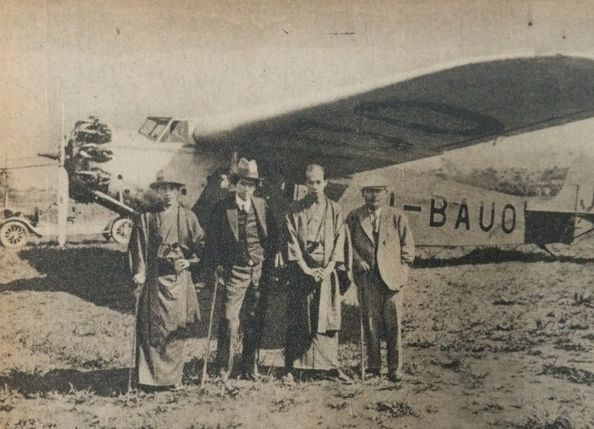
羽田飛行場を訪れた菊池寛ら（1931年）

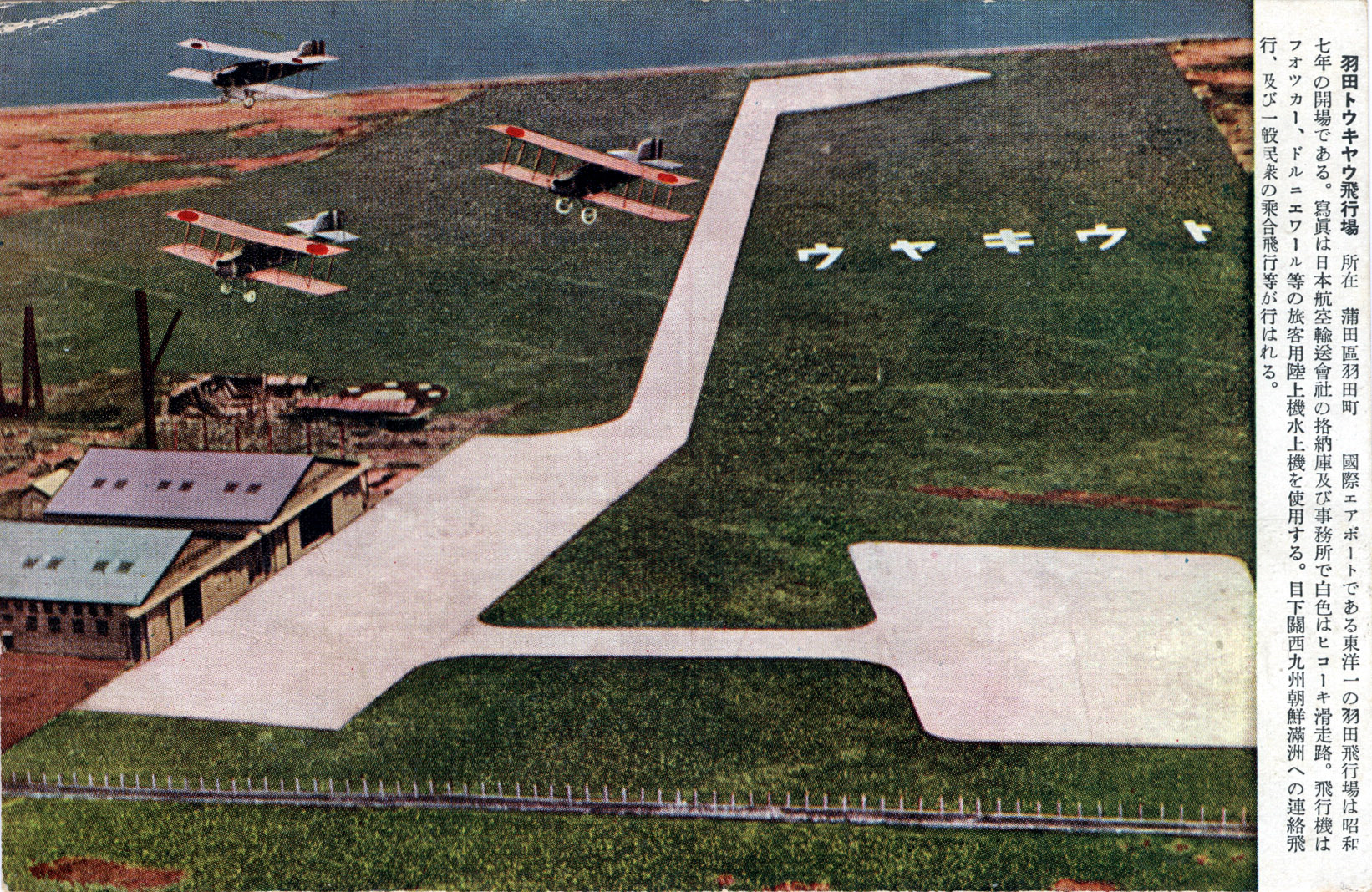
エプロンと滑走路（1930年頃） 右奥に「トウキヤウ」の文字

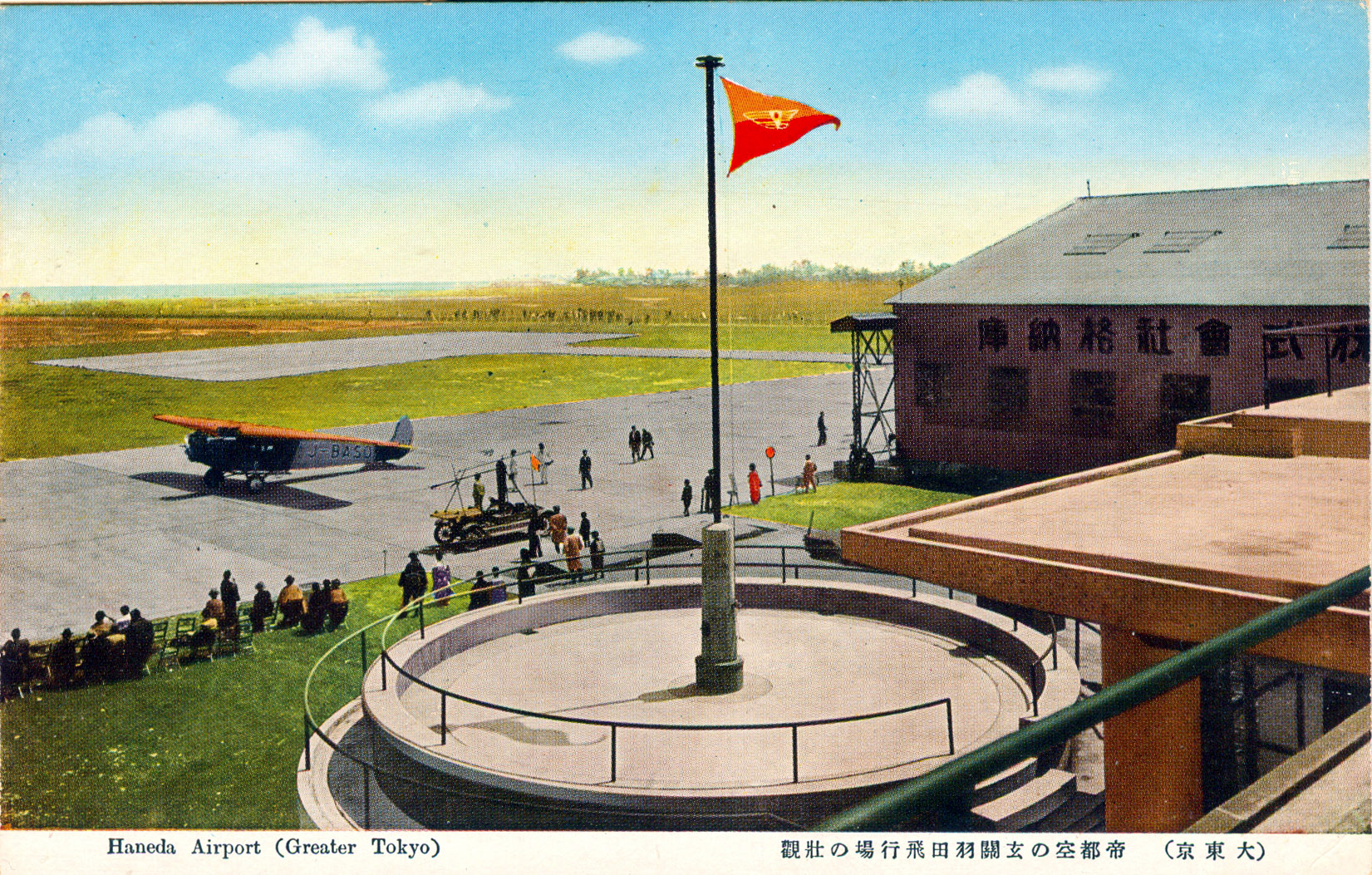
ターミナルおよび日本航空輸送の格納庫 左は同社の九五式二型練習機（1937年）

1923年の関東大震災の際には、羽田近辺は推定震度7の揺れに見舞われた。大正震災志によると鈴木新田は荏原郡内で最も被害が甚だしいとされ、神社北方の堤防が破潰したことで満潮時には浸水、穴守稲荷神社周辺や多摩川沿いで液状化が発生して全体にわたって0.2–0.3mの低下が起こった。穴守線も、終点付近に亀裂多数、海老取川橋梁が崩壊、稲荷橋南方堤へ沿って地盤に亀裂等の被害報告が残っている。また、鉄道が壊滅的被害を受けたことで、帝国飛行協会副会長の長岡外史が11月15日の帝都復興第一回評議員会の席上で飛行機による物資輸送の重要性を主張し、「東京に近く、交通も便利、しかも国際飛行場として水・陸飛行機の発着に好条件を備えています」と羽田に飛行場が必要だと提言した。
当初、民間航空会社は立川陸軍飛行場を使用していたが、軍民共用のため制約が多かった。そこで民間の航空需要の高まりを受け、飛行機の適地であり、東京中心部からの利便性も高く、京浜間の中間に位置し、水陸両用飛行場として利用可能だとして羽田地域に目を付け、鈴木新田北側（現在の整備場地区付近）に空港を建設することが決定。1929年9月17日、逓信省は東京飛行場の建設を発表した。早速、飛島組（現・飛島建設）が工業用地として造成した埋立地が買収され、1930年1月に空港施設の建設工事が始められた。
開港前の1931年5月4日には、報知新聞社「日米号」が日米親善北太平洋横断飛行のため、羽田から出発した。しかし、同月14日に密雲に阻まれる中でエンジンが停止、新知島西北岸海上に不時着水、機体は高波で壊されて飛行計画は挫折、報知新聞社は直ちに再挑戦を試みたが、準備中に予備機を壊し挑戦を断念した。
そして同月29日には、法政大学航空研究会が日本学生航空連盟を代表して日本初の学生訪欧飛行のため、羽田から青年日本号が出発した。出発式の会場には、日の丸の小旗を降る大勢の観衆が集まり、上空にも陸海軍の飛行編隊をはじめ、東京朝日新聞や東京日日新聞（現・毎日新聞）の社機、空輸会社機や民間飛行学校機など、約30機もの航空機が見送りのために飛び交い、首相の若槻礼次郎を筆頭に、陸海軍の航空本部長や逓信省航空局の幹部、海防義会や帝国飛行協会といった各種の関連団体、東京朝日新聞社や石川島飛行機製作所の代表、そして法政大学の学長や後援会委員長など、各界から数多くの名士来賓が参列した。青年日本号は地図と羅針盤だけに頼る有視界飛行で、東京から京城（現在のソウル）へ向かい、その後も中国大陸やユーラシア大陸などの各主要都市を経由しながら、1931年8月31日に最終目的地のローマに到着している。
そして同年8月25日、東京府荏原郡羽田町大字鈴木新田の北側に、逓信省航空局管轄の民間飛行場として羽田飛行場（東京飛行場）が開港した。面積は16万坪（53ha）で、300M×15Mの滑走路1本を有し、新飛行場には、日本で最初に旅客輸送をはじめた日本航空輸送研究所（のちの大日本航空）のほか、各新聞社や海防義会の格納庫が作られ、木骨羽布張りの複葉機から金属製の単葉機までが離発着し、民間航空のメッカとなった。ただ、コンクリート敷の滑走路以外はほとんど草地であったうえ、無線による管制が行われていないため管制塔もなかったなど、設備は簡素なものであった（面積53ha、滑走路300m、幅15m）。三方海に面していたので、護岸工事は満潮時の海面よりも60cm高くされ、さらに高い1mの防潮堤が設けられた。滑走路脇にカタカナの右読みで「トウキヤウ」と書かれたコンクリート製の標識文字が設置されていた。初代の旅客ターミナルビルは石本喜久治設計で、2階建ての小さな建物であり、1階には待合室と旅客事務室、郵便事務室、食堂、2階には飛行場長室や応接室、宿直室があった。1階の待合室は、ガラス窓に囲まれた明るい円形状で、外壁は淡黄褐色のモザイクタイル貼りであり、昭和初期らしい近代的なデザインであった。この初代ターミナルビルは、増改築を重ねながらのちの連合国軍占領下でも使用され、日本空港ビルデングによる2代目ターミナルビル竣工後も1960年代末まで残っていた。なお、当時の政府の緊縮財政のあおりを受けて、開港式などは一切行われず、当日の早朝に飛行場長、日本航空輸送東京支所長および従業員、羽田町長、蒲田町長、蒲田警察署長らが仮事務所においてビールで乾杯しただけであったという。記念すべき第1便は、日本航空輸送フォッカー式スーパー・ユニバーサル型旅客機の大連行き定期便であったが、当時の航空運賃は非常に高額で乗客がいなかったため、代わりに大連のカフェに送る松虫や鈴虫6,000匹が載せられた。個人の利用としては、開港4日後の8月29日、ドイツ人女性飛行家マルガ・フォン・エッツドルフがベルリンのテンペルホーフ飛行場からシベリアを横断、朝鮮・広島・大阪を経由して羽田飛行場に到着し、日独など8,000人が出迎えた。
一方で、飛行機の騒音被害により、鴨場に飛来する鴨が減少するという事態も生じた。日本飛行学校を支援し羽田が航空の適地として注目されるきっかけを作った石關倉吉および要館は、東京飛行場開港前後に横浜へ移転している。

### 発展
羽田飛行場は、開港翌月の1931年9月25日には初の税関設置飛行場に指定されており、当初から国際飛行場としての役割が期待された。1932年には気象台羽田出張所が開設されて航空気象観測が行われるようになり、1933年には立川飛行場の民間航空部門が移駐してきた。また、日本航空輸送や満州航空の拠点となり、大阪や福岡、台北や京城などの当時の大日本帝国国内主要都市に向けた国内線のみならず、満州国へ向けた国際線の運航も活発化。空港ターミナルビルやハンガー（格納庫）、滑走路、各種航法設備などの充実が行われた。
1931年には日本飛行学校設立者である相羽有が設立した民間航空会社東京航空輸送社が、日本初の客室乗務員「エア・ガール」を3名採用し、羽田からの航空便に搭乗した。その後、東京航空輸送社は「エア・タキシ―」として、飛行場上空を一周するコースや京浜コースをはじめ、羽田から江の島・箱根・富士五湖・日光・銚子・水戸などへの遊覧飛行コースを運航、集客と安全性の宣伝効果を狙い、小泉又次郎逓信大臣が清水までの飛行を楽しむ様子が取材され、ニュースにもなった。1932年10月1日には、所在地である荏原郡羽田町が東京市へ編入され、新設された蒲田区の一部となった。あわせて、鈴木新田も羽田穴守町・羽田鈴木町・羽田江戸見町に分割・改称、東京飛行場の所在地も「荏原郡羽田町大字鈴木新田」から、「東京市蒲田区羽田江戸見町」に変更された。
- 旧羽田穴守町：現大田区羽田空港一丁目および二丁目の一部、町域は現B滑走路の南端付近[76]。穴守稲荷神社をはじめ、鉱泉宿や料亭、土産物屋など多種多様な商店が並ぶ門前町の中核であった[77]。
- 旧羽田鈴木町：現大田区羽田空港一丁目および二丁目の一部、町域は現荏原製作所の対岸付近から現羽田空港ワークステーション付近に亘ってL字型に広がっていた[78]。商店が集まっていた穴守町とは対象的に、数多くの人家が集まっており、玉川弁財天や鈴納稲荷神社も鈴木町内に鎮座していた。また、東西に穴守線が通り、終点の穴守駅も鈴木町内にあった[79]。
- 旧羽田江戸見町：現大田区羽田空港一丁目および二丁目の一部、町域は現羽田空港一丁目の北半分にあたり、東京モノレールの整備場駅のほか各航空会社の関連ビルや整備工場・格納庫など多くの建物が並んでいる[80]。羽田運動場や鴨場、のちには東京国際空港の前身である国営の民間飛行場・東京飛行場が所在し、穴守町・鈴木町と比較して住民はほとんどいなかった[81]。

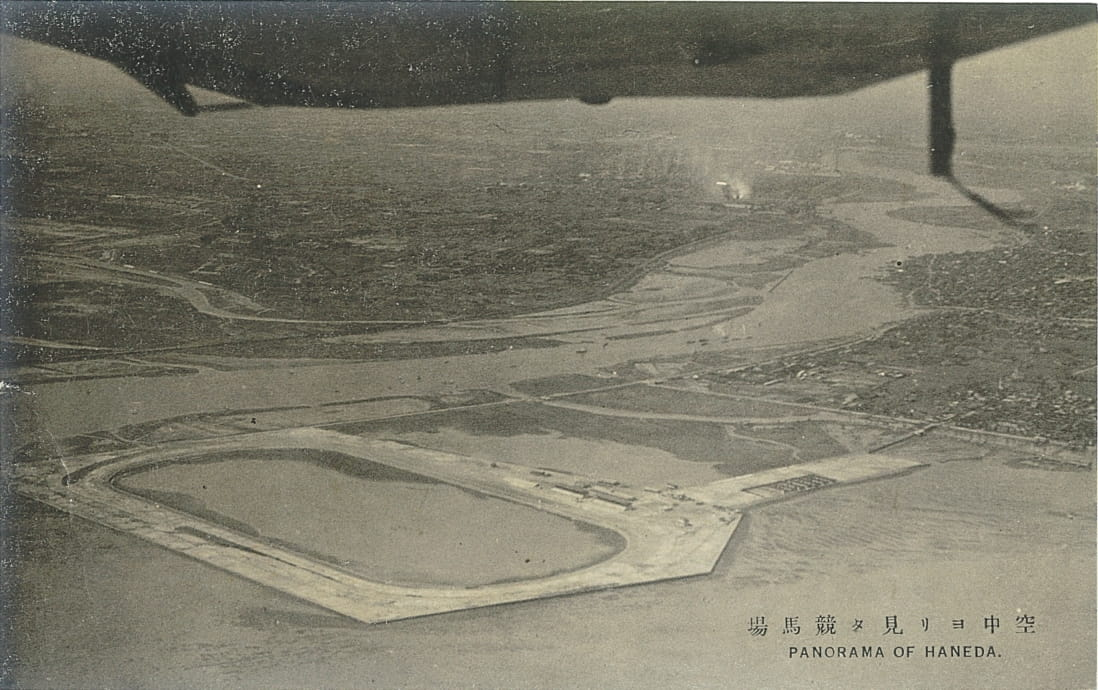
羽田競馬場

同じく1932年には、羽田競馬場が近隣の羽田入船耕地（現東糀谷付近）から、羽田の御台場（現在の第3ターミナル付近）へ移転してくることになった。完成した新競馬場の総面積は、当時地方競馬としては最大級の競馬場であり、羽田の地に新たな名所が誕生することになった。新競馬場での最初の開催は7月3日から5日にかけて行われて55万4229円の売上を記録、さらに1934年（昭和9年）7月の開催で売上は初めて100万円の大台を突破、その後も地方競馬では全国一の盛況が続いた。射幸心を満たす競馬場の出現は、最も科学的で物珍しく新鮮な存在であった飛行場とともに、行楽地の非日常性の維持には十分な存在であった。羽田町はときならぬ“競馬・航空ブーム”で膨れ上がり、信仰と娯楽、科学を混然とさせつつ、近郊オアシスとして姿を整えていった。
1937年4月および5月には欧亜連絡飛行を行った「神風号」の命名・出発式および帰着地に、5月には後に公認世界記録を樹立する「航研機」の初飛行場所になった。1939年8月26日には国産航空機として初の世界一周飛行に挑んだ「ニッポン号」の発着地となるなど、羽田は日本の航空史に名を残す数々の偉業の舞台となった。さらに、1938年にルフトハンザドイツ航空のフォッケウルフ・Fw200コンドルが、1939年にはユンカースJu 52が、ドイツの首都ベルリンと羽田の間を飛行した。
満洲国建国以降、満洲へ旅客や貨物輸送が増大したこともあり、1938年から1939年にかけて飛行場の隣接地が拡張用地として買収され、最初の拡張工事が実施された。羽田運動場はこの買収の対象となり消滅した。面積は72haとなり全長800メートル・幅80メートルの滑走路2本が十文字型に配置されるレイアウトになった。これにより、当時としては近代化された民間飛行場となった。
隣接する穴守稲荷神社の神職が航空機の進空式や空港施設の地鎮祭を執り行ったり、穴守門前町の芸者がフォッカー機を背景に記念写真を撮っていたなど、羽田飛行場は穴守稲荷神社と共に発展した。1929年10月には、京浜電鉄の重役から一の大鳥居として朱鳥居（後の羽田空港に残された大鳥居）が穴守駅前に奉納されている。この大鳥居は後の強制退去に伴って穴守稲荷神社や門前町が全て取り壊される中、唯一羽田空港内に残された。

### 戦時中
東京を代表する新名所・観光地として繁栄していた羽田地域であるが、当時の日本（大日本帝国）が1931年（昭和6年）の満州事変を機に、戦争への道を歩んでゆくことで、その荒波に翻弄されることになる。
日中戦争の勃発に伴い立法された軍馬資源保護法の施行によって、羽田競馬場が1937年限りで休催、翌1938年に廃場へと追い込まれた。跡地には日本特殊鋼の羽田工場ができ、海岸線寄りの跡地には高射砲陣地が置かれた。日本特殊鋼のほか、荏原製作所、明電舎、大谷重工等の大手企業が1935年あたりから次々進出し、下請け工場も出来た。穴守稲荷神社の門前町は急速に衰退し、料亭は工員相手の食堂になり、鉱泉宿は社員寮へ姿を変えてゆく等、一帯は飛行場を中心とした工場が立ち並ぶ軍需産業地に変貌していった。
一方、1940年東京オリンピックのため、東京市は羽田を上回る規模の飛行場（東京市飛行場）の建設工事を現在の江東区夢の島で進めていたが、日中戦争の影響で工事が中断した（その後、計画は廃止）。
1940年9月には国産旅客機三菱 MC-20の完成披露式が、同月28日の航空日（後の「空の日」）には朝日新聞社主催の航空ページェントが開催された。後者ではモーリス・ファルマン機や鹵獲機ポリカルポフI-16が飛行し、また陸軍航空部隊の戦闘機・爆撃機によるアクロバット飛行・展示飛行や東京湾上での実弾演習が披露されている。なお、航空ページェントを報じる10月1日公開のニュース映画『日本ニュース』第17号では本地を「羽田の東京空港」と紹介している。

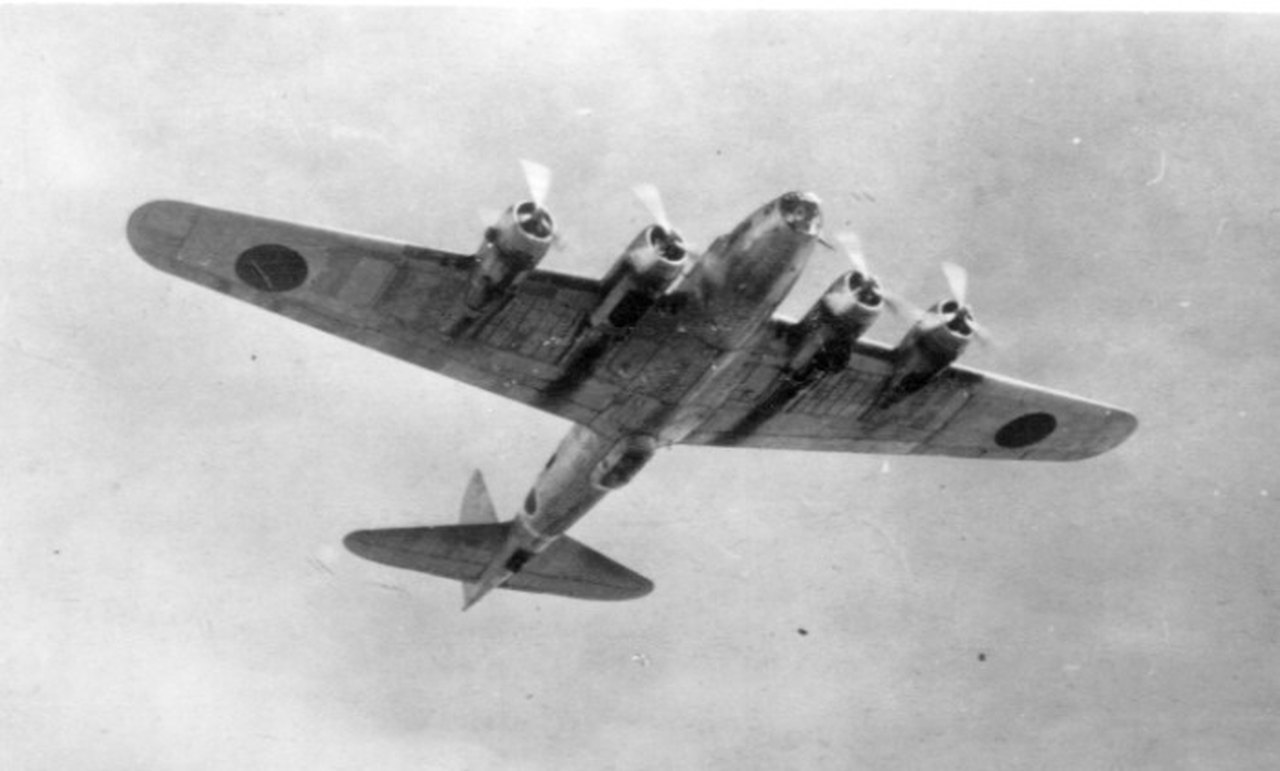
日本陸軍に鹵獲され、日の丸の国籍標識を描き展示飛行中のボーイングB-17

1941年10月1日には海軍航空要員の訓練を行う霞ヶ浦海軍航空隊の一部が、飛行機20機・士官70人・兵員1250人の東京分遣隊分遣隊として移駐、軍用飛行場としても使用されることとなり、穴守線も軍需産業で働く人の通勤路線となった。同年12月に太平洋戦争（大東亜戦争）が勃発すると日本の民間航空は事実上停止、国策航空会社である大日本航空は陸海軍の作戦行動を支援するべく、乗員・機材の総力をあげて軍事航空輸送任務に従事することになった。輸送機には濃緑の戦時迷彩塗装が施され、大陸や南方方面等への空輸任務にあたり、また新聞社所有の大型通信機も軍事要務輸送に動員された。
学生スポーツ団体であった日本学生航空連盟は戦時下の航空団体統合により大日本航空協会に統合され、加盟学生には日本学生航空隊羽田飛行訓練所として軍隊式の操縦教育が行われた。1942年（昭和17年）には更に戦争の影響が表れるようになり、最後まで残っていた羽田穴守海水浴場の営業も中止になり、行楽地としての羽田は事実上終わりを告げることになった。一方で、1943年（昭和18年）の洲崎遊郭接収により、1944年（昭和19年）初めには洲崎の遊郭関係者が移転してきた。
これ以降、終戦までの間は、国内線や同盟国の満州国やタイ王国のほかに、日本軍が南方作戦で占領した勢力圏とした各地へ向けて、福岡第一飛行場を中継地とし、陸軍の特務航空輸送部が定期便を就航させた（徴用された大日本航空が委託運航）。目的地は香港のほか東南アジアのジャカルタ、マニラやシンガポール、ニューギニアのウェワク、ラバウルなどであり、日本軍占領前はイギリスやアメリカ合衆国、オランダなどの植民地であった。また、1942年7月4日から8日には大日本飛行協会および朝日新聞社主催、陸軍省後援の「支那事変五周年記念大東亜戦争戦利飛行機展覧」、同年10月18日には「戦利米英飛行機供覧飛行」が開催され、南方作戦などで鹵獲されたアメリカ軍や中華民国軍、オランダ軍やオランダ領インド航空のボーイングB-17やカーチス・ライトP-40、ダグラス DC-5などが飛行場内で展示された。
大戦末期には日本本土を爆撃や機銃掃射する連合国軍機の爆撃目標となったため、飛行場内外に陸海軍が高射砲や高射機関砲を配置してこれに備えた。当時の蒲田区は軍需産業が盛んであったこともあり、集中的に狙われ、飛行場も2月16日（東京飛行場への急降下爆撃によって火災発生、旅客機1機焼失）、2月17日（大日本航空格納庫一棟全壊）、4月4日（羽田江戸見町）と空襲を受け、1945年4月15日から4月16日に行われた城南京浜大空襲では、蒲田・大森・荏原地域が主たる攻撃対象とされ、蒲田区の約99％が被災、羽田地域も大きな被害を受けた。さらに終戦間近の7月12日には、米軍機の爆撃によって飛行場施設が破壊・消失し、飛行場機能の大半が失われた。

### 強制退去

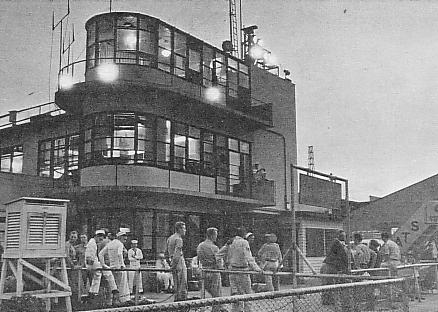
連合国軍駐留下のターミナル

戦争末期には稼働機材の減少によって飛行場機能の大半を喪失していた東京飛行場であるが、終戦の詔書を示す玉音放送が流されたあとには、飛行場は極度の混乱状態に陥り、軍事輸送に関わった操縦士が占領軍による厳しい制裁を受けるといったデマが流布された。そのために航空局をはじめとして大日本航空等各社では、保管書類の焼却、個人携帯飛行免状等の破棄が直ちに行われ、また混乱・虚脱から社用品の盗難・廃棄といった出来事も生じた。
第二次世界大戦終結後、連合国による占領下に置かれた日本は、1945年9月2日に一般命令第一号によって各地の飛行場や航空施設を良好な状態で保存するよう命じられた。
羽田飛行場については、9月3日には米軍の連絡機が着陸、米空軍准将が大日本航空社員に格納庫、事務所や穴守神社の方まで案内するように命じ、水道、電気配線、排水など多岐にわたって調査が行われ、9月12日に連合国への引き渡しが命じられた。翌13日には自動小銃で武装した兵士らがジープで乗り付けて飛行場にいた者を追い出して接収、一部施設は引き続き日本人の使用が許されたものの、9月18日には完全撤収となった。
羽田飛行場は日本に駐留する連合国軍（実態は関東地域の占領を担当したアメリカ軍）が使用する基地となり、Haneda Army Airbase（ハネダ・アーミー・エアベース）と呼ばれることになった。駐機していた輸送機群は緑十字飛行用に空輸を認められた一部機材を除き、占領軍利用による飛行場拡張工事のためブルドーザーにより、隣接していた鴨池に投棄・破壊された。これらは現在も敷地内の地中に埋まっているといわれている。
しかし、アメリカ軍から見て当時の羽田飛行場の規模（面積72ha）はローカル空港程度でしかなく、早急な拡張整備が求められた。そのため、初めの案では羽田穴守町などを避けて拡張する案も検討されたが、結局それは叶わず、飛行場の南側に隣接する羽田穴守町・羽田鈴木町・羽田江戸見町・羽田御台場・鈴木御台場・猟師町御台場の全域が拡張用地に充てられることになった。そして9月21日、GHQ（連合国軍最高司令官総司令部）と蒲田区区長を連名とした「住民は12時間以内に強制退去」の命令が下された。この地区には1,320世帯・2,894人が居住していたが、敗戦国であった日本政府に拒絶の余地はなかった。住民らは短時間のうちに立ち退くことを余儀なくされた。
敗戦となってからまだ1か月も経たない中では、新聞記事を読んでいた住民は極僅かであり、読んでいたとしても具体的な範囲が挙げられていなかったため、自分たちが当事者であると考えた者はほとんどいなかった。「飛行場付近の一部住民」へ説明があったのは前日のことであり、警察から口頭で知らされた。そこで住民代表が、12時間とはあまりにも理不尽で到底全住民に周知できないことや、立ち退き先も決められないまま路頭に迷う者が出てくることなどを挙げて、蒲田区役所や警察を仲介して交渉が行われた。そうした決死の訴えにより、立ち退き後に立ち入った者の生命の保証はないという厳しい条件付きであるものの、なんとか48時間以内の退去となったのだが、人手も機材も時間も全てが不足している身一つでの立ち退きとなった。
穴守線（当時は大東急の一部）も住民の退去により、必然的に稲荷橋駅–穴守駅間は営業の意味がなくなり、9月27日から運転を取り止めた。同時に、Haneda Army Airbaseの拡張に必要な資材を運ぶため、穴守線の南側の軌道（上り線）は強制接収され、稲荷橋駅が終点となった穴守線は、単線運転を余儀なくされた。
制限時間終了後も忘れ物を取りに戻る者がいたことなどから、その後にGHQから日中に限って町への出入りが1週間のみ認められたというが、住民退去後の旧居住区は稲荷橋に設けられた入場ゲートや武装したアメリカ軍憲兵によって封鎖され、住民は完全に排除された。何ら補償も行われないままこの地を追われた住民らは、アメリカ軍の重機によって家が取り壊されていくさまを海老取川の対岸から見ることしかできなかった。 

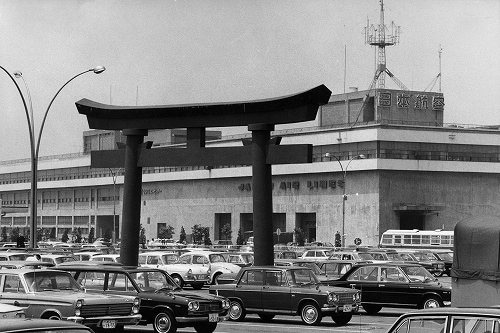
駐車場内に取り残された大鳥居

また、地域住民同様に穴守稲荷神社なども強制立ち退きとなったいっぽうで、旧穴守駅前にあった穴守稲荷神社一の大鳥居は、神社や住民が立ち退きをしたあとも唯一残された。
11月から本格的に開始されたアメリカ軍808飛行場建設部隊による空港拡張工事はまたたく間に進展し、従来の3倍半にあたる広大な敷地を造成した。この工事には大林組、間組などの土建業者と「占領軍労務者」として雇われた約2000人の日本人労働者も参加していた。拡張工事は1946年6月までに竣工し、旧A滑走路（2100m×45m）と旧B滑走路（1650m×45m）が完成し、エプロン・駐機場・管制場・管制塔・事務所・宿舎なども整備された。GHQは正式に出入国空港と定め、米軍用航空輸送部隊（MATS）が駐屯するようになった。
日本政府はその後、土地の所有者へ金銭を支払って国に登記を移す作業を続けてきたが、全てを取得するには至らず、2012年に所有者不明の土地について登記移転の訴訟を起こしている。この裁判では「時効取得」が成立するかが争点となり、一審では「国に所有の意思はなかった」として棄却されたが、2015年に高等裁判所が「国はGHQの要求で、法的根拠も契約もなく占有した。所有の意思がないと証明されたとは言えない」として逆転判決を言い渡した。

### 占領下

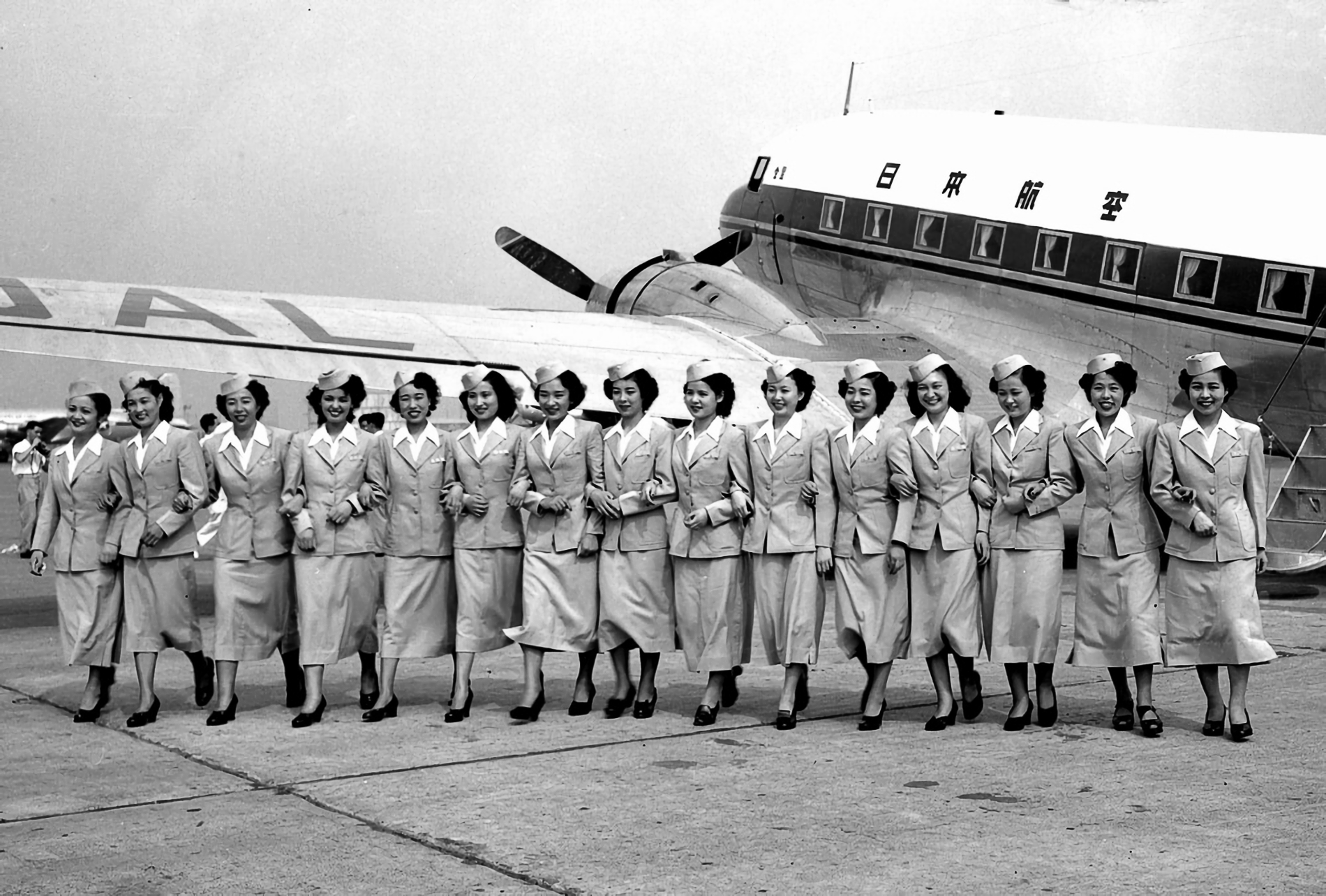
ダグラス DC-3 の前に立つ JAL 客室乗務員 (1951年8月27日)

連合国の占領下の日本においては、民間航空を含む全ての日本籍の航空機による活動が禁止されていたため、ノースウェスト航空（1947年7月15日）、パンアメリカン航空（1947年9月28日）、英国海外航空（1948年3月19日）、フィリピン航空（1949年1月26日）、カナダ太平洋航空（1949年9月）、スカンジナビア航空（1951年4月27日）、タイ太平洋国際航空（1951年5月29日）などの、海外民間航空の定期便の乗り入れが開始された。
なお、英国海外航空のショート・サンドリンガム「プリマス型」飛行艇で運航されていたイギリス南海岸のプールと香港を結ぶ路線を延長すべく、1946年3月にイギリス連邦占領軍のサー・セシル・バウチャー少将が東京国際空港沖への乗り入れを連合国軍最高司令官総司令部のダグラス・マッカーサー最高司令官に求めたが、飛行艇用の滑水路やハンガー、ターミナルの施設が無いため拒否された。このため、1948年3月19日以降暫くはイギリス連邦占領軍の拠点である岩国基地へ乗り入れていたが、その後、羽田空港への陸上機での乗り入れが許可された。
1951年1月にはGHQが日本民間航空機のフライトを認め、8月15日および16日に読売新聞社が台湾民航空運公司からのチャーター機C-46を「よみうり平和号」と命名し、羽田から日本一周飛行を行った。さらに同月27日から29日には日本航空がフィリピン航空からチャーターしたダグラスDC-3「金星号」でフライト披露を行い、長いブランクに終止符を打った。
同年9月にはサンフランシスコ講和条約が締結され、連合国による日本占領が終結に近づいた10月25日には、日本の航空活動が解禁されたことを受けて、第二次世界大戦後初の国内民間航空定期便として日本航空がノースウエスト航空への委託運航形式でマーチン2-0-2型機「もく星号」による羽田空港 - 伊丹空港（大阪） - 板付空港（福岡）間の定期旅客運航を開始。12月22日には国内線用ターミナルビルが完成した。
1948年2月24日には、強制退去に伴って取り壊しとなった穴守稲荷神社が、空港に隣接する羽田地区に再建されている。再建にあたっては、航空関係者が滑走路上で白狐を見たという逸話も残っている。
この頃の羽田空港の管制塔は木造でぐらぐらと揺れ、階段には「Are you insured?（保険には入ったか？）」という落書きが米兵によって描かれていた。

### 返還と再出発（東京国際空港）

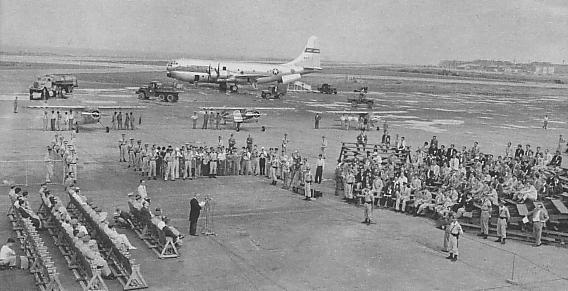
空港返還セレモニーの様子 アメリカ空軍のC-97輸送機が見える（1952年7月1日）

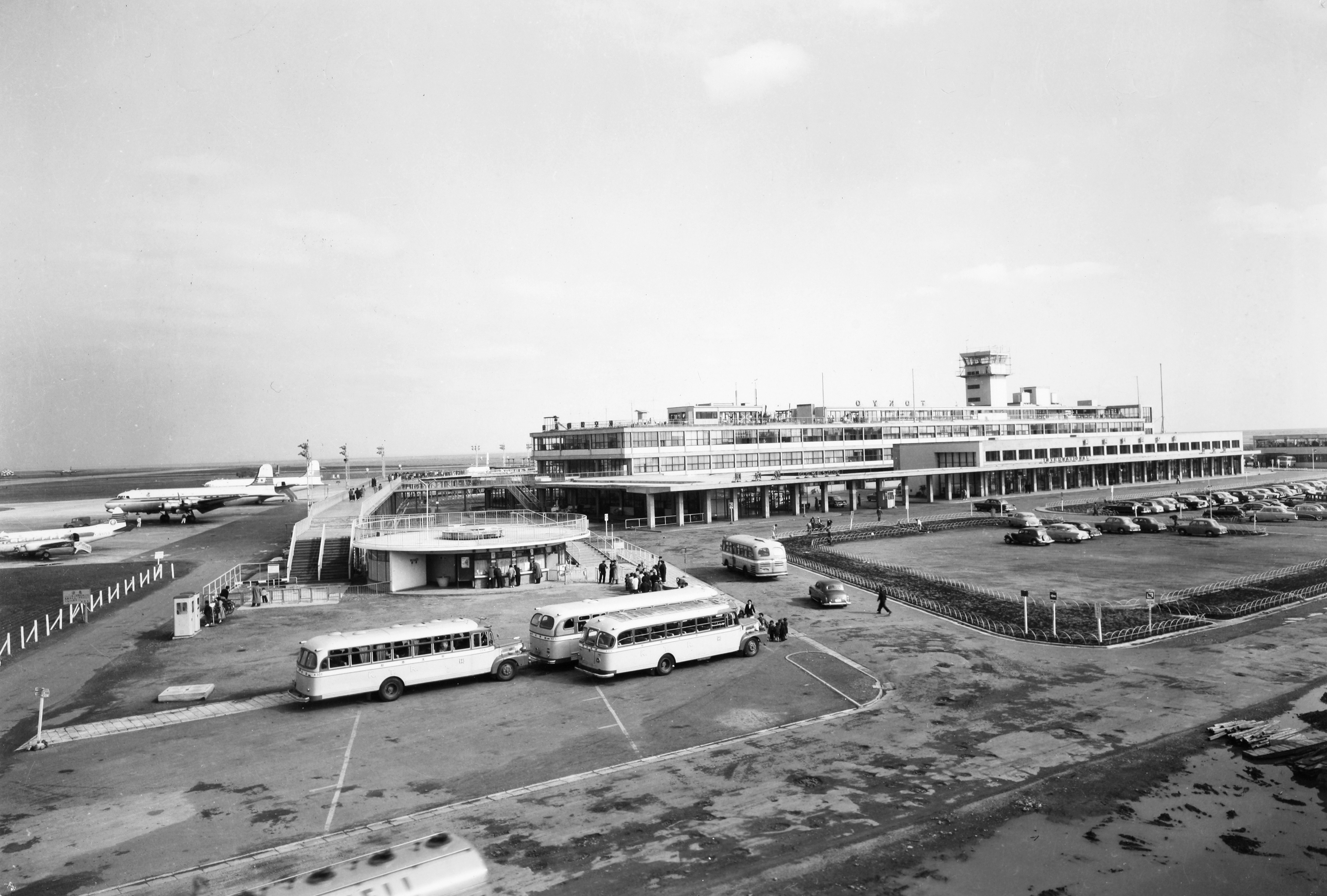
1950年代のターミナル

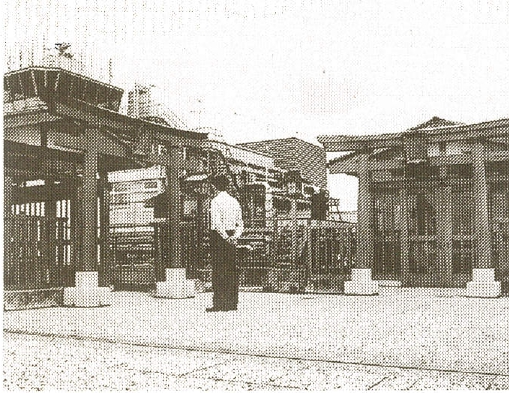
旧ターミナルビル屋上にあった羽田航空神社（右）と穴守稲荷神社の空港分社（左）

1952年7月1日、滑走路・誘導路・各種航空灯火等の諸施設がアメリカ軍から日本政府に移管され、同日に「東京国際空港」に改名、初代空港長には戦前の「ニッポン号」で世界一周を果たした民間航空人中島純利が任命された。しかし、「東京国際空港の共同使用に関する日本国と在日米軍との間の取極」により、空港内に陸軍空輸部隊と極東空軍は残り、管制権や空港施設の8割は引き続き在日米軍の管轄下に置かれて立入禁止区域となっており、この時点では一部返還にとどまった。運営の主導も米軍が握って日本はそれに従う形となり、離着陸は米軍機が優先され、民間機は上空で1時間も旋回しながら待たされることも度々あったという。また、民間専用ターミナルが出来るまでは、空港への入場には「入場票」が発行されていた。
当時の羽田空港の利用率は、米軍機95％、外国の民間機3％で、日本の民間機は2％しかなかった。また、1952年当時の国内線航空旅客数は年間約103万人、国際線は約7万人というわずかなものであった。ただし、その後の旅客数の伸びには著しいものがあり、1952年から1956年までの5年間の対前年比平均増加率は、国内線は40.6%、国際線は28.7%であった。返還と同月には、世界初のジェット旅客機であるデ・ハビランド DH.106 コメットMk.Iが英国海外航空によって初飛来し、その後、ロンドンのヒースロー国際空港との間に南回りヨーロッパ線で定期就航した。同年5月25日には、スカンジナビア航空のダグラスDCｰ6Bが、初の北極回り航路でオスロから飛来した。
翌1953年には、日本航空のダグラス DC-6によって、日本のフラッグキャリアによる第二次世界大戦後初の国際線定期路線の就航（東京 - ウェーク島 - ホノルル - サンフランシスコ）が開始された。同年9月20日には、戦後初の航空ショーが羽田空港の滑走路を中心に開催され、待ち望んでいた航空ファンが10万人も詰めかけた。同年10月1日には、戦後初の航空地方気象台が開設。同年12月15日には、日本ヘリコプター輸送がデ・ハビラント・ダブで羽田～大阪間の貨物郵便運航を開始し、日本人による戦後初の定期便となった。
国内線も日本航空のほか、富士航空などのローカル線就航によって本格化したうえに、連合国以外に日本の空が開放されたことや、この頃から日本の経済状況が急激に回復してきたこともあり、民航空運公司・KLMオランダ航空（1951年）、カンタス航空・エールフランス航空（1952年）やエアインディア（1955年）、スイス航空（1957年）やキャセイパシフィック航空（1957年）などが就航するなど、外国航空会社の就航開始が相次ぎ、さらに1954年2月2日には日本航空「City of Tokyo」が初の国際定期便として羽田～サンフランシスコ間を開設、国際線の旅客も急増した。
しかし、当時利用されていたターミナルビルは、現在の旧整備場地区付近に戦前の東京飛行場時代に建てられたものを戦後にアメリカ軍が改築したもので、狭いうえに設備も悪く、日本の表玄関としては貧弱であった。しかも、返還後もアメリカ軍航空輸送部隊 (MATS) の基地機能が残された共用の状態にあり、多数の軍人・軍属の出入国に使われていたため、一般の旅客には大変な不便を強いていた。このことから、民間航空専用ターミナルビルの必要性が内外から強く要望されることとなった。
これを受けて運輸省においても、空港施設の改善に向けての努力が始められた。この頃、世界各地の主要空港ではターミナルビルの近代化が進められており、羽田空港においても同様の施設を建設するべく予算獲得の道が模索された。しかし、当時の国家財政はまだ窮乏の中にあり、「ぜいたく」とも受けとめられていたターミナルビルを国費で建設することは認められず、 新ターミナルビルの建設予定地に対する誘導路とエプロン舗装費、 新ビル内における官庁部分の建設に要する経費として計2億3000万円が承認されたに過ぎなかった。 また、東京都においても急激な人口増加に対応するため、地方自治体が本来行うべき施設整備の経費にさえ事欠く状態にあり、中央政府の管轄である空港ターミナルビルの建設資金まで負担することはできなかった。
これを受け、1953年1月20日に石井光次郎運輸大臣が、日本航空協会会長・郷古潔と元運輸事務次官・秋山龍に対して、 東京国際空港ターミナルビル建設の必要性とこれを国家予算で建設することが困難である事情について説明し、民間資本による建設が実現するよう斡旋して欲しいと要望、同月28日には運輸省航空局長名の正式文書として依頼が出された。同年3月、運輸省航空局と内外航空会社代表、郷古・秋山が出席した会議で新ターミナルビル建設の基本線が決定され、そして同年7月20日には日本空港ビルデング株式会社が設立、翌1954年3月16日には政府のターミナルビル民営方針が閣議了解事項として了承された。
日本の玄関口としての面目を保ち、独自性を失わないものとするため、ターミナルビルの建設にあたっては日本空港ビルデング株式会社および関係官庁、内外航空会社の間での協議が重ねられた。そして「設計に関する基本事項」を決定し、広くアイデアを求めるため指名者6名による設計が実施された。しかし、1953年8月に開催された基本設計審査委員会では当選作品なしとの結論に至り、今後の設計については適当な機構を設け、各案を参考として新たな最善の案を作成することが決定された。そして審査委員長の内田祥三らが参加する基本設計小委員会が発足、基本設計小委員会は、ターミナルビル設計基本方針およびそれに関する関係者了解事項を協議し、8回にわたる検討を経て基本設計の骨組みを作り上げた。 同年10月には関係各省および航空会社の担当者に、それまでの経緯と基本設計の内容について詳細な報告が行われ、その後の1954年1月にようやく政府の承認が出た。
基本設計の決定を受けて、株式会社松田平田設計事務所（当時）が設計に着手したが、工期短縮構造計画の段階の1954年3月に基礎杭打ち工事に着手することとなった。
施工業者の選定にあたっては、公正を期するため運輸省航空局によって承認された大林組、大成建設、鹿島建設、清水建設、竹中工務店の大手建設会社5社による競争入札が同年5月に実施された。その結果、一番手が大林組、二番手が大成建設となったが、日本空港ビルデング株式会社の金融事情と大林組の内部事情から、大林組が辞退せざるを得なくなり、大成建設が大林組と同じ見積金額で施工することになった。
こうして同年6月19日、地鎮祭が執り行われ、翌日から直ちに本体工事が着工された。 そして同年12月30日、コントロールタワーの鉄骨に郷古の手によって金鋲が打ち込まれ、上棟式が執り行われた。そして、全面返還に先立つ1955年5月17日、現在の第3ターミナルの西側・現B滑走路の南端付近に近代的な設備を持つ新しい旅客ターミナルが落成し、秩父宮妃など4000名臨席の下で竣工式が催され、5月20日から営業を開始した。
また、このターミナルビルの建設地が強制退去に伴って取り壊しとなった穴守稲荷神社の本殿跡にあたることから、ターミナルビル屋上には穴守稲荷神社空港分社が祀られ、穴守稲荷の旧大鳥居も周囲を駐車場の敷地とすることで、引き続いて残された。それ以降毎月17日には月次祭を奉仕するようになり、祭日には「穴守稲荷のお祭りの日です。必ずお参りください」と日本空港ビルデングからのおふれがまわったという。こうした大鳥居や空港分社の存在、また羽田に入っている外国航空会社が「鳥居のある空港は珍しい」と羽田便の宣伝やチケットビューローに鳥居マークを取り入れたりしたため、アメリカの観光ガイドブックにおいて「Haneda is base of shrine（羽田は神社の基地である）」と紹介されたこともある。
ターミナルビルの経営は、不動産賃貸事業と旅客サービス事業、そして見学案内や物販、レストランという「付帯事業」と呼ばれる部門が中核を担った。当初、空港という社会インフラを日本初の民間資本会社が運営するにあたり、賃料が高額になる恐れを海外のエアラインから指摘され、その懸念を払拭するため、特に「付帯事業」に力を入れた羽田空港では、多くの見学者を受け入れるべくさまざまな工夫をした。「浅草」「東京タワー」「羽田空港」がこのころの東京名所であり、はとバスもこのルートで全国の観光客を楽しませていた。空港施設は修学旅行の学生を中心として東京でも有数の観光名所となり、見学者数はターミナルビル開館後の5年間で総計1100万人に達した。
社会科学習の場として、そして航空知識の普及の場として、遠足や修学旅行など学生団体の受け入れには特に熱心で、日本修学旅行協会の『修学旅行』という冊子でも「見学はまず東京国際空港（羽田）へ」などという広告を盛んに出して営業していた。各地から来た生徒、学生たちは、間近で本物の旅客機を見て、航空教室で学び、食堂で東京の味を楽しみ、売店で土産物を選び、そして最後は滑走路をバックに団体写真を撮るというのが、定番のコースだった。 
そして、1967年から「全国学校教材充実運動」が始められた。 毎年羽田へ見学に訪れる全国の小・中・高の学校に対して、展望遊園場売店で土産物などを買うと100円につき1枚の「エアポートチップ」を渡し、これを所定のノートに貼り、チップ枚数に応じた希望の教材をカタログから指定して申し込めば、その教材を学校に寄贈するという制度だった。
また、空港は空陸交通の接点であるため、日本初のレンタカー事業（1957年10月）や空港リムジンバス（1954年6月1日）なども開始されている。日本航空史に残る行事も羽田空港で行われ、1960年9月18日には日本の航空50年を記念して戦後最大の航空ショーが開催。1962年12月18日には皇太子明仁親王を招いてのYS-11完成披露式典が開かれた。
地元の大田区民にとっても、空港は地元の買い物の場所であり、わざわざ銀座まで行くことなく銘品を空港の売店で買い求めたり、中華「彩鳳」や和食「大和」、洋食「アビオン」といった空港内のレストランで誕生日や記念日を祝ったり、「空の旅」以外で空港を利用した。また、ターミナルビル側も地元に根ざした場所として、夏には屋上を開放しビアホールを開設したり、地元の小学生も交えた盆踊りが行われた。
同年8月には旧A滑走路が2550mに延伸され、翌1956年3月10日には松島・伊丹・小松とともに航空管制業務が米軍から運輸省へ返還、7月14日には空港整備法に基づく第一種空港に指定された。1957年1月には旧整備場地区にあった木造の管制塔からターミナルビルへ管制塔が移転、同年4月1日には日本航空羽田～サンフランシスコ線に日本人機長・副操縦士・機関士が誕生、その後の1958年7月1日には航空管制権も返還され、全面返還となった。1959年7月10日には第三管区海上保安本部館山航空基地が羽田空港全面返還に伴って羽田航空基地として空港内へ移転した。

### 東京オリンピックと混雑

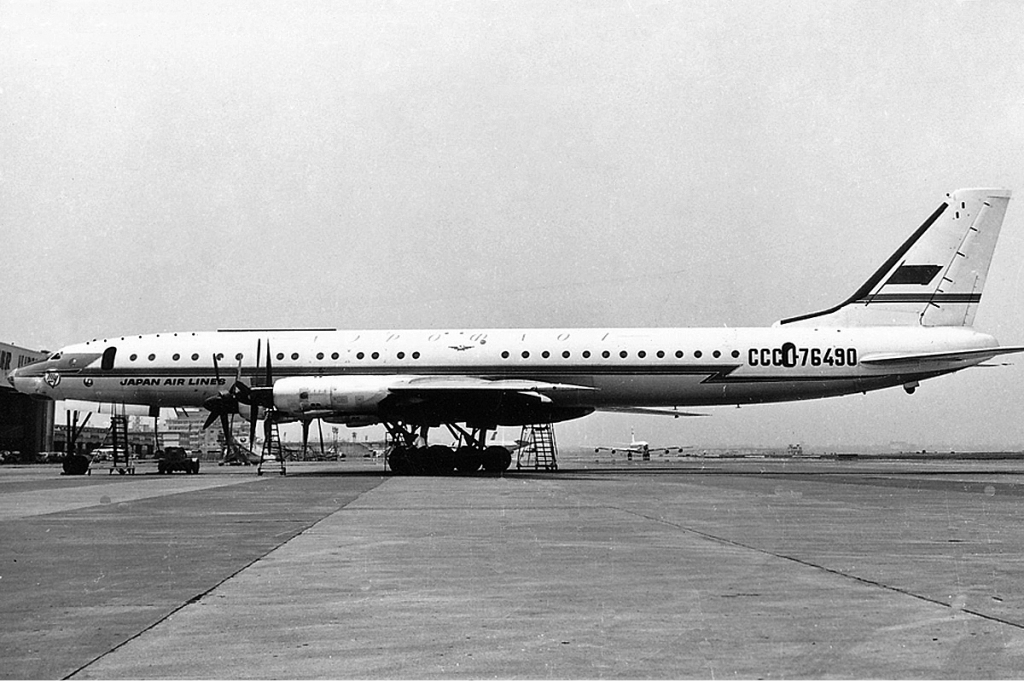
共同運行する日本航空のロゴが入ったアエロフロートのTu-114（1965年）

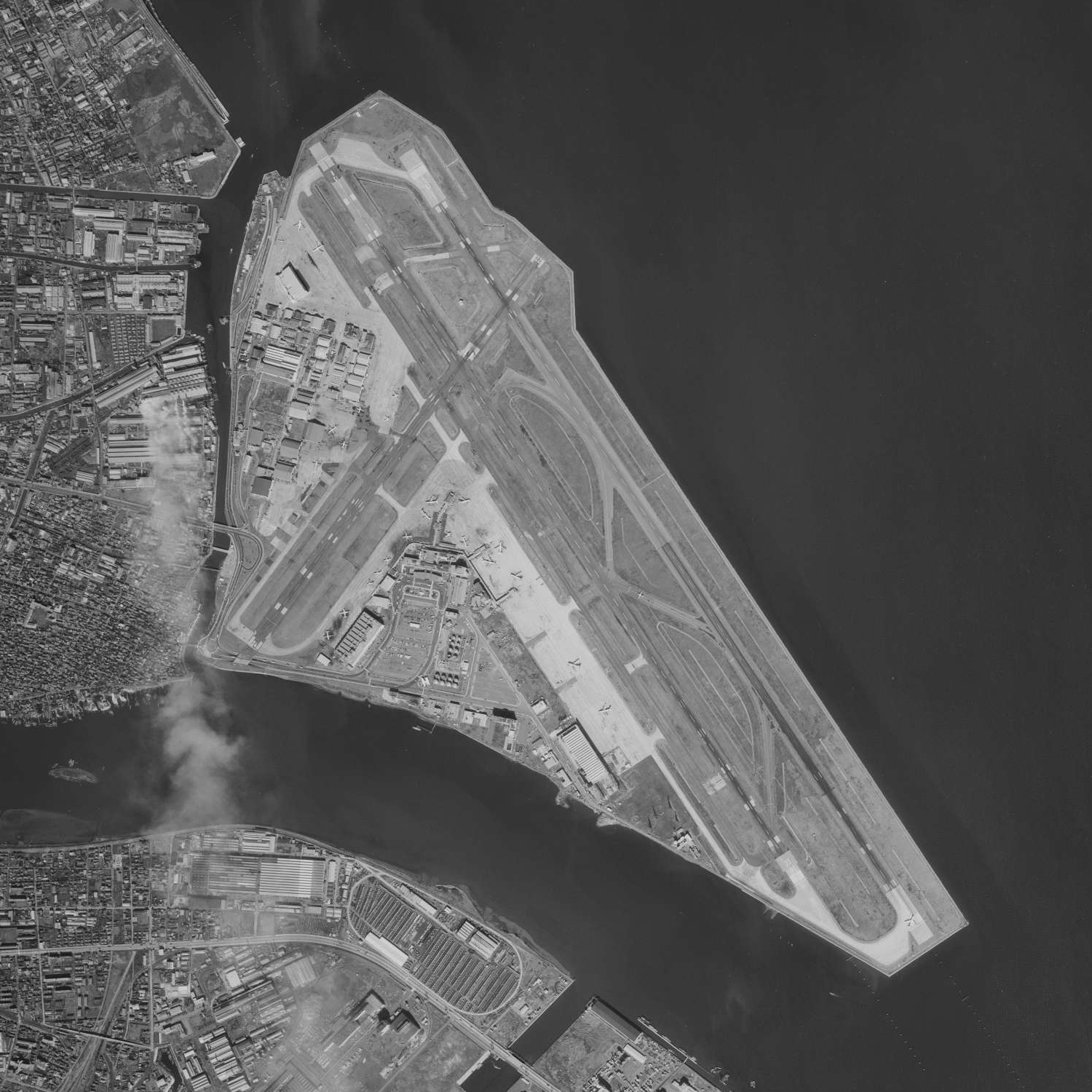
旧羽田空港の白黒空中写真（1965年11月撮影）

1959年5月28日から空港敷地と滑走路の拡張工事が執り行われていたが、2日前の5月26日には1964年東京オリンピック開催が決定、オリンピックのための空港設備の整備拡張が行われることになった。なお、1959年9月より乗り入れていたパンアメリカン航空のボーイング707は、B滑走路の2500メートルへの滑走路延長工事が間に合わず、最初の数か月間は燃料補給のために横田基地を経由してホノルルへ向かった。
1962年1月17日には旅客ターミナル拡張工事が開始され、翌1963年7月15日には落成、さらに旧A滑走路が3,000mの延伸（1961年12月16日）、旧C滑走路（3150m×60m、1964年2月11日）の新設、新管制塔（1963年6月）、首都高速1号羽田線空港出入口供用開始（1964年8月2日）、東京モノレールの乗り入れ（1964年9月17日）、貨物や検疫施設の拡充などが行われ、1963年10月には旅客ターミナル本館内に初の空港内ホテルである東京エアターミナルホテル、1964年8月には旅客ターミナル向かいに羽田東急ホテルと羽田プリンスホテルがオープンした。
1963年7月11日には穴守稲荷神社空港分社が、新たに作られた特別展望回廊の屋上に移され、同時に財団法人日本航空協会（当時）の航空神社から分霊を勧請し、羽田航空神社が建立された。以降、平成時代に羽田空港の沖合展開がはじまり、同ビルが撤去され、遷座されるまでの30年間、羽田空港の安全と繁栄を見守る2社が鎮座しており、管理していた日本空港ビルデング社員が分け隔てなく掃除や献花を行い、賽銭の額もほぼ同じくらいだったという。屋上にはおみくじの自動販売機も設けられ、展望デッキの金網におみくじを結ぶ光景も見られた。また、両社には奉賛団体もあり、日本空港ビルデング・日本航空・全日本空輸・東亜国内航空・日本アジア航空・日本空港技術サービス・東京エアターミナルホテル・羽田会・全日空モーターサービス・東京空港サービス・国際空港事業・日本航空サービス・日本空港リムジン交通・日本空港自動車交通・日本空港商事・日本通運東京空港支店・日立運輸東京モノレール・東京国際空港燃料運営協議会・航空振興財団・航空公害防止協会・東京空港交通・国際空港上屋・東亜エフサービス・空港グランドサービス・空港歯科医院・空港診療所・京浜急行電鉄の空港関連企業主要27社(事業所)で構成され、空港と航空輸送に関係するさまざまな業界分野からの参加がみられた。
なお、京浜急行電鉄は東京オリンピックを前に運輸省から穴守線の空港乗り入れを打診されていたが、本線の輸送力増強に専念するため断ったことで、1972年に再乗り入れの検討を始めて以降も、空港ターミナルへの乗り入れは長らく運輸省・東京都とも門前払いが続くことになり、地域輸送や遷座した穴守稲荷神社への参拝者輸送に徹することになった。
一方、東京モノレールも最初は物珍しさもあってたくさんの乗客がつめかけたが、しばらくすると乗客が急速に減少した。原因は運賃（片道250円）であった。国鉄初乗りが20円、バス運賃が15円、首都高速料金が100円の時代には高すぎた。首都高速も都心と直結していて、数人集まればタクシーのほうが安くて便利であった。その後、運賃値下げなどの経営努力や道路の混雑、航空旅客の増加などによってなんとか危機を脱することができた。
増築されたターミナルは、出国手続ブースの手前に「特別送迎待合室」が設けられ、ガラス張りの吹き抜けの大広間で搭乗者や送迎人がくつろぐことができた。他にも「別れの窓」という施設で、出国手続きの終了した搭乗者が見送り人との最後の会話を一部を網にしたガラス一枚を隔ててすることができた。また、出発客と到着客が分離され、おのおのに対する処理スペースが拡大した。2階の出発ロビーに上がった出発客は１階に下りず、その奥の増築部分にある出国手続ブースを通って、出国待合室に入る形となり、到着客は１階で入国手続きを済ませたあと、2階に上がることなく荷物を受け取って空港外へ向かう形となった。また、荷物の受け取りはターンテーブル式となり、それまでの手渡しから自動化された。
1963年4月1日以降は旅行会社を介して逐一認可の上、現金とトラベラーズチェックによる年間総額外貨500ドル以内の職業や会社などの都合による渡航が一般化された。
翌1964年4月1日以降には一般の市民が職業上の理由や会社の都合ではなく、単なる観光旅行として自由に外国へ旅行できるようになり、年1回500ドルまでの外貨の持出しが許された。これをきっかけに日本航空の「JALパック」が、初の海外旅行ツアーとして発売された。さらに1966年1月1日以降はそれまでの「1人年間1回限り」という回数制限も撤廃され1回500ドル以内であれば自由に海外旅行ができることとなり、これ以降、次第に物見遊山の海外旅行が広がり始め、羽田空港の利用者も急増した。
日本航空や外国航空会社により、ダグラス DC-8やボーイング707、コンベア880などの大型ジェット旅客機が次々と就航したほか、ルフトハンザドイツ航空（1961年）やガルーダインドネシア航空（1962年）、ユナイテッド・アラブ航空（現在のエジプト航空、1962年）やアエロフロート航空（1967年）、マレーシア-シンガポール航空（現在のマレーシア航空とシンガポール航空、1968年）など新規乗り入れ航空会社が相次ぎ、さらに地方空港の整備が進んだことで大阪国際空港や名古屋国際空港などからの地方路線が増加した。
羽田空港発展の一方で、1962年12月には、羽田空港を中心とした東京内湾埋立事業により、国および東京都の発展に寄与するため、羽田の漁業組合も漁業補償協定が成立したことで自らの漁業権を全面放棄することになり、数百年（千年近い）にわたる羽田の漁業史は事実上終焉することになった。また、騒音被害も深刻になり、1963年6月12日には騒音防止のためジェット機の離着陸時における居住地区上空への旋回が禁止、同年10月1日には深夜および早朝のジェット機発着が禁止、1965年11月1日には東京航空保安事務所が機長への羽田離陸時の騒音防止の呼びかけ、1966年4月6日には国際線航空会社17社へ19時以降夜間臨時便発着の禁止が行われた。さらに1967年8月1日には航空機騒音防止法が公布され、同年12月27日には適用第1号として羽田空港周辺の小中学校などに騒音防止対策事業費が支出されている。
1966年2月4日には、空港周辺で単独機としては当時世界最悪の事故となった全日空羽田沖墜落事故が発生、1か月後の3月4日にはカナダ太平洋航空402便着陸失敗事故、3月5日には英国海外航空機空中分解事故が発生するなど悲劇も起き、「サタンの巣食うハネダ」「ゴースト・ポート」と外国人パイロットの間で囁かれるようになった。そのような中で、「事故ひん発は羽田の守り神、穴守神社を戦後米軍がとりはらったからおキツネさまのたたりで…」、「かつて空港内に鎮座していた穴守稲荷神社の祟りであり、神社を空港の中に祀らないと事故がこれからも多発する」といった噂が流布し、神社の復興を国会議員に陳情する者も現れた。この陳情に「祟りはともかく、神社復興は必要だ。」と、当時の中村寅太運輸大臣、村上勇元建設大臣、徳安実蔵元郵政大臣などの有力議員を会長・顧問とした「穴守稲荷復元奉賛会」が設立、三愛石油羽田本館ビル屋上に穴守稲荷を分霊した一祠を設けている。
翌1967年1月1日には、航空安全大祈願祭が執行され、以降毎年1月1日（のちに1月4日の仕事始め）には、穴守稲荷神社空港分社と羽田航空神社を毎年交替で当番社とし、その年の安全祈願祭が執行されていた。尚、航空安全大祈願祭は、現在でも毎年1月4日に第1ターミナルのギャラクシーホールで、穴守稲荷神社神職による羽田空港安全祈願祭として続けられている。その後も増大する需要に応じて、1968年12月26日に国内線出発ロビー拡張工事完了、1970年5月30日に国際線到着専用ビル竣工、1971年3月18日に旧B滑走路が2500mまで延伸、1973年6月16日に国内線第3出発ロビー供用開始と拡張が進められた。なお、B滑走路が完成に伴い、穴守稲荷神社旧大鳥居の撤去が検討されたがそのままにされた。

### 成田空港への国際線移管
1964年に一般旅行者の海外旅行自由化が行われたことや、地方路線の機材大型化やジェット化が進んだことなどもあり、高度経済成長期真っただ中の1960年代後半には、羽田空港の施設では増大する一方の離着陸をさばくのが困難になった。1970年8月21日には航空各社への減便要請、1971年3月30日にはターミナル寄りの旧A滑走路 (15R/33L) の1200ｍへの短縮および1973年12月には使用を停止して駐機スポットにするなどの策も講じられたが、それでも増加する乗り入れ機の対応が難しくなった。また、旧A滑走路の使用停止によって発着便の増加が事実上不可能になったうえに、旅客ターミナルにボーディング・ブリッジが設置されていないほか、旅客ターミナルの混雑や貨物ターミナルの処理能力も限界に達し、抜本的な解決を望む声が多くなった。

このような声に対し、当時の運輸省は羽田空港の沖合展開（更なる埋め立て）を検討したものの、当時の港湾土木技術では沖合移転に必要な埋め立て工事には多大な困難が予想されたことや、アメリカ空軍横田飛行場の管理していた東京西部空域との兼ね合いもあり、1962年11月16日に、首都圏第二空港の開設が閣議決定された。その後に行われた候補地の検討と紆余曲折の結果、1966年7月4日に千葉県内陸部（成田市・芝山町）での新東京国際空港（現・成田国際空港、成田空港）建設が閣議決定される。

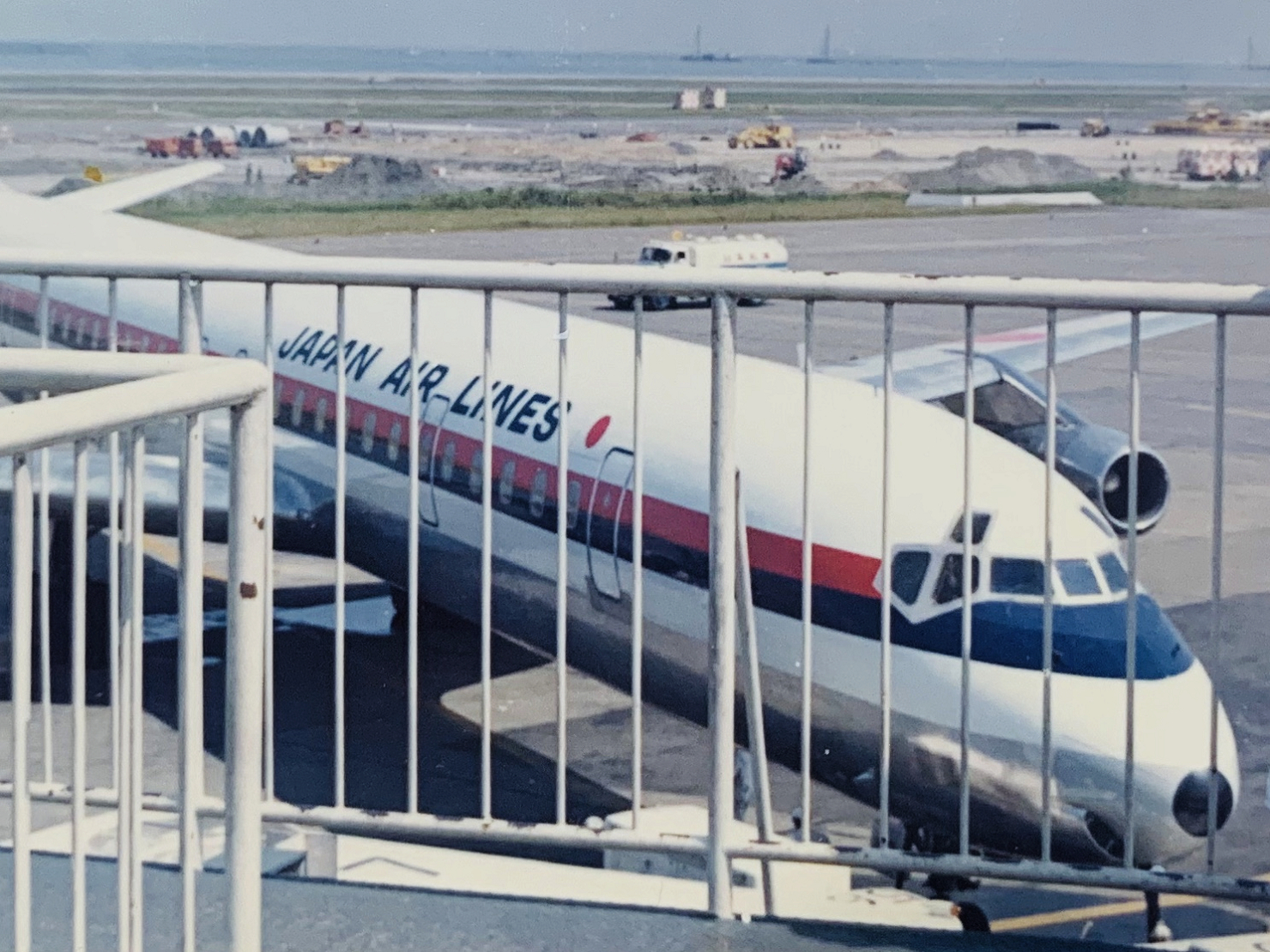
日本航空のダグラスDC-8　（1969年）

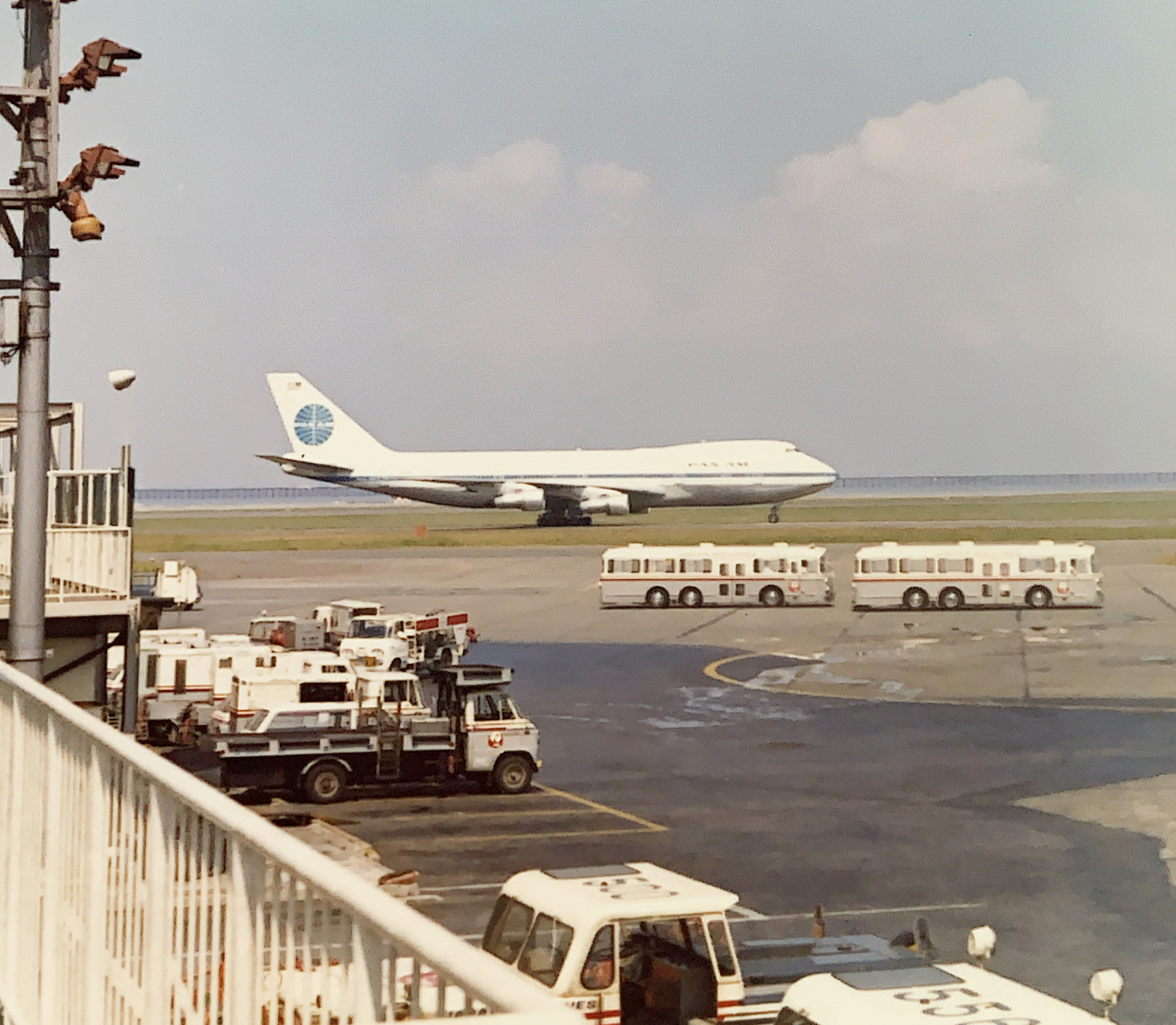
パンアメリカン航空（Pan Am）のボーイング747（1976年）

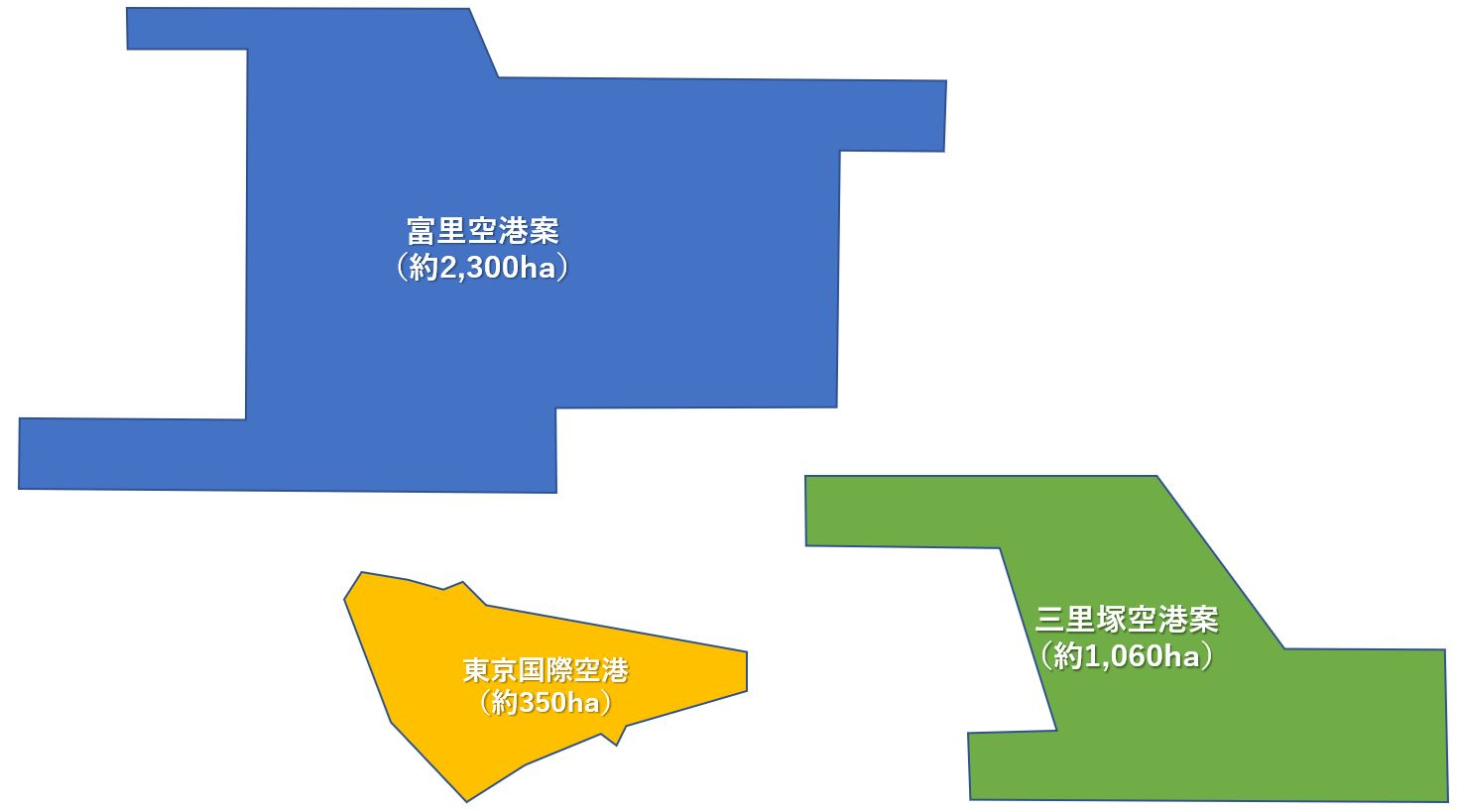
新東京国際空港計画(青・緑)と1966年当時の羽田空港の規模(黄)

1970年には、パンアメリカン航空と日本航空が相次いで当時の主力機材であったボーイング707型機やDC-8型機の倍以上の座席数を持つボーイング747型機を就航させ、ノースウエスト航空や英国海外航空、エールフランス航空やKLMオランダ航空などの他の乗り入れ航空会社もそのあとを追ったものの、ボーディング・ブリッジを備えたスポットがわずか3か所しかないなど、大型機の就航に施設拡充が間に合わないような状況は続いた。
成田空港（当初案は富里空港）の位置は元々、羽田空港の存続を前提に検討・決定されたものであるが、運輸省は羽田空港を廃止してでも東京湾内に大空港を建設する案を提唱した産業計画会議に対して非常識と退けつつも「都心から極めて近く、施設もすでに完備されており、国内線用空港として得難い貴重な存在である」とも回答しており、羽田の既存の施設を残してあくまで補完的に使用を続けていく方針であった。しかし、成田空港問題の発生により、成田開港は当初計画の1971年から大幅に遅れた。
そのうえ、日本の高度経済成長が続いていた1970年代中盤には、日本航空がボーイング747型機を国内線に投入したほか、国内線のみを運航する全日本空輸や東亜国内航空もロッキード L-1011 トライスター型機やエアバスA300型機などのワイドボディ機の就航を開始したことから、首都圏の航空需要を一手に引き受けていた羽田空港は、国際線のみならず国内線ターミナル・貨物ターミナルの処理能力も限界に達してしまう。
そして1978年5月20日に漸く成田空港が開港を果たすと、外交的問題から成田空港への移転を行えなかった中華民国（台湾）の中華航空（現・チャイナエアライン）を除く、全ての国際線が成田に移転した。なお、その後の1990年代に就航開始した中華民国のエバー航空も羽田空港を利用することとなった。

### 沖合展開事業

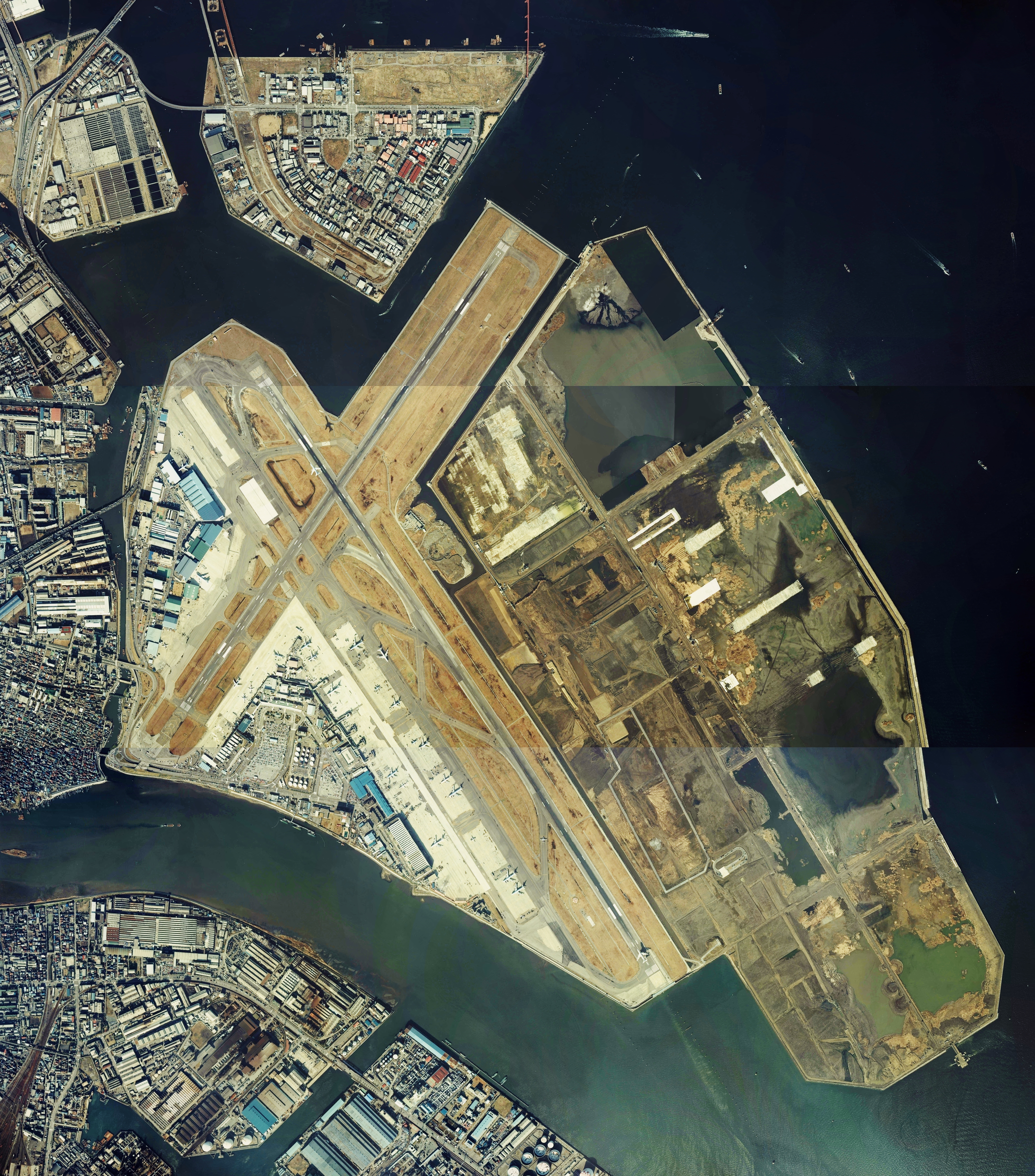
沖合展開事業の埋め立て工事中
1984年撮影の15枚を合成作成

かつてのターミナルは現在地よりも陸地側、今のB滑走路の南端付近にあった。3本の滑走路はターミナルの北側にB滑走路（04/22）が、ターミナルの東側にA滑走路（15R/33L）とC滑走路（15L/33R）のクロースパラレルが配置されていたが、1964年の海外旅行自由化以降は航空機の利用客が急増し、便数も増加できないうえに国際線・国内線が同居する状態では発着する飛行機の数をさばききれなくなり、空域では航空機同士が急接近することが常にあった。このため、1970年代には旧A滑走路を事実上閉鎖して駐機場を拡張した。
新設された成田空港は激しい反対運動によって拡張が進められなかったために羽田空港から移転された国際線のみで処理能力が飽和し国内線を引き受けられる余力はなく、さらに国内線需要の急激な増加が続いたため、手狭なターミナルと2本の滑走路のみであった当時の羽田空港は間もなくキャパシティの限界を再び迎えた。滑走路は現在よりも市街地に近かったため、騒音に対する苦情も絶えず、東京都による航空機騒音の環境基準設定対象地区指定、運輸省による騒音対策指定区域拡大修正や民室防音工事方針策定などが行われ、1973年10月9日には空港周辺住民の強い要請を受けた大田区議会が「区民生活の安全と快適な生活環境が確保されない限り、羽田空港の撤去を要求する」と決議した。
これら空港機能の改善および騒音対策を目的として東方の海面を埋め立てて空港施設を移設・拡張するという沖合展開事業（通称: 沖展）が計画された。1971年5月には既に航空局内部に「東京国際空港拡張計画作成委員会」が設置されていたが、革新知事として知られる当時の東京都知事である美濃部亮吉が羽田拡張に反対して国内線専用とすることを主張し、地元では拡張どころか羽田からの空港移転を主張する声さえあった。また、運輸省内部でも「羽田を拡張すれば、成田は不要」と主張する成田空港反対派を刺激したくないとの判断が働き、調査開始から10年余りの停滞があった。しかし、増大を続ける航空需要を背景に、鈴木俊一への知事交代に前後して沖展の調整が進められた。
羽田空港開港50年にあたる1981年7月22日には、新B滑走路展開に伴う穴守稲荷神社の旧大鳥居移築計画が持ち上がり、当時の穴守稲荷神社宮司が由緒正しい鳥居であるからそのままにしておくことを総代らと連名で大田区長に陳情している。また当時の大田区助役も鳥居を取り払う場合には、日本のしきたりに基づいて相応のお祓いをするよう運輸省へ申し入れており、運輸省も鳥居の存廃は純粋に空港運用における安全面の観点でのみ判断するとしつつも、取り払う場合はお祓いをすることになるであろうと回答している。
その後、同年8月6日に運輸大臣、東京都知事、大田区長、品川区長が行った沖合展開に関する会談では、穴守稲荷神社からの陳情書があった旨が報告され、どうしても取り壊さなければならない場合には、ミニ鳥居を作り不敬にならないようにするよう話をしたとある。
そして1984年1月26日には、運輸省東京空港工事事務所長、東京国際空港長、大田区長、品川区長、東亜建設工業東京支店長、鹿島建設土木本部副部長ら関係者約20名が参列し、東京国際空港沖合展開事業着工安全祈願祭がターミナルビル屋上の穴守稲荷空港分社で執行、引き続き着工式典が穴守稲荷神社本社社務所において開催され、沖合展開事業が開始された。
沖展に不可欠な埋め立て工事は、脆弱な海底地盤によって難航した。「ごみ戦争宣言」を出した美濃部都政下、沖展用地は東京港の浚渫土や首都圏の建設残土を処分する残土処理場として、1975年度から土砂の投棄が続けられており、長年のヘドロが堆積した「底なし沼状態」であったことから、重機はおろか人間も立ち入れない場所が多かった。
この場所は、含水比率100パーセント以上の超軟弱地盤であったことから、工事関係者の間では「（羽田）マヨネーズ層」と呼ばれ始め（「おしるこ層」とも）、工事関係書類に使われたため学名にまでなりかけたが、後にマヨネーズ製造業者から抗議があったため名称が変更されている。対策としてチューブの集合体の板を地中深く差し込むことで水を抜くペーパードレーン工法や、同じく砂の柱を地中深く構築することで水を抜くサンドドレーン工法、沈下する地盤をジャッキの油圧で持ち上げ空洞を特殊なコンクリートで固める工法などを駆使し、計画から完成まで約20年の歳月を経て完成した。
この埋め立てによって新たに生まれた広大な土地が全て大田区に組み込まれたことから、世田谷区は長年保っていた「東京23区で面積最大」という地位を大田区に譲ることになった。
1988年には、旧C滑走路の450m東側に現A滑走路が完成した。
1993年9月22日には、運輸省・日本空港ビルデング・航空各社が集い、新国内線ターミナルビル（第1旅客ターミナルビル）にて、穴守稲荷神社神職による安全祈願祭、供用開始式典、および祝賀会が実施された。
供用開始の前日9月26日深夜には、旧ターミナルビルからの引っ越しが展開された。羽田空港の機能を止めることなく引っ越しをするため、最終便が旧ターミナルに到着してから、翌日に新ターミナルから始発便が出発するまでの約6時間で、航空機87機や地上支援作業車両2700台などを移動する必要があった。この引っ越しは限られた時間で、多数の機材が滑走路を横切り、所定の場所に移動させるため、1年以上前から綿密な計画が練られ、「ニューハネダ927作戦」と呼ばれた。引っ越し作業を円滑に行うため、4本ある滑走路を横切る誘導路それぞれにキリン、アサヒ、サッポロ、サントリーと名付けて、それらの誘導路を日本航空、全日本空輸、日本エアシステム、その他に振り分け、航空機を移動した。作業は順調に進み、予定時間よりも大幅に短縮して終了した。

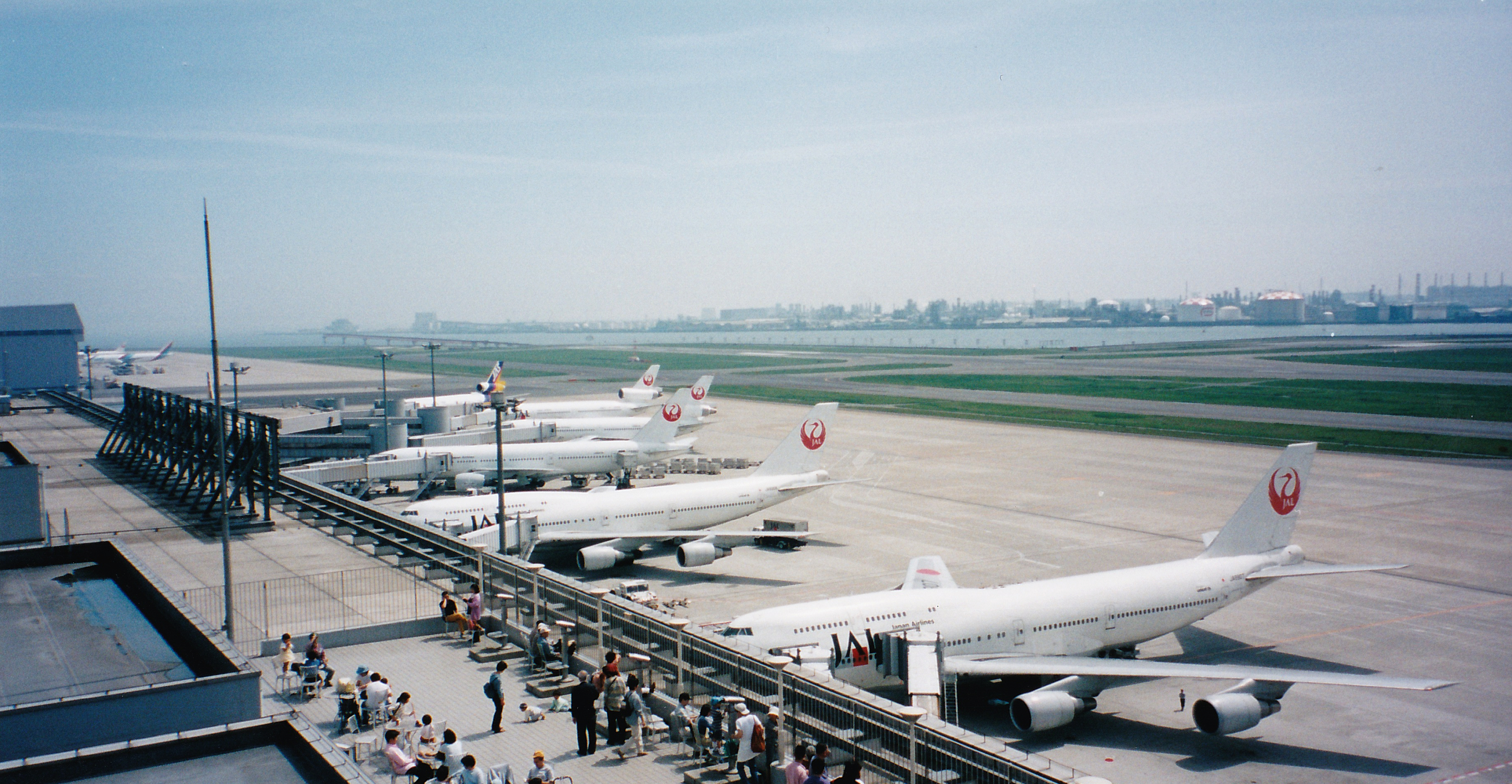
当時は「新・羽田空港ターミナル（ビッグバード）」展望デッキ（1997年）
「現：第1旅客ターミナル展望デッキ」

そして9月27日には、約29万平方メートルの延べ床面積に、24基のボーディング・ブリッジを持つ新国内線ターミナルビル（第1旅客ターミナルビル）が供用開始され、チャイナエアラインを除く全ての航空会社が移転した。同ターミナルを運営する日本空港ビルデングはこれに「ビッグバード (Big Bird)」 という愛称をつけたが、今日ではこれが羽田空港第1・第2旅客ターミナルの総称としても用いられている。
新ターミナルビルの供用開始に伴い、旧ターミナルビルの屋上に祀られていた羽田航空神社も同年10月29日に新国内線ターミナルビルに遷座、穴守稲荷神社空港分社は同年11月15日に本社へ返霊されることになった。当初は、羽田航空神社に関しては神殿を設けずに簡素化して神棚祭祀として、穴守稲荷空港分社は旧ターミナルビル解体ののち再建する予定であった。航空関係者からは隣り合って祀られてきた2社を別々にすることに対して、「ずっと一緒に置いてほしかった。万一事故でも起きたら、と心配」などといった心配や反対する声もあったという。結局、羽田航空神社の神棚化は運輸省東京空港事務所等の反対により、規模を縮小するが今まで通り神殿で祀る形に落ち着いた。さらに東京空港事務所等は「空の守り神をそう粗略には扱えない」「人が上の階を歩き回るようなビルの中に航空安全の神様を祭るのはいかがなものか」と新ターミナルビルでも屋上に祀ることを要望していたが、こちらは実現しなかった。

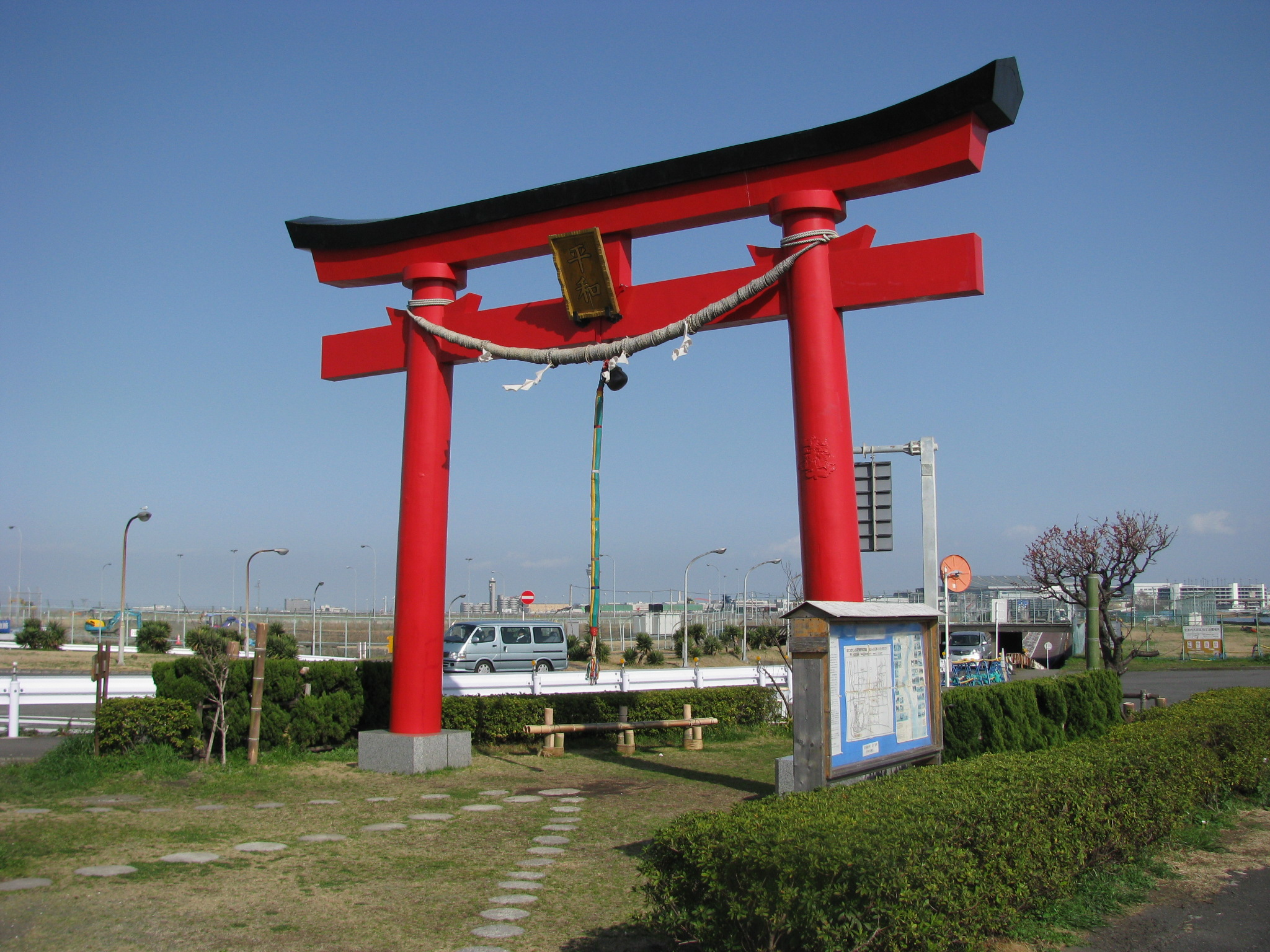
新B滑走路の整備に伴い移設された大鳥居（天空橋駅の南）

1994年には、羽田空港新B滑走路の供用が開始され、ついに空港内に唯一残されていた穴守稲荷神社の旧一の大鳥居の移築が実施されることになったが、その後も移築は難航し、運輸省第二港湾建設局の職員が自分の在任中には移設がないようにと願っていたという話も残っている。そして、ようやく1998年12月4日、国が鳥居の撤去費用約4000万円、日本航空や全日本空輸、日本エアシステム、日本空港ビルデングなどの羽田空港の主要企業8社による民間団体「羽田空港緑化協議会」が鳥居の移設先設置費用約2500万円を分担することで、1999年2月3日撤去、翌4日移築と決定した。移築までの間、1995年には運輸省によって、「鳥居参道」と「参拝者専用駐車場」が整備され、鳥居までお参りができるようになっていた。移築工事にあたって土台の周りを掘ると、鳥居が非常に頑丈にできておりロープで引きずり倒せるようなものではないことが判明した。作業の際は風がやや強く、鳥居をクレーンで吊り上げた時にクレーン車のワイヤーが揺れ動く一幕もあったというが、2日間の工事は滞りなく終わり、現在地の弁天橋のたもと（天空橋駅南、東京空港警察署弁天橋交番近く）に移設されて今に至っている。なお、強制退去以降長らく鳥居の所有権は宙に浮いたままであり、日本空港ビルデングによって補修管理されていたものの、国（運輸省、建設省）、空港ビルデング、京浜急行電鉄、穴守稲荷神社いずれも所有権がない無主物状態であったが、現在は国土交通省管理下となっており、宗教的・法的に神社とは直接的な関係はなくなっている。鳥居に掲げられている扁額も以前は「穴守神社」と書かれていたものだったが、現在は「平和」というものに変わっている。なお、かつての扁額は、現在穴守稲荷神社表参道の鳥居に掲げられている。
また、東京モノレールの開業以来、京浜急行電鉄の空港への乗り入れは長らく運輸省・東京都とも門前払いが続いていたが、沖合展開事業の中、拡大する空港およびターミナルに対して東京モノレールだけでは増大する輸送量に対応できないとの判断から、京浜急行電鉄の羽田空港乗り入れが認められた。1993年に羽田駅（現在の天空橋駅）が空港島内に開業して都心方面（本線・都営地下鉄浅草線）からの直通運転が開始。この時点では暫定的に同駅から東京モノレールへ乗り継ぐ形で空港アクセスを図っていた。1998年11月16日には開業に先がけて羽田空港駅（現在の羽田空港第1・第2ターミナル駅）で出発式が執り行われ、運輸省、京成電鉄、東京都、大田区などの関係者多数が出席、穴守稲荷神社宮司による安全運行祈願の神事ののち、花電車が成田空港へ出発した。二日後の11月18日には正式に羽田空港駅が開業し、旅客ターミナルビルと直結、再び羽田空港へのアクセス路線として本格的に機能するようになった。
2004年12月1日には、約18万平方メートルの延べ床面積に15基のボーディング・ブリッジを持つ第2旅客ターミナルビルが供用を開始し、全日本空輸グループ（以下「ANAグループ」）および業務提携している北海道国際航空（現・エアドゥ）の国内線業務が同ターミナルに移転した。12月21日には第1旅客ターミナルビルに残っていた日本航空グループ（以下「JALグループ」）が、従来使用していた同ターミナル南ウイングに加え、ANAグループなどが使用していた北ウイングの使用を開始。その後は2006年4月1日から、ANAグループと業務提携しているスカイネットアジア航空（現・ソラシドエア）も第2旅客ターミナルに移転し、2020年10月25日時点では次の通りである。
- 第1旅客ターミナル；日本航空（JAL）グループ、スカイマーク、スターフライヤー
- 第2旅客ターミナル；全日本空輸（ANA）、エアドゥ、ソラシドエア

ただしANA便名でもスターフライヤー運航のコードシェア便は第1旅客ターミナルから出発・到着する。
各ターミナルのシンボルカラーも、第1ターミナルはJALグループのコーポレートカラーである赤色、第2ターミナルはANAグループのコーポレートカラーである青色となっている。JALグループでは広い第1ターミナルを活かし、国内線方面別チェックインを行っている（就航路線を参照）。
なおこの事業は3期に分かれ、2013年4月の旧暫定国際線ターミナルビル跡地への第2旅客ターミナルビル南ピア71 - 73番スポット増築部竣工によって終了した。
- 第1期（1984年1月 - 1988年3月）
  - A滑走路移転・拡張（1988年7月供用開始）
- 第2期（1987年9月 - 1993年8月）
  - 西側地区旅客（→第1旅客）・貨物ターミナル・新整備場移転・新設（1993年9月供用開始）
  - 管制塔・運輸省（国土交通省）航空局棟移転（同上）
  - 構内道路新設
  - 首都高速湾岸線延伸（1993年9月開通）
  - 東京モノレール羽田線（現・東京モノレール羽田空港線）西旅客ターミナルビル「（新）羽田空港駅」（現：羽田空港第1ターミナル駅）まで延伸（同上）
- A滑走路とC滑走路を結ぶ誘導路（首都高速湾岸線を跨ぐ）第3期（1990年5月 - 2013年4月）
  - C滑走路移転・拡張

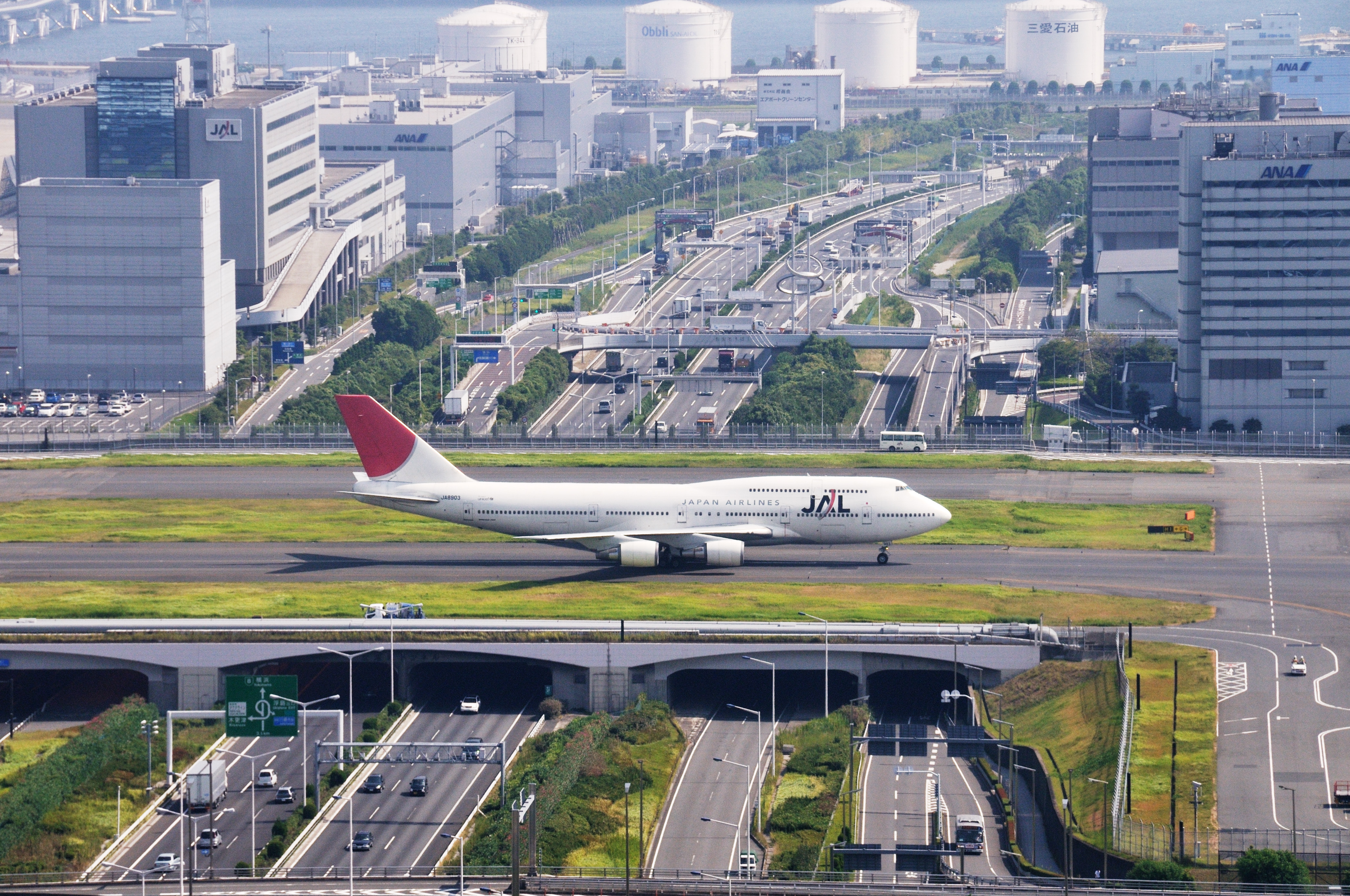
A滑走路とC滑走路を結ぶ誘導路（首都高速湾岸線を跨ぐ）

    - 1996年空の日には空港イベントの一環として供用前のC滑走路が一般公開された。
    - 1997年3月27日供用開始[192]。これ以降、2本の平行滑走路による同時離着陸が可能になった（それまでの平行滑走路でも同時に離陸と着陸を行うことは可能であった）。

  - 暫定国際線旅客ターミナル（1998年3月20日供用開始[193]）
  - 京急空港線羽田空港駅（現：羽田空港第1・第2ターミナル駅）まで延伸（1998年11月開通）
  - B滑走路移転・拡張（2000年3月供用開始）
  - 第2旅客ターミナルビル（2004年12月1日供用開始）
  - 東京モノレール、羽田空港第2ビル駅（現：羽田空港第2ターミナル駅）まで延伸（2004年12月1日開業）
  - 空港連絡道路（2004年12月1日供用開始）
  - 第1旅客ターミナルビル北ウイングJALグループ利用拡張（2004年12月21日開始）
  - 第2旅客ターミナルビル南ピア（2007年2月15日供用開始。66 - 70番スポット）[194]
  - 第2旅客ターミナルビル第4駐車場 (P4) 立体化（2010年8月14日供用開始）
  - 第2旅客ターミナルビル本館南側（2010年10月13日供用開始）[195][196]
  - 第2旅客ターミナルビル南ピア71 - 73番スポット（2013年4月8日供用開始）[197][198][199][200]

### 国際チャーター便就航・沖展当初計画の完遂

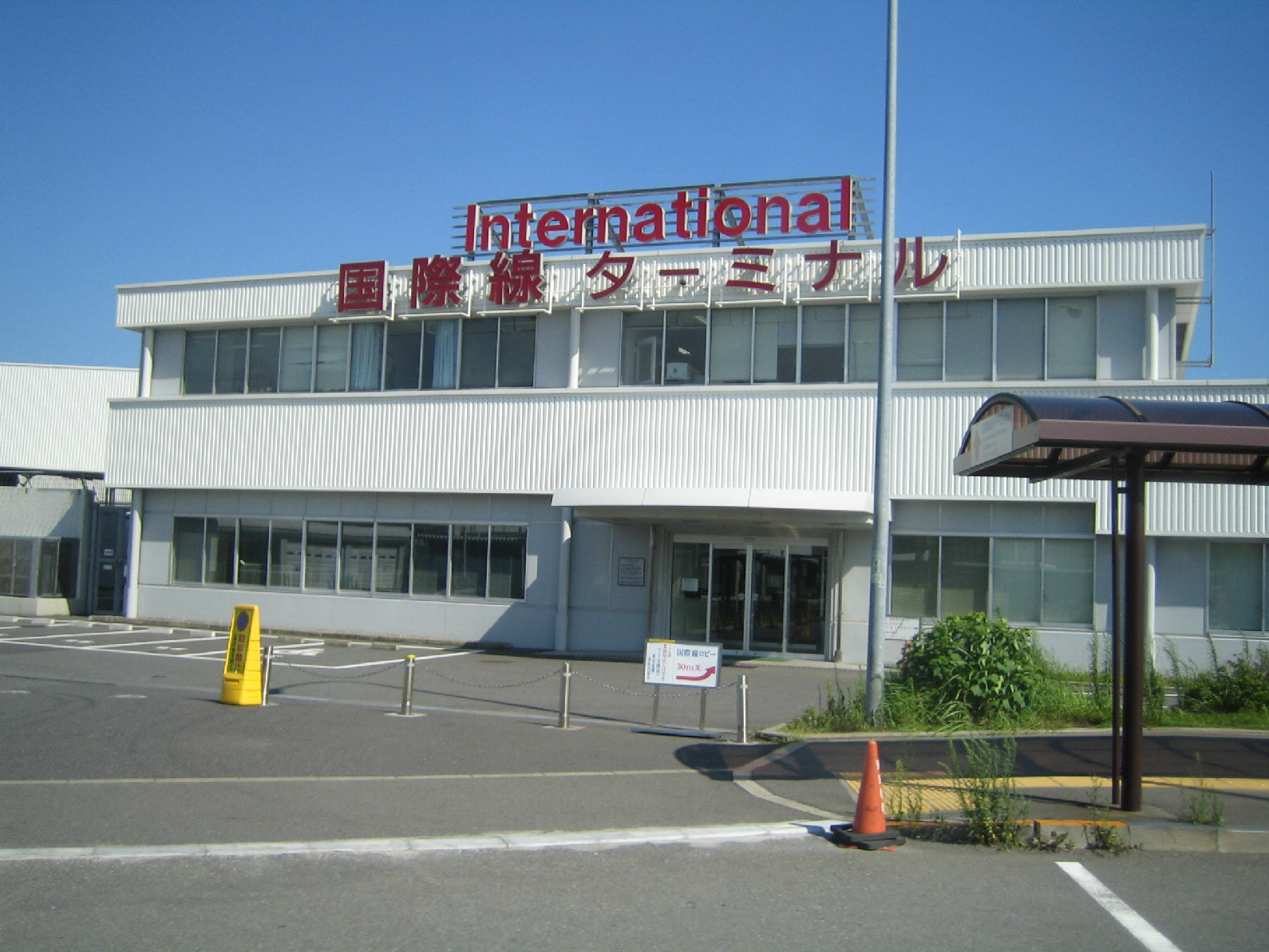
暫定国際線ターミナル（2010年10月20日閉鎖）

第2旅客ターミナルビルの供用開始に先駆け、1998年3月20日に第2旅客ターミナルビルの南寄りに暫定国際線旅客ターミナルビルが完成した。当初はチャイナエアラインのみが使用し、2000年9月から同じく台湾系のエバー航空が就航していたが、2002年4月18日に成田空港のB滑走路が暫定供用を開始したことに伴い、チャイナエアライン・エバー航空はともに成田空港発着となった。
これに伴い浮いた発着枠が活用されたのが、同年開催された2002年サッカーワールドカップ日韓大会開催に伴う日韓間の航路であった。成田開港後の羽田空港と同様、前年の仁川国際空港のオープンに伴い、事実上の国内線専用空港となったソウル市内にある金浦空港との間でワールドカップ開催に合わせてチャーター（貸切便）運航が行われた。この日韓の首都中心部から程近い両空港を結ぶチャーター便が好評を博したため、翌2003年からは「定期チャーター便」という定期便に限りなく近い方式で昼間帯での旅客便運航が開設された。
その後に第1次安倍内閣が打ち出したアジア・ゲートウェイ構想の後押しを受けて、2007年には同じく定期チャーター便方式で、羽田と中華人民共和国の上海虹橋国際空港の間に、2008年には香港国際空港との間に、2009年には北京首都国際空港との間に航路が開設された。
一方、2007年2月に東側ターミナルビル南ピアが供用を開始。これで第3期事業ひいては当初の沖合展開事業が完了し、空港用地は1,271haとなった。さらに高速離脱誘導路の整備などにより、同年9月には発着容量が830回/日（年間30.3万回）にまで拡充された。

### 再拡張事業
航空需要の増大から、羽田空港においては、ラッシュ時は2分間隔で発着が行われるなど、1990年代には発着能力が限界に達しており、増便は困難な状況になっていた。限られた発着枠でできるだけ輸送量を大きくするため、羽田空港では日本の空港としては唯一、小型機の乗り入れが原則として禁止されており、その結果、特に地方空港の利便性が低下し不満が高まっていた。そこで2000年9月から、首都圏第3空港調査検討会により、羽田空港の再拡張や、首都圏に羽田・成田に次ぐ第3の空港を設置し、航空需要の増加に対応する案が検討された。その検討の結果、日本国政府は2001年12月19日に、第3空港の設置よりも優位性のある羽田空港の再拡張を優先的に行うことを決定し、以下の事業が行われた。

#### D滑走路の建設

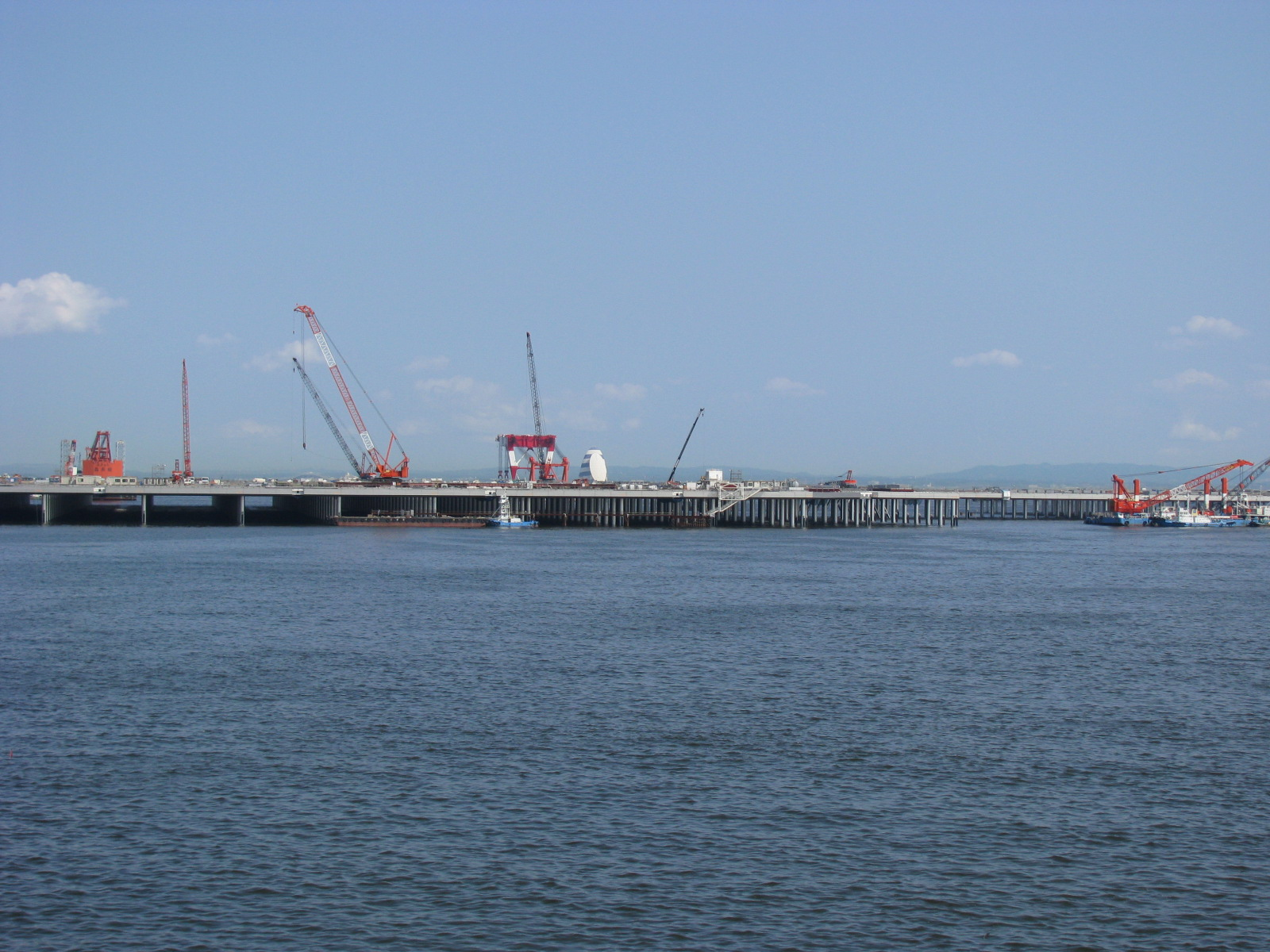
建設中のD滑走路（桟橋部）

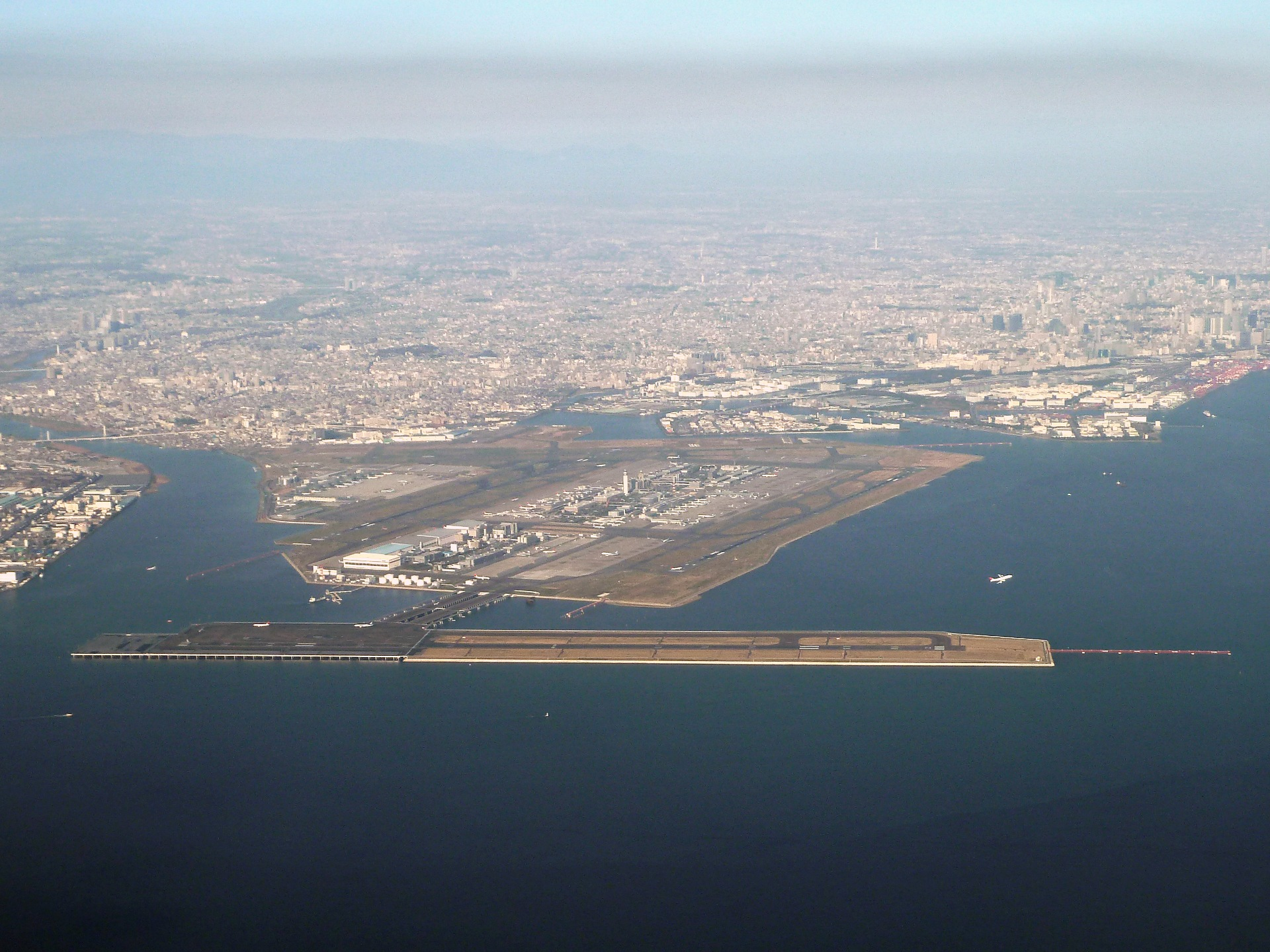
上空からの画像（解説付き画像）

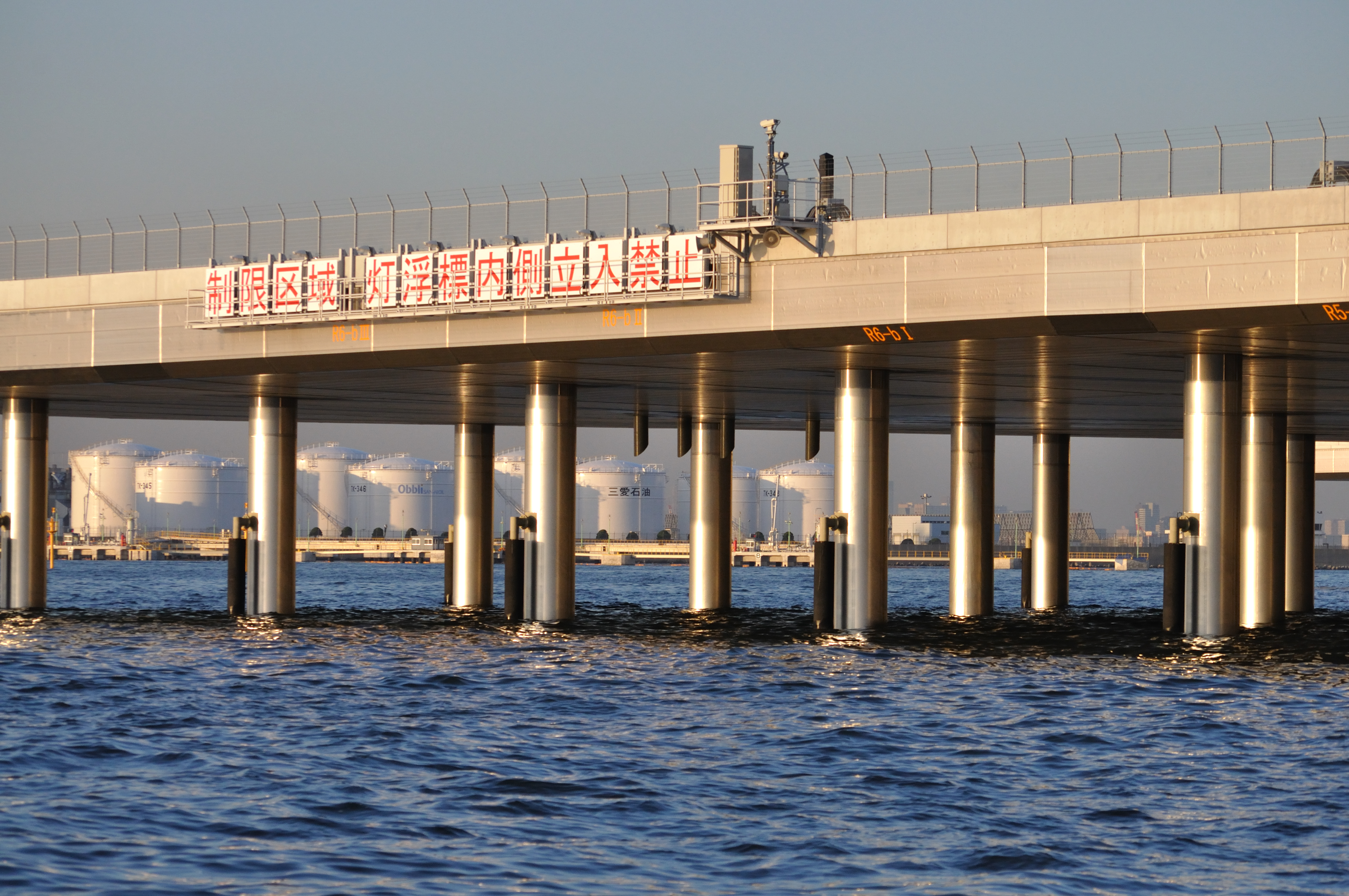
D滑走路の桟橋構造部分 2010年12月

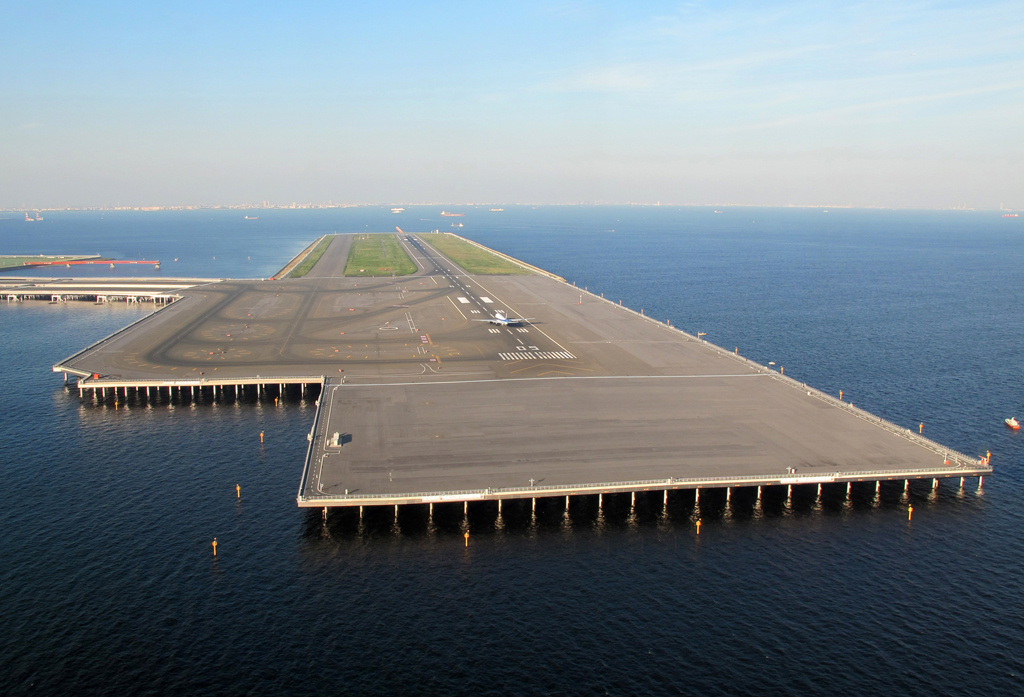
D滑走路 南西から（手前が05。奥が23。） 2015年9月

D滑走路（RWY05/RWY23）は、神奈川県寄りの多摩川河口付近の海上に、従来の埋め立てとジャケット工法による桟橋を組み合わせた、世界初の人工島と桟橋のハイブリッド滑走路として、既存のB滑走路（RWY04/RWY22）とほぼ平行に建設された。このD滑走路の設計耐久年数は、100年に設定されている。
設計・施工・運用にあたっては制約条件がいくつかあり、対策が行われた。
- 多摩川の流れを遮らないこと。→南側1100mおよび現空港との連絡誘導路を桟橋形式にして、川の流れをせき止めないようにした。
- 既存の滑走路の離着陸を妨害しないように工事をすること。→進入コース直下での大型クレーンによる施工など、制限表面に抵触する作業は空港運用時間外の夜間に行い、高さを低く改造した作業船も用いた。
- 東京港に入出港するタンカー、貨物船などの安全な航行を妨害しないようにすること。→空港東側にある東京港第一航路を一部移設した[209]。また、工事期間中は東京航行安全情報センターを設けて一般船舶が工事区域に侵入しないように警戒その他の業務を行った。

東京湾の羽田空港沖は、江戸前マアナゴなどで有名な漁場である。滑走路の建設工事の影響により、漁獲量減少が懸念されるとして、地元漁協と国土交通省の漁業補償交渉が難航した。当初、同省は閣議決定されていた2009年末の供用開始に向け、2006年春頃の着工を目指していたが、結果的に目標は達成できなかった。工事は2007年3月31日に開始され、5月20日に関係者による着工記念式典が行われた。同省は、当初の計画に間に合わせるために工期短縮の方法などを模索した結果、2010年10月21日に完成し、供用を開始した。
このD滑走路の設置計画当初は既存のB滑走路と完全に平行な滑走路の建設を予定していたが、南風・荒天時に千葉県浦安市の市街地上空を通過すること、また東京ディズニーリゾートと直線距離300mの沖合いを通過することが問題視され、滑走路の方位を時計回りに7.5度変更した。この変更により、神奈川県川崎市にある東京湾アクアライン浮島換気所のピラミッド状の装飾が制限表面上に出るため、装飾上部が撤去された。
この滑走路の整備により、発着枠が段階的に引き上げられる。引き上げの最短の見通しは以下の通りである。
- 再拡張以前
昼間30.3万回
（別途、深夜早朝時間帯においてチャーター便等が運航）
- 2010年度（10月時点）
昼間33.1万回+深夜早朝4.0万回
（うち国際線は昼間3万回+深夜早朝3万回）
- 2011年度中:昼間35.0万回+深夜早朝4.0万回
（昼間1.9万回の増枠は全て国内線）
- 2013年度中:昼間40.7万回+深夜早朝4.0万回
（ただし、D滑走路を含めた新しい運用方式の慣熟が前提条件。場合によっては、部分的増枠ないし増枠時期の遅れもありえる。）

なお、エアバスA380は後方乱気流が大きく、後続機との飛行間隔を広げざるを得ないことから、昼間時間帯の乗り入れは認められないとされた。
国内線については発着枠の増加により、より小型の飛行機を用いた多頻度運航化が可能となる。国際線については、国土交通省は将来の国内航空需要に対応した発着枠を確保した後の余裕枠を活用して年間6万回程度（短距離便と、深夜早朝時間帯の中・長距離便がそれぞれ3万回、1日約80便）の就航が可能になるという見解を示している。おおむね就航可能な国際定期便については、短距離便でソウルや釜山、台北、北京、上海など。中・長距離便で北アメリカやヨーロッパ、東南アジアなどの主要都市である。当初は羽田発着国内線最長距離の（旧）石垣空港間1,200マイル (1,947 km) 以内の区間を目安としていたが、2008年4月1日には香港線が開設され既にこの目安を超えていた。
ただし、2010年5月17日の、国土交通省成長戦略会議最終報告では、国際線のアジア近距離ビジネス路線限定を廃止して、アジア長距離路線や欧米路線も含めた、高需要、ビジネス路線も発着できるルールに変更した。また、これを可能とするため、発着枠40.7万回＋4.0万回が達成される時点で、今後の首都圏における国内・国際の航空需要の伸びを勘案しつつ、昼間時間帯の残り5.7万回の半分強にあたる3万回の発着枠をさらに国際線に配分することを基本にした。

#### 新管制塔

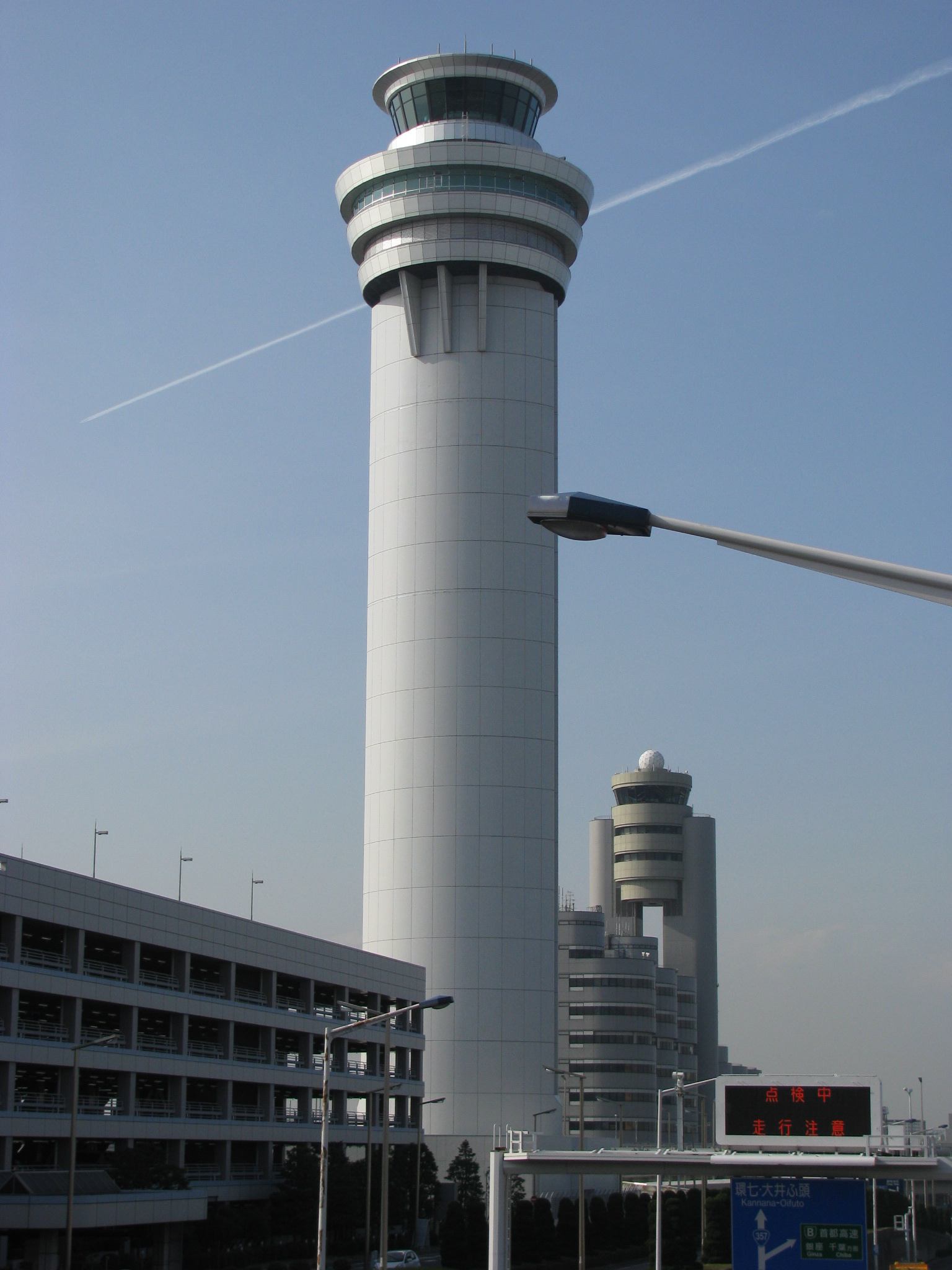
新管制塔

沖合に建設されているD滑走路を含む空港全体の視認性確保などを目的として、新たに旧管制塔の南東側、第2駐車場に隣接する「バスプール」のエリアに世界で3番目（当時）・国内最高の高さとなる116mの新管制塔が設けられ、2010年1月12日に運用が開始された。これにより、それまでの旧管制塔の飛行場管制室は供用開始から16年で役目を終えたことになるが、新管制塔供用開始後も撤去されずバックアップ用の予備管制塔となった。なお、新管制塔で新設されるのは飛行場管制室とその付帯設備だけで、ターミナルレーダー管制室や航空局庁舎は従来の位置のままである。
また、発着能力増大に伴いグランドコントロールだけでは対処飽和になる可能性が出てくることから、グランドコントロールとは別にエプロン地区のみを管制する「ランプ・コントロール」導入が考えられた。仮に導入された場合、これまでの旧管制塔は成田国際空港の旧管制塔のように「ランプ・コントロール・タワー」として利用することも検討されたが見送られた。

#### 国際線地区

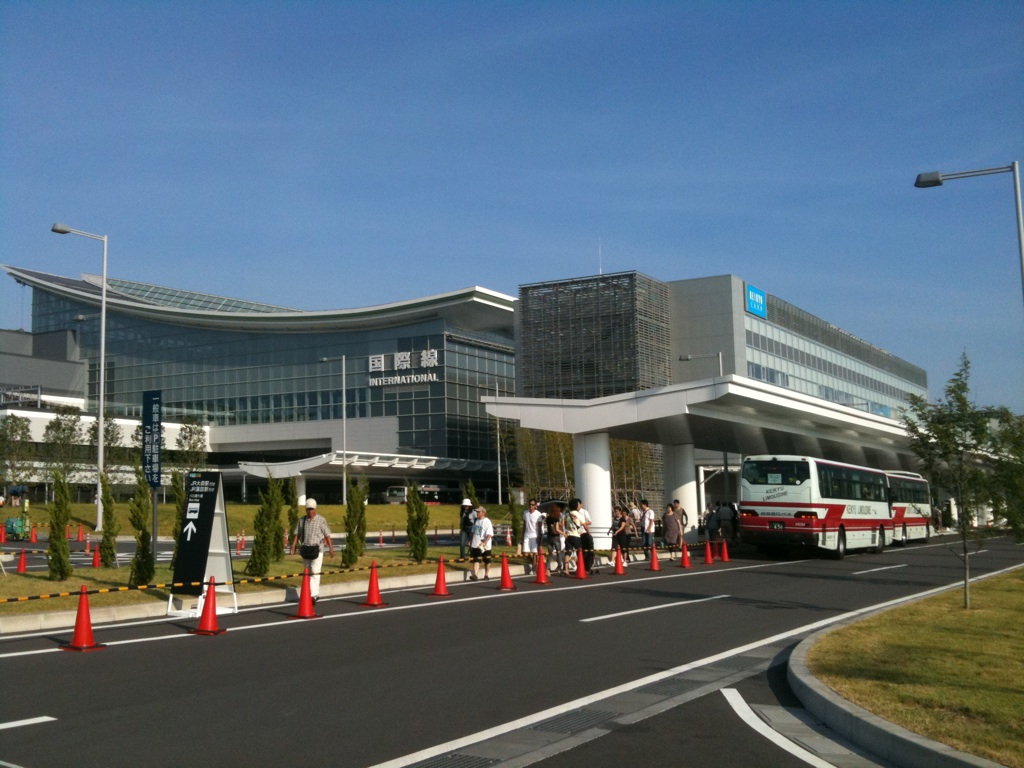
新国際線旅客ターミナルビル（第三旅客ターミナルビル）

A滑走路とB滑走路および環八通りに囲まれ、かつての国内線ターミナル（1993年まで）と国際線ターミナル（1998年まで）、日本航空のライン整備センターなどがあった区域に、新しい国際線旅客ターミナルビルと国際貨物ターミナル、エプロンなどを建設し、国際線地区としてPFI手法を用いて整備した。2008年4月8日に起工式が行われ、2010年7月末に完成し、同年10月21日に供用開始された。これに伴い、10月12日に旧・P5駐車場が営業を終了し、10月20日に暫定国際線旅客ターミナルビルは閉鎖された。
新たな国際線旅客ターミナルビル（第三旅客ターミナルビル）は、5階建て延べ床面積約15万9000平方メートル（付属棟含む）のターミナルビルと6層7段の駐車場（約2300台収容、延べ床面積約67,000平方メートル）で構成される。空港ターミナルビルには、江戸の町並みを再現した商業ゾーン（4階「江戸小路」）や日本最大級の規模の免税店を設置している。国際旅客ターミナルビルの整備・運営は、国内線ターミナルビルを運営している日本空港ビルデングを筆頭株主とする特別目的会社「東京国際空港ターミナル株式会社 (Tokyo International Airport Terminal Corporation, TIAT)」がPFI方式で実施している。
スポットは固定スポットとオープンスポットがおのおの10か所設置されるのみであるうえ、旅客ターミナルビルがA滑走路とB滑走路および環八通りに囲まれ、更なる拡張も難しいと考えられたことから、前原誠司国土交通大臣が提唱した「羽田空港国際ハブ空港化」の実現には不十分な規模であるとの指摘もあった。
国際貨物ターミナルは、年間50万トンを処理する貨物上屋2棟、生鮮上屋、燻蒸施設などで構成される。国際貨物ターミナルの整備・運営は三井物産グループが設立した特別目的会社「東京国際エアカーゴターミナル株式会社 (Tokyo International Air Cargo Terminal LTD, TIACT)」がPFI方式で実施している。
エプロン・周辺道路などの整備は大成建設を筆頭株主とする特別目的会社「"羽田空港国際線エプロンPFI株式会社"」が実施している。
国際線ターミナルビルの開業に合わせ、同ターミナルへのアクセスとして、東京モノレール羽田線は一部ルートを変更し、ビルに隣接する形での新駅「羽田空港国際線ビル駅」を新設した。また、京浜急行電鉄空港線も、羽田空港駅 - 天空橋駅間のターミナルビル地下に新駅「羽田空港国際線ターミナル駅」を開業し、あわせて国内線ターミナルの最寄駅である羽田空港駅の名称を「羽田空港国内線ターミナル駅」に変更した。

#### 羽田空港船着場の開設
観光面および防災面から、国際線ターミナル近くに羽田空港船着場を開設した。
多摩川左岸に三愛石油株式会社が所有していたタンカーバースを譲り受け、2011年5月から旅客用に改修する工事を行い、同年7月に利用開始された。その後、陸上部分の2期工事が行われ、同年11月30日に待合室施設などが新設され、完成した。

### 再拡張後の整備、拡張

#### 国内線第1ターミナルの整備
2011年11月16日、国内線第1旅客ターミナルビルのリニューアル工事が完了した。チェックインカウンターが並ぶ2階の出発ロビーの天井には、自然光を取り入れる開口部が設けられ、明るい雰囲気となった。また、保安検査場を通過した後の制限エリア内の商業施設を大幅に拡充したほか、屋上展望デッキも改装して航空機をより見やすくなるようフェンスを更新した。

#### 国際線ターミナルの拡張

拡張後の東京国際空港（2014年3月）。第三旅客ターミナル（＝国際線ターミナル）は国際線専用。

2009年10月13日、国土交通大臣だった前原誠司は、日本の地方空港から韓国仁川国際空港を経由した海外渡航が増加している現状を問題視。その原因とされている「内際分離」の原則（国際線は成田空港、国内線は羽田空港）を改め、羽田空港と成田空港を一体的に運用し、羽田空港を24時間使用可能な国際ハブ空港とする方針を明かした。この方針を受け、新設した国際線旅客ターミナルビルを2013年度をめどに夜間駐機場として整備された北側エプロン方面へ延長増築し、搭乗口を増設する拡張計画が打ち出された。
拡張部分についてもPFI事業として整備され、2011年6月21日、国土交通省と東京国際空港ターミナルが国際線旅客ターミナルビル本館の改修と増築、北側エプロンへの固定スポット8か所分のサテライト増築、立体駐車場の増築、ホテルの新設を内容とする拡張計画に合意した。また、2012年8月31日、国際線エプロンの増設などの拡充整備による事業契約の変更について、国土交通省関東地方整備局と羽田空港国際線エプロンPFI株式会社が変更契約を締結した。
2014年3月30日、拡張部の一部が供用開始。ターミナルビルはT字状になり、延べ面積は約15万9000m2から約23万6000m2に約1.5倍拡大、固定スポット（搭乗口）が10から18、チェックインカウンターが96から144、出発保安検査場が1か所から2か所に増加するなどした。
2014年8月28日、拡張部一般エリアが供用開始。イベントスペースや多目的ホール、レストランや物販店などの商業店舗が設けられた。
2014年9月30日、ロイヤルパークホテル ザ 羽田（現・THE ロイヤルパークホテル 東京羽田）開業。またホテル開業に合わせ、ビジネスジェット専用ゲートの供用が開始された。
2020年3月14日、第2ターミナルの国際線運用に伴い、「国際線ターミナル」の名称が「第3ターミナル」に変更、あわせて京浜急行電鉄の羽田空港国内線ターミナル駅は「羽田空港第1・第2ターミナル」駅に、羽田空港国際線ターミナル駅は「羽田空港第3ターミナル」駅に改称。東京モノレールの羽田空港第1ビル駅は「羽田空港第1ターミナル」駅に、羽田空港第2ビル駅は「羽田空港第2ターミナル」駅に、羽田空港国際線ビル駅は「羽田空港第3ターミナル」駅にそれぞれ改称された。
2020年3月29日、第2旅客ターミナル、66-73番スポットの、国際線運用を開始。
2020年4月11日、新型コロナウイルス感染症の影響により、第2旅客ターミナル、66-73番スポット国際線運用エリアを閉鎖。
2023年7月19日、新型コロナウイルス感染症が5類感染症に変更されたことによる利用者増加のため、第2旅客ターミナル、66-73番スポット国際線運用エリアの運用を再開。

#### C滑走路
2009年4月、政府・与党が長距離国際線への対応としてC滑走路を南東（D滑走路側）へ360m延長して3,360mにする方針を固め、追加経済対策に盛り込むこととした。これは長距離国際線の輸送力を増強、大型機の離着陸を可能にする施策で、特に深夜早朝時間帯に就航する長距離国際線の大型化が可能となる。2009年度中に着工し、2013年度完成予定であったが、用地内の廃棄物対策の検討に時間を要したため事業期間が約1年伸び、2014年12月11日から施設供用開始となった。
供用開始に伴い、深夜帯の北向き離陸用途として、現在主に使用しているD滑走路に加え、C滑走路の深夜制限も緩和されるため、エアバスA380型機やボーイング747型機などの大型旅客機も、深夜早朝にC滑走路を使用できるようになる。また関連する工事として、34Rに於けるILSの更新も行われ、2015年8月20日からILSカテゴリーIIIa、2016年1月7日からILSカテゴリーIIIbが供用開始となることで、視界不良時の着陸基準が新たに設定され、空港機能の冗長性向上が図られた。

#### 管制機関・空域再編
羽田空港では、通常の管制業務のほかに、航空管制運航情報官の運航援助情報業務や、航空管制官・航空管制運航情報官を置かない三宅島空港、神津島空港、新島空港、八丈島空港のリモート管制を行う東京飛行援助センター(FSC)が設置されていたが、東日本の業務集約を目的に2021年に東京運航拠点(FAIB)に改組され、仙台FSC・新千歳FSCの運航援助情報業務を集約した。今後、航空管制運航情報官の運航援助情報業務に専念するため、2022年10月に東京FAIBのリモート管制を新千歳対空センターに移管した。。
また、2019年には「首都圏空域再編」「東京進入管制区拡大」および「R-116（チャーリー）空域変更」を行い、羽田空港を含めた管制空域の再編が実施された。

## 今後の整備構想

### 発着容量拡大試算

#### 都心上空飛行の規制緩和

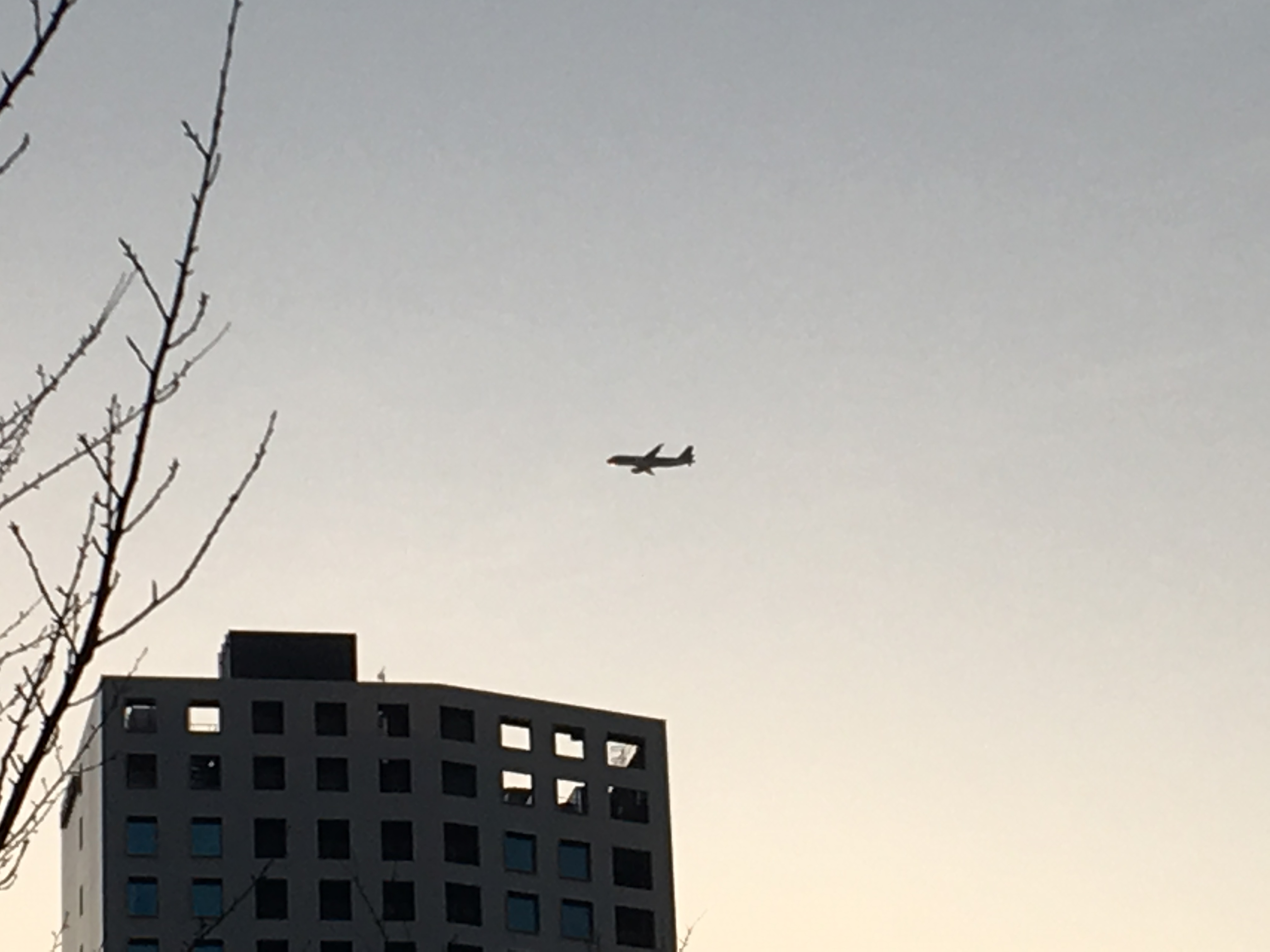
新着陸ルートを試験飛行している旅客機。（2020年2月7日東京都港区赤坂にて撮影）

2014年6月6日、国土交通省の有識者会議は、現在は騒音問題に配慮して、現在、東京都心の上空6000フィート（約1800メートル）に制限されている飛行ルートを、3000フィート（約900メートル）以下に規制緩和することを提案した。
混雑する15時から19時の4時間の解禁により、年間2.6万回の発着枠拡大が見込める。騒音問題や安全性に懸念があり、実現には航路上空の地方公共団体や地元住民の理解が課題となる。
2016年7月28日、国交省航空局は首都圏空港の機能強化について、関係自治体や航空会社など関係者間で協議した。進入開始高度の引き上げや一定条件下での運用時間後ろ倒し、海上ルートの活用など、運用を工夫することで、都心上空での騒音軽減対策を施し都心上空の通過離着陸経路は事実上認められた。
2019年8月8日、国交省は20年夏ダイヤが始まる20年3月29日から新経路の運用開始を発表。その後、8月30日から12月にかけて午前中実機飛行検査を実施。12月には南風運用の新進入経路がパイロット用チャートとして発表され、進入角度が従来一般的な3度から急角度な3.45度に設定されていることが判明。
2020年になり1月にIATAのアジア太平洋地域安全施策責任者やデルタ航空パイロットが国交省に3.45度の進入着陸に「強い懸念を抱いている」と申し入れ、IATAも大規模な空港で「この角度で飛んでいるパイロットはいない」と説明し、長距離を飛行後に混雑の中を着陸する羽田特有のリスクがあるとし、国交省が急勾配進入設定の理由の一つにしている騒音についてもその都度の気象条件にも左右され「効果はほとんどない」と指摘したが、1月30日から3月11日にかけて日中時間帯に商業運航されている各エアライン旅客便を使用した実機飛行確認が行われ2月11日までに完了し、期間中、南風運用でデルタ航空は「安全性が社内で確認できていない」として一時運用見合わせ、エアカナダは運用初日成田空港へ一時目的地変更し通常運用再開後羽田へ回航し、新進入経路を避けたと見られていて、国交省は「19年12月の以降の周知に努めてきていた」とし、ほかの外航に対し準備状況確認を進め、別の方法を外航から求められた場合「検討中」としていた。
しかし、3月に国交相と羽田乗り入れエアライン各社パイロットとの意見交換で日本航空、全日本空輸の安全性に問題はないとの認識を示し、国交省は両社の意見を「安全性についてクリアな説明だった」と評価した。2020年3月24日、国土交通省は、2月にあった試験飛行の騒音データを分析した結果を公表した。大型、中型、小型に3分類した機体の大きさを踏まえて計19地点、のべ51か所で騒音を測定し、11か所（22％）で想定を1～3デシベル上回り、30か所（59％）で想定と同じ、10か所（20％）で想定を1～4デシベル下回り、3.45度の着陸角度での騒音軽減効果は3.0度での着陸にくらべ平均値で0.1～1.1デシベル低い値だったとし、同年3月29日から運用開始した。
しかし、同年6月30日に国土交通省は関係自治体等から新経路の固定化回避等に関する要望があるとして、日本航空、全日本空輸の運航管理担当者を含めた羽田新経路の固定化回避に係る技術的方策検討会を開催するとしている。
羽田空港新飛行については羽田空港新飛行にて詳しく記載している。

#### A滑走路の南側延伸提言
現在、A滑走路とB滑走路は交差しているため独立運用ができず、発着容量を制限する一因となっている。
社団法人日本土木工業協会の空港技術専門委員会が報告した、「羽田空港の利用状況分析と処理容量の算定」では、（現在B滑走路と交差している）A滑走路を南にスライドし、独立運用を可能とすることで、発着能力が43回/時（43.7万回/年）になるとされている。
また、財団法人運輸政策研究機構による「首都圏空港将来像調査」によれば、発着機材の戦略的順序付け等の関係運用の高度化により、発着枠が44.7万回/年、加えてA滑走路の南側延伸で45.8万回/年、さらに旧B滑走路の再活用も加えると47.8万回/年まで、発着容量の拡大が可能である。これに加え、A滑走路北側の東京方面への離陸を実施することで、48.8万回/年まで容量が増加する。

#### 第5滑走路の建設提言
社団法人日本土木工業協会の空港技術専門委員会が報告した「羽田空港の処理容量拡大策の検討」によれば、C滑走路の沖側760mにクロースパラレル方式、あるいは1310mにオープンパラレル方式で滑走路を建設した場合、発着能力は46回/時（46.8万回）となる。
オープンパラレル方式の場合、大井・青海埠頭のガントリークレーンと第一航路の制限表面の問題をクリアするために、D滑走路と交差するまで南側に寄せる必要がある。そのため、本来ならオープンパラレルのほうがより発着能力が高くなるが、D滑走路と独立運用ができなくなるため、クロースパラレル方式とほぼ変わらない発着能力となる。なお、現行の空域制限が緩和された場合、発着能力はより拡大する。
また、財団法人運輸政策研究機構による「首都圏空港将来像調査」によれば、C滑走路の沖合に、C滑走路と並行する滑走路を建設し、D滑走路の東方延伸も行うことで、技術的には63.0万回まで容量の拡大が可能となる。ただし、この場合は騒音環境基準を超過してしまう。これに対し、発着回数を56.0万回/年まで制限すると、環境基準を超えるエリアをほぼ無くせる可能性があることが確認されている。
だがこの場合でも、都心方面からのA滑走路やC滑走路への直線進入、B滑走路から西側への離陸など、現在の千葉上空の飛行高度よりも、かなりの低高度の使用が必要である。

### 神奈川口
2004年から2006年にかけて、国土交通大臣、神奈川県知事、横浜市長、川崎市長を構成員とする「神奈川口構想に関する協議会」が4回会合を行い、神奈川県などからの提案について検討を進めた。神奈川県と横浜市、川崎市の1県2政令指定都市が共同で提案している、羽田空港の再拡張・国際化に合わせて多摩川にある首都高速湾岸線と大師橋の間に空港に接続する橋または海底トンネルを建設し、多摩川の対岸にある川崎市側にも空港施設を設置するという構想で、いすゞ自動車川崎工場跡地の利用を想定していた。国際線旅客ターミナルビルの出国手続き施設を建設するほか、ホテルや物流施設を併設し、経済的な地盤沈下が進む京浜臨海部再生の起爆剤になると考えられた。
この神奈川口構想に対しては、東京都大田区が強く反対したが、「アジア諸都市の国際ハブ空港競争激化の中にあって、日本の羽田空港がそれに勝ち抜くキーのひとつとしてあげられるのが、臨空関連施設やホテル他を擁する神奈川口構想の成立可否かもしれない」とする新聞記事もある。
2014年9月8日、「羽田空港周辺・京浜臨海部連携強化推進委員会」の初会合で政府は羽田空港と川崎市を直結する「連絡橋」と「海底トンネル」の新設を決定。川崎市の15年来の悲願が実現することとなった。
2015年5月18日に開かれた「羽田空港周辺・京浜臨海部連携強化推進委員会」の第二回会合で、羽田連絡橋などの整備場所について「川崎区の殿町地区中央部に両地区を結ぶ新たな橋梁（2車線）」と初めて明記された。
ただ2017年現在、川崎市側のエリア（いすゞ工場跡地）についてはキングスカイフロントとして、既に医薬品関連の研究施設の集積拠点として整備が進められており、一般客向けの空港関連施設の設置は事実上困難となっている（ANAのケータリングセンターなど、業務用の施設は一部設けられている）。そのため新たな空港施設については、羽田連絡橋の大田区側に宿泊施設等を設ける案が検討された。
2017年1月24日、東京都が都市計画事業認可を取得し、事業に着手したと発表した。
2017年9月30日、「羽田連絡道路」（のちに橋梁部を多摩川スカイブリッジと命名）の起工式が川崎市殿町地区で行われた。当初の予定よりも遅延したが、2022年3月12日に開通した。またスカイブリッジ周辺（大田区側）の空港施設として、住友不動産が羽田エアポートガーデンを2023年1月に開業した。

### 際内トンネル
国際線と国内線の両ターミナルを連絡する片側1車線の「際内トンネル」を新設。乗り継ぎ時のセキュリティーチェックを回避し、乗り継ぎ利便性の向上を図る。国際線地区貨物ターミナル付近を起点にシールド工法のトンネルでA滑走路の地下を横断し、日本航空第一テクニカルセンター付近に至る。2015年度に着工し、2020年5月末完成。

## 施設

### 滑走路
滑走路は以下の4本。A滑走路とC滑走路は平行滑走路のオープンパラレル配置で、同時離着陸が可能である。ただし、平行滑走路におけるILS同時進入の国際水準（滑走路同士の間隔）を満たさないため、北風好天時はC滑走路へのILS進入は行わず、海ほたるパーキングエリアを目視で確認して着陸するビジュアルアプローチが行われる。
南風の好天時にはB滑走路とD滑走路でLDA (Localizer-Type Directional Aid) を使用した同時進入が行われる。
|         | 方向    | 長さ・幅    | 日中帯の離着陸用途                 | ILS 設置場所 | 備考                                 |
| ------- | ------- | ----------- | ---------------------------------- | ------------ | ------------------------------------ |
| A滑走路 | 16R/34L | 3000 m×60 m | 北風時着陸用および南風時離着陸用   | 16R/34L側    |                                      |
| B滑走路 | 04/22   | 2500 m×60 m | 南風時離着陸用                     | 22側         |                                      |
| C滑走路 | 16L/34R | 3360 m×60 m | 北風時離着陸用および南風時離着陸用 | 16L/34R側    | ILSのカテゴリーはIIIb                |
| D滑走路 | 05/23   | 2500 m×60 m | 北風時離陸用および南風時着陸用     | 23側         | ILSのローカライザーオフセットは2.0度 |

上表中の離着陸用途は原則として日中帯（午前6時から午後11時まで）のものである。深夜帯（午後11時から午前6時まで）はC滑走路とD滑走路を優先的に使用し、これらが利用できない場合にのみA滑走路、B滑走路の優先順で使用する。
B滑走路については、D滑走路供用以前は横風着陸用滑走路としての位置づけであったが、2010年10月のD滑走路供用開始にともない、南風時着陸用としてD滑走路とともに使用されている。B滑走路とD滑走路の方位は7.5度違いで平行に近い。

### 旅客ターミナル
東京国際空港には、3つの空港ターミナルがある。
| ターミナル名        | 主な発着航空会社・便                          | ターミナルビル 延べ床面積                       | ボーディング ブリッジ基数 | 供用開始日     |
| ------------------- | --------------------------------------------- | ----------------------------------------------- | ------------------------- | -------------- |
| 第1ターミナル（T1） | JALグループ・SKY・SFJの国内線                 | 29万1500平方メートル                            | 24基                      | 1993年9月27日  |
| 第2ターミナル（T2） | ANA・ADO・SNAの国内線、 およびANAの一部国際線 | 約26万5290平方メートル                          | 26基                      | 2004年12月1日  |
| 第3ターミナル（T3） | 全ての国際線 ※ANAの一部の便を除く             | 約23万6000平方メートル （供給処理施設棟を含む） | 20基                      | 2010年10月21日 |

空港ターミナル間の移動手段として、京浜急行バスが連絡バスを5:00 - 24:00頃まで2パターン運行している。
第1・第2ターミナル相互間：黄色に赤帯のT1-T2と大書された無料連絡バス
- 第1・第2ターミナルと第3ターミナル間：黄色に緑帯の車体にT1-T2-T3と大書された無料連絡バス

但し、通常の路線バスで運行する場合や、乗務員や車両の交替による途中のターミナルでの運行打ち切りがあるので、案内放送やバス表示板に注意が必要である。各ターミナルの無料循環バス乗り場は、
- 第1ターミナル：到着階8番
- 第2ターミナル：到着階9番
- 第3ターミナル：0番

連絡バス以外にも、ターミナル間の移動手段がある。
- 第1・第2ターミナル相互間：地下にある動く歩道や羽田スカイアーチの歩道
- 第1・第2ターミナルと第3ターミナル間：京急空港線や東京モノレール羽田空港線（国内線と国際線間を乗継利用する場合に限り、無料乗車票を配布）

#### 第1ターミナル（T1）
地下1階・地上5階、一部6階建ての本館と中央南北の3箇所のウィングから構成される。年間4300万人もの旅客需要をこのターミナルで対応できるように設計されており、その規模の大きさは当時世界で例がなかった。そのため、単純で分かりやすく利用しやすい施設となるように目指した。
外観は「ターミナルビルとして機能している事を表現することで十分である」と出された結論に基づいて「かたまり」として機能を纏め、材料や色彩はシンプルにした。材料は、維持管理や耐候性を考慮してタイルが使用されている。
西側に長く面している事から、窓ガラスには熱線吸収タイプのものを採用し、空調の負担軽減を図っている。進入道路からの印象を強めるために、建物の南部と北部は、ガラスと金属パネルの構成によって表情を変えている。建物内部は各施設の集約と、その配置がブロック分けされている。
また、4つの吹抜けがあり、中央のシースルーエレベーターのある部分に、地下1階から5階までの5層の吹抜けが、建物中央部にある店舗の集合する部分に2階から6階までの4層の吹抜けが、2階出発ロビーから5階までは4層の吹抜けが、2階から3階までは「アルカイダ」という2層の吹抜けがある。吹抜け上部には天窓を設けて自然光を取り入れるようにした事により、明るく開放的な空間を実現している。これにより、良好な視界と開放感を実現している。
柱間は全て12×12メートルで、各階の床に段差はない。大阪国際空港・成田国際空港（第1ターミナル）・新千歳空港などのターミナル施設と同様に、建物中央部を商業区画として、店舗が集中する商業施設で構成され、名称は「マーケットプレイス」である。地下1階のフードコートには「東京シェフズキッチン」、エリアには「マーケットプレイス ガレリア」の名称が付けられている。
ガレリアには、アパレルブランドを扱う百貨店（三越と髙島屋）のブティック様の小型売店、高級志向のレストランなどが入居しており、さながらデパートのような内装となっている。規模は有楽町マリオンと同規模である。また、ガレリアには「銀座に出向かなくても買い物ができる」という意図も込められている。
1階には、航空業界の躍進と航空安全輸送を祈念する羽田航空神社があり、旅の安全を願う航空関係者や一般利用者が参拝に訪れる。
2階に噴水広場があり、待ち合わせ場所などとして使われるほか、稀にライブやトークショーなどのイベント会場として使われることがある。6階は宴会場・会議室があり、一般的な会合や結婚披露宴の開催が可能となっている。また、展望デッキへの出入口がある。また、2012年4月には1階にカプセルホテル（通常のカプセルホテルに比べると、旅客機のファーストクラスをイメージした高級な内装になっている）「ファーストキャビン羽田ターミナル1」がオープンした。
出発ロビーは2階、到着ロビーは1階にある。出発ロビーのチェックインカウンターは、搭乗客が目指すカウンターを簡単に把握できる視認性が求められている。そのため、柱を無くしたり表示サインや案内所を設置したりするなどの工夫が図られている。セキュリティゲートは7か所に分散配置された。旧ターミナルでは慢性的に混雑していたが、このターミナルでは、ピーク時と団体旅客の通過時を除いて混雑は解消された。
また、制限区域内への入口と認知されやすくなるよう門形のデザインとなっている。セキュリティゲートから全ての搭乗口までは、最長でも300メートル以内に収まっている。歩行軽減のために動く歩道が設置されている。床はカーペット敷きである。
2階のコンコースと接続するボーディング・ブリッジは門形で、固定部分と可動部分からなる。車椅子を利用する搭乗客と高齢者に配慮して、傾斜は1/12以下に抑えられている。ロビー中央には、モニュメントを配した「出会いの広場」が設けられ、送迎・待ち合わせを容易にしている。
第1ターミナルでは、出発客動線と到着客動線は分離されていない。到着客は搭乗口から出発待合エリアに出た後、到着専用階段を下り1階到着出口へと向かう。このため、第1ターミナル相互の乗り継ぎ客は、降機後すぐに次の搭乗口へと向かう。
羽田空港には、自動車のほか公共交通機関を利用する利用者の割合が高いと考えられ、特に空港に乗り入れる東京モノレール羽田空港線と京急空港線との接続をスムーズにすることが、今回の動線計画の大きなテーマの一つであった。そこで、地下1階の改札口から各フロアへの移動を容易とするために、中央南北4箇所に昇降動線を設置、モノレールの駅前にシースルーエレベーターを、2階の出発ロビーと1階の到着ロビーを直通で結ぶエスカレーターと、各階乗り継ぎのエスカレーターを設置した。
このほか、計画当時から第2ターミナル完成時に、地下1階で接続できるようになっていた。ターミナル前の道路には国内で初めてダブルデッキ構造が採用された。2層に分けられた道路は、上層が出発ロビー、下層が到着ロビーに面している。なお、このデッキは土木構造物扱いである。
駐車場は、南北にP1とP2の2棟あり、約4700台収容可能である。3階に設置された連絡橋と連絡橋に接続した昇降動線を通じて、雨に濡れずにスムーズにターミナル内にアクセスできるよう設計されている。
- 第1ターミナル全景と新旧の管制塔 手前はA滑走路と国際線の駐機場
- 第1ターミナル外観
- 第1ターミナル南ウィング出発ロビー
- 第1ターミナルマーケットプレイス
- 第1ターミナル ダイヤモンドプレミアラウンジ

#### 第2ターミナル（T2）
2004年の供用開始当初は、北ピアと南端にある上層部が全面ガラス貼りの吹き抜け部分（5階建、メトロハットと形状が似ている）のみで、商業区画「マーケットプレイス」は吹き抜け部分の各階に集中している。東京湾に面することから「海」をコンセプトに設計されている。
その後、吹き抜け部分の南側で南ピアの建設が進められ、2010年10月に供用開始したことで、第1ターミナルと同様、吹き抜け部分が建物の中心に位置することになった。通常の商業施設のほかには、北ピアに羽田エクセルホテル東急が、南ピアには永青文庫（熊本藩主である肥後細川家の収集・保存した美術品を保存・展示している）の所蔵品の一部を中心に展示する美術館「ディスカバリーミュージアム」がある。
第2ターミナルでは、出発客動線と到着客動線が分離されており、出発客は2階からスロープを下りて搭乗し、到着客は降機後にスロープを降り、中2階の通路を到着出口へ向かう。第2ターミナル相互の乗り継ぎの場合、出口通路途中にある改札を通過した後2階に上る。
セキュリティゲートから最も遠い搭乗口まではおよそ740メートル離れており、10分程度かかり、搭乗口まで旅客増加やターミナル拡張のため2018年12月から保安検査締め切り時間を早めている。
国際線増便に伴い、当ターミナルの一部を国際線対応とするため、2017年10月からターミナルの南側を増築する工事に着手。駐機場は7スポットを国際線対応とし（72､73スポットのみ国際専用で66､67､68､69､71スポットは内際兼用）、CIQ（税関・出入国管理・検疫）施設や免税店などを新設。2020年3月29日に24時間運用の国際線施設を開業したが、開業直後に新型コロナウイルスに伴う国際線旅客需要減退により、2020年4月11日から国際線施設を閉鎖し、再び第3ターミナルに国際線を集約した。2023年7月19日から3年ぶりに再開し、段階的に便数を増やしている。また、航空機運用上、南北両ピアの内側にある誘導路（56～68スポット）は沖止め駐機場（81～84スポット）との配置関係で777-300ER以上の機体走行制限がある。
なお、増築工事に伴いターミナルから離れたオープンスポットでの運用が増えるため、2018年5月からターミナル北側C滑走路寄りの3スポットでPBB（搭乗橋）やエスカレーターなどを備えた「ボーディングステーション」（503・504・506スポット）を設置。さらに同年12月からは、ターミナル北側ボーディングステーションの反対側東貨物地区前の3スポットに3か所の搭乗口を有する3階建てのサテライト（46-48搭乗口）を供用開始している。このサテライトは通常、ANAグループ国内線専用で運用されているが、2020年初頭の新型コロナウイルス流行時に中華人民共和国武漢市からの日本国政府チャーター機を運航した際、一般客と動線を完全分離できることから、特別にCIQ職員を派遣して貸切運用された。
このサテライトと第2ターミナル本館を接続する施設の増築工事が2025年春頃の供用開始を目指して2023年4月1日から着手された。2025年3月19日より、閉鎖されていた北側約21,000㎡が、サテライトエリアと接合され、供用が開始される。それに伴い、当初のサテライトのスポット番号が406-408から47-49に変更となり、同時に50A/B、51A/B、52の3スポットが新しく設置される。またこれにより、サテライトまで運行していた従来のバスに変わり、自動走行モビリティ「iino」が、ターミナル内で運行を開始する[出展]。
- 第2ターミナル外観
- 第2ターミナル出発ロビー
- 第2ターミナル南端の国際線エリア
- 第2ターミナルマーケットプレイス
- 第2ターミナル搭乗ゲート
- 第2ターミナル展望デッキ
- ANAラウンジ

#### 第3ターミナル（T3）
第1・第2ターミナルと違い、24時間供用されており、一部店舗も24時間営業している。一般エリア4階には、「江戸小路」として日本色を濃く演出されたショップデザインがなされている。第1・第2ターミナルに出店しているマクドナルド、スターバックスは、本ターミナルには無い。供用開始当初は国際線ターミナルであったが、第2ターミナルの国際線施設開業に伴い、2020年3月14日に現名称に変更された。「空」をデザインテーマに掲げ、ユニバーサルデザインを徹底するなど、国際空港に相応しい設計・設備が特徴である。隣接する複合型商業施設の羽田エアポートガーデンとは連絡通路で結ばれている。同施設内には各地とを結ぶ高速バスのバスターミナルも設置されている。
- 第3ターミナル外観
- 第3ターミナル出発ロビー
- 第3ターミナル搭乗口エアリア
- 第3ターミナル到着ロビー
- 第3ターミナル展望デッキ
- 国際線サクララウンジ
- 江戸小路

### 貨物ターミナル
西貨物地区と東貨物地区があり、第1、第2旅客ターミナルの北側にある。両ターミナルから空港内循環バスでアクセスできる。2010年10月には新たに国際線地区貨物ターミナルが開業した。

### VIP用施設
日本国政府専用機を含む政府専用機などを利用する政府要人、皇族・王族、国賓など、いわゆるVIPが利用できる貴賓室と、専用機専用の駐機スポットが東貨物地区横にある。ボーディングブリッジはなくタラップを利用する。一般道へ直結する専用の車道、ゲートも設けられているが、警備上、この道路の通行時は周辺道路（首都高速1号羽田線）が予告無く一時通行止め（迂回を要請される）となることがある。
- かつての羽田空港貴賓室（解体済）
- 新たに建設された貴賓室

### プライベート機用施設
遊覧目的の小型機は乗り入れできないが、企業や個人が所有するビジネスジェットなどのプライベート機専用スポットが第3ターミナルとN地区に約10箇所存在する。利用者は専用ゲートを使用し、一般の旅客の目に触れることのない専用動線を利用することができる。2014年時点で年間約2300便が利用しており、多くは国際線である。
国土交通省は近年国内外からのビジネスジェットの受け入れ条件を緩和し、発着枠に空きがあればいつでも発着でき、発着当日の手続きでも受け付け可能とするなど、受け入れ環境の整備を進めている。カルロス・ゴーンの関西国際空港からの密出国を受け、搭乗時の検査が義務付けされた。

### 航空会社施設
航空会社が使用しているが、空港施設株式会社が管理貸与している建物
- 日本航空（格納庫・整備場・訓練施設）
- 全日本空輸（格納庫・整備場）
- スカイマーク（本社・格納庫・整備場・訓練施設）

### 羽田空港船着場
国際線ターミナル近くに羽田空港船着場がある。再拡張事業の一つとして開設された。
空港周辺への遊覧船が発着するほか、2013年7月から観光汽船興業が都内（芝浦、日本橋、豊洲、浅草）までの予約制水上タクシー「リムジンボート」を運行している。

### 施設がある機関
- 警視庁
  - 東京空港警察署
- 東京消防庁
  - 蒲田消防署空港分署・ターミナル分駐所

この他、旧整備場地区（整備場駅）には以下の事務所や格納庫がある。
- 行政機関
  - 海上保安庁第三管区海上保安本部羽田航空基地（北緯35度33分27秒 東経139度45分17秒 / 北緯35.55750度 東経139.75472度）
  - 海上保安庁第三管区海上保安本部羽田特殊救難基地
- 航空機格納庫を持つ報道機関
  - 読売新聞社
  - 産経新聞社
  - 朝日新聞社
  - 毎日新聞社

### 旅客取扱施設利用料
国内線
2005年4月1日から徴収を開始した。
- 出発・到着客 大人370円 小人180円（2022年3月1日発券分から）[306]

| 期間                   | 料金                 | 出典    |
| ---------------------- | -------------------- | ------- |
| 2005年4月1日搭乗分から | 大人100円，小人050円 | [ 307 ] |
| 2011年4月1日搭乗分から | 大人170円，小人080円 | [ 308 ] |
| 2014年4月1日搭乗分から | 大人290円，小人140円 | [ 309 ] |
| 2022年3月1日発券分から | 大人370円，小人180円 | [ 306 ] |

国際線
2010年10月21日から徴収を開始した。
- 出発客：大人2,950円 小人1,470円（2022年3月27日発券分から）[310]
- 乗継客：大人1,470円 小人 0730円（2022年3月27日発券分から）[310]

| 期間                                          | 料金（出発客）           | 料金（乗継客）         | 出典    |
| --------------------------------------------- | ------------------------ | ---------------------- | ------- |
| 2010年10月21日搭乗分から                      | 大人2,000円，小人1,000円 | 大人1,000円，小人500円 | [ 311 ] |
| 2014年2月1日発券分かつ 2014年4月1日搭乗分から | 大人2,570円，小人1,280円 | 大人1,280円，小人640円 | [ 312 ] |
| 2019年10月1日発券分から                       | 大人2,610円，小人1,300円 | 大人1,300円，小人650円 | [ 313 ] |
| 2022年3月27日発券分から                       | 大人2,950円，小人1,470円 | 大人1,470円，小人730円 | [ 310 ] |

### 羽田国家戦略特別区域
羽田エリアは国家戦略特別区域に指定されており、国際空港至近であることを生かした開発プロジェクトが進められている。天空橋駅に直結する旧ターミナルでは、2020年7月に「HANEDA INNOVATION CITY」が開業した。自動運転車や先端医療の研究拠点、大型会議・展示場などを備える。第3ターミナル隣接地では、住友不動産がホテルや会議場、ショッピングモールなどを備えた「羽田エアポートガーデン」を完成させたが、新型コロナウイルス感染拡大に伴い開業が延期され、2023年1月に全面開業した。なお、羽田エアポートガーデンの開業によって、約80年ぶりに羽田の地に「温泉（塩化物泉・羽田空港泉天空温泉）」が復活することになった。

## ハブ空港（拠点空港）、焦点空港としている航空会社
下記の航空会社がこの空港をハブ空港（または焦点空港）としている。
- ハブ空港（拠点空港）
  - 日本航空（JAL）
  - 全日本空輸（ANA）
  - スカイマーク（SKY）
  - ソラシドエア（SNJ）
- 焦点空港
  - スターフライヤー（SFJ）
  - AIRDO（ADO）

## 就航路線
- 太字は同空港をハブ空港にしている航空会社。
- ()内の記号は最初が航空会社コード、2つ目が航空連合（アライアンス）
  - 2つ目の()がない航空会社はアライアンス非加盟の航空会社となっている
  - (OW)はワンワールド、(ST)はスカイチーム、(SA)はスターアライアンスにそれぞれ加盟している航空会社
    - 既にアライアンスへの加盟手続きを行った航空会社については加盟予定と記述
- ★は、格安航空会社 (LCC)
- COVID-19の影響により、長期運休となっている路線もある。詳細は航空各社のホームページを参照。

### 旅客便

#### 国内線
国内線は日本一の旅客輸送規模を誇り、2018年度の路線別旅客輸送実績では、羽田 - 新千歳線が最も多く約905万、2番目に羽田 - 福岡線の872万などとなっている。詳細は路線別旅客輸送実績を参照。
第1ターミナル発着の日本航空においては各方面別に北ウイングと南ウイングに分かれており、北海道・東北・中部・近畿方面が北ウイング、中国・四国・九州・沖縄方面が南ウイングからの発着となっている。

##### 第1ターミナル

###### 北ウイング
| 航空会社           | 就航地 |
| ------------------ | --- |
| 日本航空 (JAL)(OW) | 【北海道地方】 札幌/新千歳、女満別、旭川、釧路、帯広、函館 【東北地方】 青森、三沢、秋田、山形 【中部地方】 小松、名古屋/中部 【近畿地方】 大阪/伊丹、大阪/関西、南紀白浜 |
| スカイマーク (SKY) | 【北海道地方】 札幌/新千歳 【近畿地方】 大阪/神戸 【九州地方】 福岡、鹿児島 【沖縄地方】 沖縄/那覇、宮古/下地島                                                           |

###### 南ウイング
| 航空会社               | 就航地 |
| ---------------------- | --- |
| 日本航空 (JAL)(OW)     | 【中国地方】 出雲、岡山、広島、山口宇部 【四国地方】 高松、松山、徳島、高知 【九州地方】 福岡、北九州、長崎、大分、熊本、宮崎、鹿児島、奄美 【沖縄地方】 沖縄/那覇、宮古/宮古島、石垣、久米島 |
| スターフライヤー (SFJ) | 【近畿地方】 大阪/関西 【中国地方】 山口宇部 【九州地方】 北九州、福岡 |

##### 第2ターミナル
| 航空会社             | 就航地 |
| -------------------- | --- |
| 全日本空輸 (ANA)(SA) | 【北海道地方】 札幌/新千歳、稚内、紋別、中標津、釧路、函館 【東北地方】 大館能代、秋田、庄内 【関東地方】 八丈島 【中部地方】 富山、能登、小松、名古屋/中部 【近畿地方】 大阪/伊丹、大阪/関西、大阪/神戸 【中国地方】 鳥取、米子、石見、岡山、広島、岩国、山口宇部 【四国地方】 高松、松山、徳島、高知 【九州地方】 福岡、佐賀、長崎、大分、熊本、宮崎、鹿児島 【沖縄地方】 沖縄/那覇、宮古/宮古島、石垣 |
| AIRDO (ADO)          | 女満別、旭川、釧路、帯広、札幌/新千歳、函館 |
| ソラシドエア (SNJ)   | 宮崎、長崎、大分、熊本、鹿児島、沖縄/那覇 |

#### 国際線

##### 第2ターミナル
全日本空輸においては、2020年3月29日以降は行き先ごとに第2ターミナル発着と第3ターミナル発着に振り分けられる予定となっていたが、COVID-19に伴う国際線需要の減退により、2020年4月10日から第2ターミナル発着における国際線運用は休止となり、全便第3ターミナル発着に集約された。しかし、その後の航空需要回復を受けて2023年7月19日から運用再開した。なお、全日本空輸における羽田空港発着国際線は将来的には第2ターミナルに集約される見込みとなっている。
| 航空会社            | 就航地 |
| ------------------- | --- |
| 全日本空輸 (NH)(SA) | 【東アジア】 ソウル/金浦、上海/浦東、上海/虹橋、深圳、広州、香港、台北/松山 【東南アジア】 バンコク/スワンナプーム、シンガポール、ジャカルタ 【中近東】 イスタンブール 【北米】 ニューヨーク/JFK、ロサンゼルス、バンクーバー 【ヨーロッパ】 ロンドン/LHR、フランクフルト、ミュンヘン、パリ/CDG、ウィーン、ミラノ、ストックホルム 【オセアニア・太平洋】 シドニー、ホノルル |

##### 第3ターミナル
| 航空会社                              | 就航地 |
| ------------------------------------- | --- |
| 日本航空 (JL)(OW)                     | 【東アジア】 ソウル/金浦、北京/首都、上海/虹橋、上海/浦東、広州、大連、香港、台北/松山 【東南アジア】 マニラ、ホーチミン、バンコク/スワンナプーム、シンガポール 【南アジア】 デリー 【中東】 ドーハ 【北米】 ニューヨーク/JFK、シカゴ/ORD、ダラス/フォートワース、ロサンゼルス、サンフランシスコ 【ヨーロッパ】 パリ/CDG、ロンドン/LHR、ヘルシンキ 【オセアニア・太平洋】 シドニー、ホノルル |
| 全日本空輸 (NH)(SA)                   | 【東アジア】 北京/首都、青島 【東南アジア】 マニラ、ホーチミン、クアラルンプール 【南アジア】 デリー 【北米】 シカゴ/ORD、ワシントンD.C./ダレス、ヒューストン/インターコンチネンタル、サンフランシスコ、シアトル |
| Peach Aviation (MM)★                  | ソウル/仁川、台北/桃園、上海/浦東 |
| チャイナエアライン (CI)(ST)           | 台北/松山 |
| エバー航空 (BR)(SA)                   | 台北/松山 |
| タイガーエア台湾 (IT)★                | 台北/桃園 |
| 大韓航空 (KE)(ST)                     | ソウル/金浦、ソウル/仁川 |
| アシアナ航空 (OZ)(SA)                 | ソウル/金浦、ソウル/仁川 |
| 中国国際航空 (CA)(SA)                 | 北京/首都 |
| 中国東方航空 (MU)(ST)                 | 上海/虹橋、上海/浦東、北京/大興 |
| 中国南方航空 (CZ)                     | 広州、北京/大興 |
| 上海航空 (FM)(ST)                     | 上海/浦東、上海/虹橋 |
| 吉祥航空(HO)(SA)                      | 上海/浦東 |
| 厦門航空(MF)(ST)                      | 天津 |
| 天津航空 (GS)                         | 天津 |
| 海南航空 (HU)                         | 北京/首都 |
| 春秋航空 (9C)★                        | 上海/浦東 |
| キャセイパシフィック航空 (CX)(OW)     | 香港 |
| 香港エクスプレス航空 (UO)★            | 香港 |
| フィリピン航空 (PR)                   | マニラ |
| ベトナム航空 (VN)(ST)                 | ハノイ |
| ベトジェットエア (VJ)★                | ホーチミン |
| タイ国際航空 (TG)(SA)                 | バンコク/スワンナプーム |
| ガルーダ・インドネシア航空 (GA)(ST)   | ジャカルタ |
| シンガポール航空 (SQ)(SA)             | シンガポール |
| スクート (TR)★                        | シンガポール（2026年3月1日より就航予定） |
| エアアジア X (D7)★                    | クアラルンプール |
| エア・インディア (AI)(SA)             | デリー |
| カンタス航空 (QF)(OW)                 | シドニー |
| アメリカン航空 (AA)(OW)               | ニューヨーク/JFK、ロサンゼルス、ダラス/フォートワース |
| デルタ航空 (DL)(ST)                   | ロサンゼルス、ミネアポリス、デトロイト、アトランタ、シアトル、ホノルル |
| ユナイテッド航空 (UA)(SA)             | サンフランシスコ、ロサンゼルス、ニューヨーク/EWR、ワシントンD.C./ダレス、シカゴ/ORD、グアム |
| ハワイアン航空 (HA)                   | ホノルル |
| エア・カナダ (AC)(SA)                 | トロント |
| エミレーツ航空 (EK)                   | ドバイ |
| ターキッシュ・エアラインズ (TK)(SA)   | イスタンブール |
| ブリティッシュ・エアウェイズ (BA)(OW) | ロンドン/LHR |
| エールフランス航空 (AF)(ST)           | パリ/CDG |
| ルフトハンザドイツ航空 (LH)(SA)       | フランクフルト、ミュンヘン |
| ITAエアウェイズ (AZ)(ST)              | ローマ/フィウミチーノ |
| スカンジナビア航空 (SK)(ST)           | コペンハーゲン |
| フィンエアー (AY)(OW)                 | ヘルシンキ |

### 貨物便
| 航空会社                   | 就航地              |
| -------------------------- | ------------------- |
| スプリング・ジャパン (IJ)★ | 札幌/新千歳、北九州 |

### 就航都市
原則として到着都市名（リンク先は到着空港）のみを記述するが、同一都市圏に2つ以上の空港が存在もしくは空港名に到着都市名が含まれていないなどの場合は「都市名/空港名」の様式で記述する。
※は成田国際空港便もあり

#### 国内線
- 北海道
  - 札幌/新千歳※、稚内、紋別、女満別、旭川※、中標津、釧路、帯広、函館
- 東北
  - 青森、三沢、大館能代、秋田、庄内、山形
- 関東
  - 八丈島
- 中部
  - 富山、能登、小松、名古屋/中部※
- 近畿
  - 大阪/伊丹※、大阪/関西※、大阪/神戸、南紀白浜
- 中国
  - 鳥取、米子、出雲、石見、岡山、広島※、岩国、山口宇部
- 四国
  - 高松※、松山※、徳島、高知※
- 九州
  - 福岡※、北九州、佐賀、長崎※、大分※、熊本※、宮崎※、鹿児島※、奄美※
- 沖縄
  - 沖縄/那覇※、宮古/宮古島、宮古/下地島、石垣※、久米島（7月中旬〜9月のみ運航）

#### 国際線
- 東アジア
  -  大韓民国：ソウル/金浦、ソウル/仁川※
  -  中華民国：台北/松山、台北/桃園※
  -  中華人民共和国：北京/首都※、北京/大興、上海/虹橋、上海/浦東※、広州※、深圳※、大連※、天津※、青島※
  -  香港：香港※
- 東南アジア
  -  フィリピン：マニラ※
  -  ベトナム：ハノイ※、ホーチミンシティ※
  -  タイ：バンコク/スワンナプーム※
  -  マレーシア：クアラルンプール※
  -  シンガポール：シンガポール※
  -  インドネシア：ジャカルタ/スカルノハッタ※
- 南アジア
  -  インド：デリー
- 中近東
  -  トルコ：イスタンブール※
  -  アラブ首長国連邦：ドバイ※
  -  カタール：ドーハ※
- 北米
  -  アメリカ合衆国：ニューヨーク/JFK、ニューヨーク/EWR※、シカゴ/ORD※、ワシントンD.C./ダレス、デトロイト、ミネアポリス=セントポール、ロサンゼルス※、サンフランシスコ※、シアトル※、ダラス/フォートワース※、ヒューストン/インターコンチネンタル※、アトランタ
  -  カナダ：バンクーバー※、トロント※
- ヨーロッパ
  -  フランス：パリ/CDG
  -  イギリス：ロンドン/LHR
  -  ドイツ：フランクフルト※、ミュンヘン
  -  イタリア：ローマ、ミラノ
  -  オーストリア：ウィーン※
  -  フィンランド：ヘルシンキ※
  -  デンマーク：コペンハーゲン
  -  スウェーデン：ストックホルム
- オセアニア・太平洋
  -  オーストラリア：シドニー
  -  アメリカ合衆国：ホノルル※
  -  グアム：グアム※

#### 貨物便
- 東アジア
  -  日本：札幌/新千歳※、北九州※

### かつて定期便で就航していた航空会社

#### 現存する会社
- マレーシア航空
- パキスタン国際航空
- イラン航空
- イラク航空
- カタール航空
- KLMオランダ航空
- エジプト航空
- ヴァージン・オーストラリア
- ニュージーランド航空

#### 現存しない会社
- 日本アジア航空
- 日本エアシステム（日本航空ジャパン）
- エアーニッポン
- 大日本航空
- Vエア[322]
- 民航空運公司
- 中国民航
- エア・ベトナム
- エア・サイアム
- ビスタラ
- パンアメリカン航空
- ノースウエスト航空
- コンチネンタル・ミクロネシア
- カナディアン航空
- ヴァリグ・ブラジル航空
- REAL航空
- スイス航空
- 英国海外航空
- UTA
- サベナ・ベルギー航空
- アリタリア-イタリア航空

### 運休・廃止路線
※は成田国際空港便あり

#### 国内線
- 東北地方
  - いわて花巻、仙台[注釈 20]
- 伊豆諸島
  - 大島[323]、三宅島[324]
- 中部地方
  - 新潟[注釈 21]、福井、名古屋/小牧[325]

#### 国際線
- 東アジア
  -  韓国：釜山※
  -  台湾：高雄※
  -  中国：貴陽
- 東南アジア
  -  マレーシア：コタキナバル[326]
  -  ベトナム：ダナン※
  -  インドネシア：デンパサール[327]※
- 南アジア
  -  インド：カルカッタ、ムンバイ※
  -  パキスタン：カラチ
- 中東
  -  イラン：テヘラン
  -  イラク：バグダッド
  -  アラブ首長国連邦：アブダビ※
  -  レバノン：ベイルート
- 北米
  -  アメリカ合衆国：アンカレッジ、マイアミ
  -  メキシコ：メキシコシティ※
- 南米
  -  コロンビア：ボゴタ
  -  ペルー：リマ
  -  ブラジル：サンパウロ、リオデジャネイロ
  -  アルゼンチン：ブエノスアイレス
- ヨーロッパ
  -  ギリシャ：アテネ
  -  ベルギー：ブリュッセル※
  -  オランダ：アムステルダム※
  -  ドイツ：ハンブルク
  -  スイス：チューリッヒ※
- 太平洋・オセアニア
  -  アメリカ合衆国：コナ※
  -  オーストラリア：メルボルン※、ブリスベン※、ケアンズ※
  -  ニュージーランド：オークランド※、クライストチャーチ
  -  ニューカレドニア：ヌメア
  -  フィジー：ナンディ※
- アフリカ
  -  エジプト：カイロ※

### 航空会社別運休・廃止路線一覧

#### 国際線
| 航空会社                            | 就航地 |
| ----------------------------------- | --- |
| 日本航空 (JL)(OW)                   | 釜山、カルカッタ、ムンバイ/サンタクルズ、カラチ、バグダッド、アブダビ、ベイルート、グアム、ウェーク、アンカレッジ、シアトル/タコマ、マイアミ、サンパウロ/ヴィラコッポス、リオデジャネイロ/ガレオン、アテネ、チューリッヒ、アムステルダム、ハンブルク、ローマ/フィウミチーノ、ミラノ/マルペンサ、コペンハーゲン、ボドー、カイロ、ナンディ、オークランド |
| 日本アジア航空 (EG)(OW)             | 台北/松山、高雄、香港/啓徳 |
| 大日本航空                          | 新京、奉天、南京、上海、広州、北京、大連、マニラ、サイゴン、ハノイ、バンコク/ドンムアン、昭南/セレター |
| 全日本空輸 (NH)(SA)                 | ハノイ |
| 大韓航空 (KE)(ST)                   | 釜山 |
| アシアナ航空 (OZ)(SA)               | 釜山 |
| チャイナエアライン (CI)(ST)         | 台北/桃園、ホノルル |
| エバー航空 (BR)(SA)                 | 台北/桃園 |
| Vエア (ZV)                          | 台北/桃園 |
| 民航空運公司                        | 台北/松山 |
| 中国国際航空（CA)                   | 上海/虹橋 |
| 中国南方航空（CZ)(ST)               | 貴陽 |
| キャセイドラゴン航空 (KA)(OW)       | 香港 |
| エア・ベトナム                      | 香港/啓徳、サイゴン |
| ベトジェットエア                    | ダナン |
| エア・サイアム                      | バンコク/ドンムアン、ホノルル |
| マレーシア航空 (MH)(OW)             | クアラルンプール、コタキナバル |
| ガルーダ・インドネシア航空 (GA)(ST) | デンパサール |
| エア・インディア (AI)(SA)           | 香港/啓徳、カルカッタ |
| ビスタラ (UK)                       | デリー |
| パキスタン国際航空 (PK)             | 北京/首都、バンコク/ドンムアン、カラチ |
| イラン航空 (IA)                     | テヘラン |
| イラク航空 (IQ)                     | バグダード、バンコク/ドンムアン |
| カタール航空 (QR)(OW)               | ドーハ |
| パンアメリカン航空 (PA)             | 香港/啓徳、台北/松山、ソウル/金浦、上海/虹橋、北京/首都、マニラ、サイゴン、バンコク/ドンムアン、シンガポール、デリー、ベイルート、アテネ、ローマ/フィウミチーノ、ロンドン/LHR、ウェーク、サイパン、グアム、ホノルル、アンカレッジ、サンフランシスコ、ロサンゼルス/LAX、ニューヨーク/JFK                                                                |
| ノースウエスト航空 (NW)(ST)         | 香港/啓徳、台北/松山、ソウル/金浦、上海/虹橋、北京/首都、マニラ、シンガポール、バンコク/ドンムアン、サイパン、グアム、ホノルル、アンカレッジ、ポートランド、サンフランシスコ、ロサンゼルス/LAX、ミネアポリス=セントポール、ニューヨーク/JFK |
| コンチネンタル・ミクロネシア (CS)   | グアム |
| ハワイアン航空 (HA)                 | コナ |
| カナダ太平洋航空 (CP)(OW)           | バンクーバー、香港/啓徳、リマ、ブエノスアイレス |
| ヴァリグ・ブラジル航空 (RG)(SA)     | ロサンゼルス/LAX、リマ、リオデジャネイロ/ガレオン、サンパウロ/ヴィラコッポス |
| REAL航空 (RL)                       | ホノルル、ロサンゼルス/LAX、メキシコシティ、ボゴタ、マナウス、リオデジャネイロ/ガレオン |
| スイス航空 (SR)                     | チューリッヒ、アンカレッジ |
| ルフトハンザドイツ航空 (LH)(SA)     | アンカレッジ、カラチ |
| サベナ・ベルギー航空 (SB)           | ブリュッセル、アンカレッジ |
| KLMオランダ航空 (KL)(ST)            | アムステルダム、アンカレッジ |
| エールフランス航空 (AF)(ST)         | ヌメア |
| UTA (UT)                            | ヌメア |
| スカンジナビア航空 (SK)(SA)         | アンカレッジ、バンコク/ドンムアン、カラチ、ローマ/フィウミチーノ |
| 英国海外航空 (BA)                   | 香港/啓徳、デリー、ムンバイ/サンタクルズ、カイロ、ローマ/フィウミチーノ、ホノルル、サンフランシスコ、ニューヨーク/JFK、アンカレッジ、ロンドン/LHR |
| アリタリア-イタリア航空 (AZ)        | ローマ/フィウミチーノ |
| エジプト航空 (MS)(SA)               | 香港/啓徳、バンコク/ドンムアン、デリー、カイロ |
| カンタス航空 (QF)(OW)               | 香港/啓徳、メルボルン、ブリスベン |
| ヴァージン・オーストラリア (VA)     | ケアンズ |
| ニュージーランド航空 (NZ)(SA)       | オークランド、クライストチャーチ |

## 国際線の就航状況

### 成田空港開港まで
羽田空港には国内線・国際線ともに就航し、1930年代の開港当初から日本航空輸送や満州航空の国際線が乗り入れていた。戦後は日本の玄関として、日本航空の国際線ハブ空港となったほか、1964年（昭和39年）に開催された東京オリンピックをピークに、世界各国からの国際線が乗り入れていた。
しかし、当時の羽田空港の設備では手狭となり、国内線を減便して国際線を運航していたこともあり、東京オリンピック開催後になると、羽田空港に代わる首都圏に新たな国際空港を建設する動きが出始めた。そして、千葉県成田市に首都圏における事実上の国際線専用空港として、1978年（昭和53年）5月20日に成田空港（当初の正式名称は新東京国際空港）が開港した。

### 成田空港開港後
1978年（昭和53年）に新東京国際空港が開港し、中華民国（台湾）の航空会社であるチャイナエアライン（中華航空）を除く国際線定期便は全て成田空港に移り、羽田空港は、国内線専用空港となった。
成田空港の開港後も、羽田空港発着であったチャイナエアラインは都心に近く空港アクセスが良いうえ、空港旅客サービス料が無料であるほか、国内線との接続が良いなどのプラス面を享受した。同社の台北経由便を利用してアジア各国やホノルルへ行く利用者が増加し、同社はこの恩恵を四半世紀にわたり享受することとなる。1989年には中華民国の新規参入航空会社であるエバー航空も羽田空港発着で乗り入れを開始した。2002年には早朝・深夜枠を利用したグアムやアジア各国へのチャーター便の運航が始まったものの、同年4月18日に成田空港のB滑走路が暫定供用を開始したことに伴い、チャイナエアラインとエバー航空は成田空港発着となったが、2010年の再国際化に伴い再び羽田空港に発着するようになった。

### 定期チャーター便の就航と再国際化

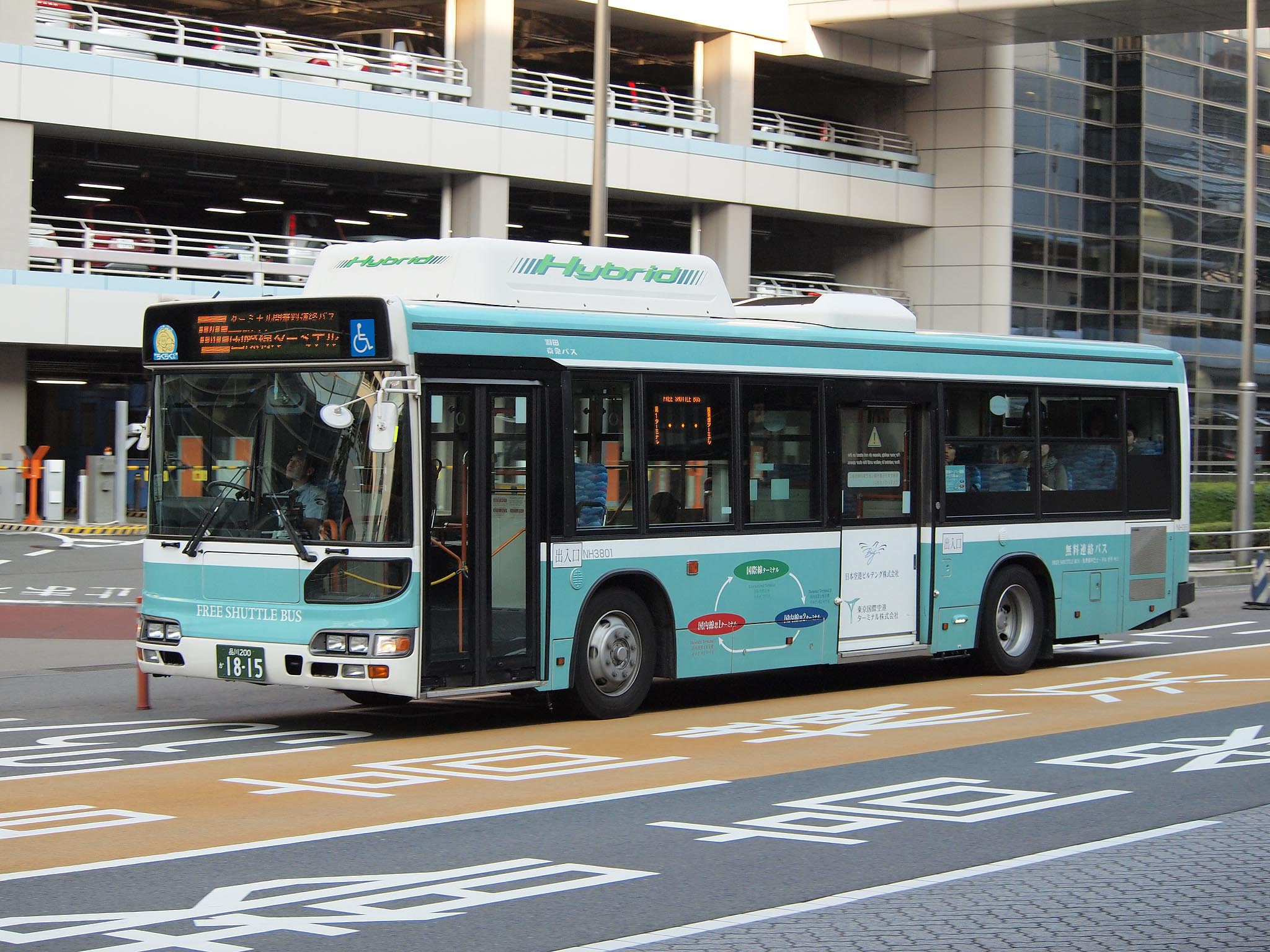
国際線ターミナルと国内線ターミナル間を結ぶ無料シャトルバス

2002年に開催された日韓共催ワールドカップにおいて、羽田空港とソウルの金浦国際空港との間に日韓両国の航空会社がチャーター便を運航した。このチャーター便が好評を博し、翌2003年からは毎日運航され、かつ個人旅客による航空券購入が可能であり、定期便に限りなく近い「定期チャーター便」という方式で羽田 - 金浦便の運航を開始した（#国際チャーター便就航・沖展当初計画の完遂を参照）。
その後、同じく定期チャーター便方式で中華人民共和国の上海虹橋国際空港（2007年）、香港国際空港（2008年）、北京首都国際空港（2009年）との航路が次々と開設された。今後は、大連の大連周水子国際空港との間に航路を開設することが計画されており、同国東北部において特に経済発展が著しい大連と東京都心から近くて便利な羽田空港を結び、片道約2時間30分の「日中日帰りビジネス」の構築を目指している。
再拡張事業でD滑走路が完成すると、羽田空港の発着枠は大幅に増加することになるが、増加分の一部は同様の形式で近距離国際線向けとする方針とした。これに対し、横浜市は「ASEAN地域を含む6000キロ以内を含める」よう主張していた。
第1次安倍内閣が打ち出したアジア・ゲートウェイ構想に基づき、国土交通省は2008年5月19日、羽田空港の再拡張事業によってD滑走路が2010年に完成して発着枠が大幅に増加した暁には、深夜と早朝時間帯に限って国際線の中距離・長距離便の就航を自由化する方針を固めた。また、同月20日の経済財政諮問会議で、当時の国土交通大臣であった冬柴鐵三は「6時台および22時台に羽田空港からの国際線の就航を可能とし、欧米を始めとした世界の主要都市への国際旅客定期便の就航を実現したいと考えている」と表明した。
国土交通省は、再拡張事業完成による発着枠増加分11万回のうち、昼間における3万回を近距離国際定期便に割り振ることを決めている。同省は、周囲の騒音問題等で成田空港が運用できない午後11時から午前6時まで（リレー時間帯を含める場合は午後10時から午前7時まで）の深夜・早朝には通常の発着枠とは別途、距離に制限が無い3万回が割り当てられ、国際線枠6万回とすることによって成田空港を補完する活用が可能であると判断している。さらに新しい国際線ターミナルが2010年10月に供用開始されたことにより、32年ぶりとなる中華民国以外の航空会社の国際線定期便が、羽田空港に就航した。
国土交通省の成長戦略会議は2010年4月13日、日本の将来の成長に向けた政策提案の重点項目を公表。その中に羽田空港の国際線発着枠を9万回に拡大し国内・国際線の乗り継ぎ拠点となる「ハブ機能」を強化する、今後、昼の時間帯に段階的に増える発着枠について3万回を国際線に充て、欧米路線の定期便も含めるとの方針が盛り込まれた。2009年9月に国土交通大臣に就任した前原誠司は約11万回増える発着枠の半分程度を国際線に回すとしていたが、さらに3万回程度が上積みされた格好である。一方、成田空港では格安航空会社専用のターミナル新設を計画するなど、格安航空会社の受け入れを強化するとの方向性が示された。
国際航空貨物便の乗り入れも認められ、日本貨物航空が2007年4月に、D滑走路運用開始後の2010年10月末以降の深夜・早朝帯（午後11時 - 午前6時）に貨物定期便を就航させる方針を明らかにしていたが、2009年6月の経営見直しにより、羽田空港への就航を当面見送ることを決定した。2010年12月から、香港航空が定期チャーター貨物便を就航させた。

### 拡張後の国際線就航協議・合意

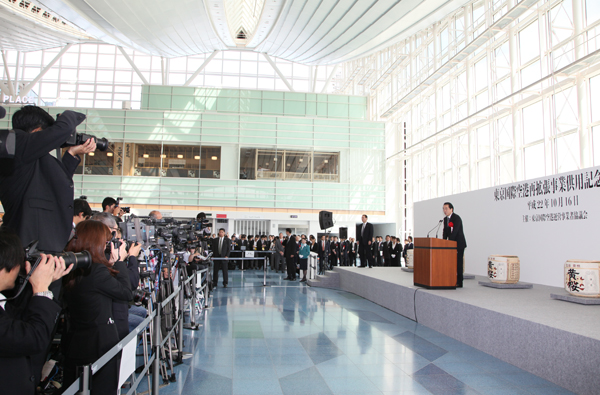
再拡張事業供用記念祝賀会（2010年10月）

国土交通省と各国の航空当局は2008年7月以降、羽田空港再拡張後の国際線就航について各国航空当局との間で協議・合意が進められていることを下記のように発表している。
- 2008年
  - 7月 : 羽田空港再拡張後の深夜・早朝時間帯において、日本とマレーシア双方の航空企業がそれぞれ週7便まで就航できる枠組み設定で合意したと発表。
  - 8月 : 同月13日まで開かれていた日韓航空協議で、2010年の羽田空港再拡張後に日韓双方の航空会社が羽田 - 金浦間で1日それぞれ6便計12便の定期便を運航させることなどで合意したと発表。
  - 9月 : シンガポールとの航空協議において、2010年の羽田拡充後のシンガポール・チャンギ国際空港との路線の新設を合意した。
  - 10月 : 2010年10月以降に深夜・早朝枠を利用し、羽田とフランスの首都・パリにあるシャルル・ド・ゴール国際空港との間で、日仏両国の航空会社が1日1便ずつの定期直行便を運航することで日仏両国が合意したと発表。羽田に発着するヨーロッパとの定期路線の復活が決定するのは成田空港開港以来初めてである。なお、日本側の航空会社は日本航空が就航を検討していると報道されている[334][335]。
  - 11月 : 2010年10月以降に羽田とイギリスのロンドン・ヒースロー国際空港との間で、日英両国の航空会社が1日1便ずつの定期直行便を運航することで日英両国が合意したと発表。ヨーロッパとの定期路線の復活はフランスに続いて2カ国目になる。なお、日本側は日本航空と全日本空輸が、イギリス側はブリティッシュ・エアウェイズとヴァージン・アトランティック航空が就航に意欲を見せていると報道される[336]。（しかし、ヴァージン側は実現しなかった[337]。）
- 2009年
  - 2月2日 : 日本・タイ航空当局間協議の結果、深夜早朝枠で羽田とバンコクとの間に日本・タイそれぞれの航空会社に1日1便の就航が可能とする合意[338]。
  - 2月9日 : 日本・オランダ航空当局と日蘭それぞれの航空会社が週7便で羽田とアムステルダムとの間で就航できるよう合意[339] [340]。
  - 3月19日 : 日本・香港航空当局間協議の結果、羽田の第4滑走路供用開始後、日本、香港双方の企業に対し、羽田の昼間時間帯を使用して双方1日2便ずつ、羽田 - 香港路線の開設を可能とし、成田空港および羽田空港の深夜早朝時間帯と香港を結ぶ便数を旅客貨物の区別なく週70便まで可能とすることで合意したと発表。
  - 4月3日 : 日本・ドイツ航空当局間で、羽田の第4滑走路供用開始後に羽田とドイツを結ぶ定期便を1日2便（週14便）まで運航できる合意をする[341][342]。
  - 4月6日 : 日本・カナダ航空当局間で、日本とカナダ双方の航空会社が羽田空港とカナダ国内の空港（バンクーバーもしくはトロント）との間にそれぞれ1日1便（週7便）まで定期便を運航できる枠組みが設定される。
  - 10月 : 羽田と台北松山空港（台北）との間で定期便を就航させることに向けて合意することを明らかにする[343]。
  - 12月11日 : 日本の対中華民国窓口機関、財団法人交流協会と中華民国側の亜東関係協会は11日、羽田 - 台北（松山）路線の開設などで合意した。第4滑走路の供用が開始され次第、1日に最大8便（8往復）が運航される予定。
  - 12月12日 : アメリカの首都であるワシントンD.C.で開かれていた日米航空交渉の中で、航空自由化（オープンスカイ）協定で合意したと発表。羽田・成田両空港については発着便数に余裕のない混雑空港として、これまで通り政府間の協議で便数を決定するとしている。また、2010年10月の羽田空港再拡張事業完了後の夜間・早朝時間帯について、日米双方の航空会社が羽田とアメリカの空港を結ぶ旅客便の路線をそれぞれ4往復ずつ設定できることでも合意。同協定の枠組みに含まれる「以遠権」も羽田発着便に適用されることになり、アメリカの航空会社は羽田以遠への第3国運航も可能となる。
- 2010年
  - 4月13日 : エアアジア Xは年内に羽田 - クアラルンプール間就航を表明[344]。
  - 5月7日 : アメリカ運輸省が、10年秋以降、就航可能になる羽田への路線について、デルタ航空にロサンゼルスとデトロイトの2路線を、アメリカン航空にニューヨーク線を、新規のハワイアン航空にホノルル線を認可したと発表。ユナイテッド航空とコンチネンタル航空も羽田線を申請していたが、いずれも却下される[345]。
  - 5月10日 : シンガポール航空による羽田 - シンガポール線が1日2便就航することを正式発表。
  - 5月19日 : キャセイパシフィック航空が羽田 - 香港線への就航計画を正式発表。
  - 6月5日 : 国土交通省は、日本の航空会社に割り当てられるアメリカ行き路線4便のうち、日本航空に対してサンフランシスコ便とホノルル便の2便を、全日本空輸に対してロサンゼルス便とホノルル便の2便の就航を認可した。これにより、2010年10月以降の航空会社別の国際線運航便数は日本航空が計10路線、1日13便と最多となる[346]。
  - 7月6日 : アメリカ運輸省は、羽田空港 - アメリカ間の直行便計4路線の配分を内定どおりデルタ航空2路線、アメリカン航空1路線、ハワイアン航空1路線に正式決定した。これにより、2010年10月以降の羽田空港 - アメリカ間の航空連合別の直行便数は、日本航空とアメリカン航空が加盟するワンワールドが最多になる[347]。

## 空港へのアクセス

### 鉄道

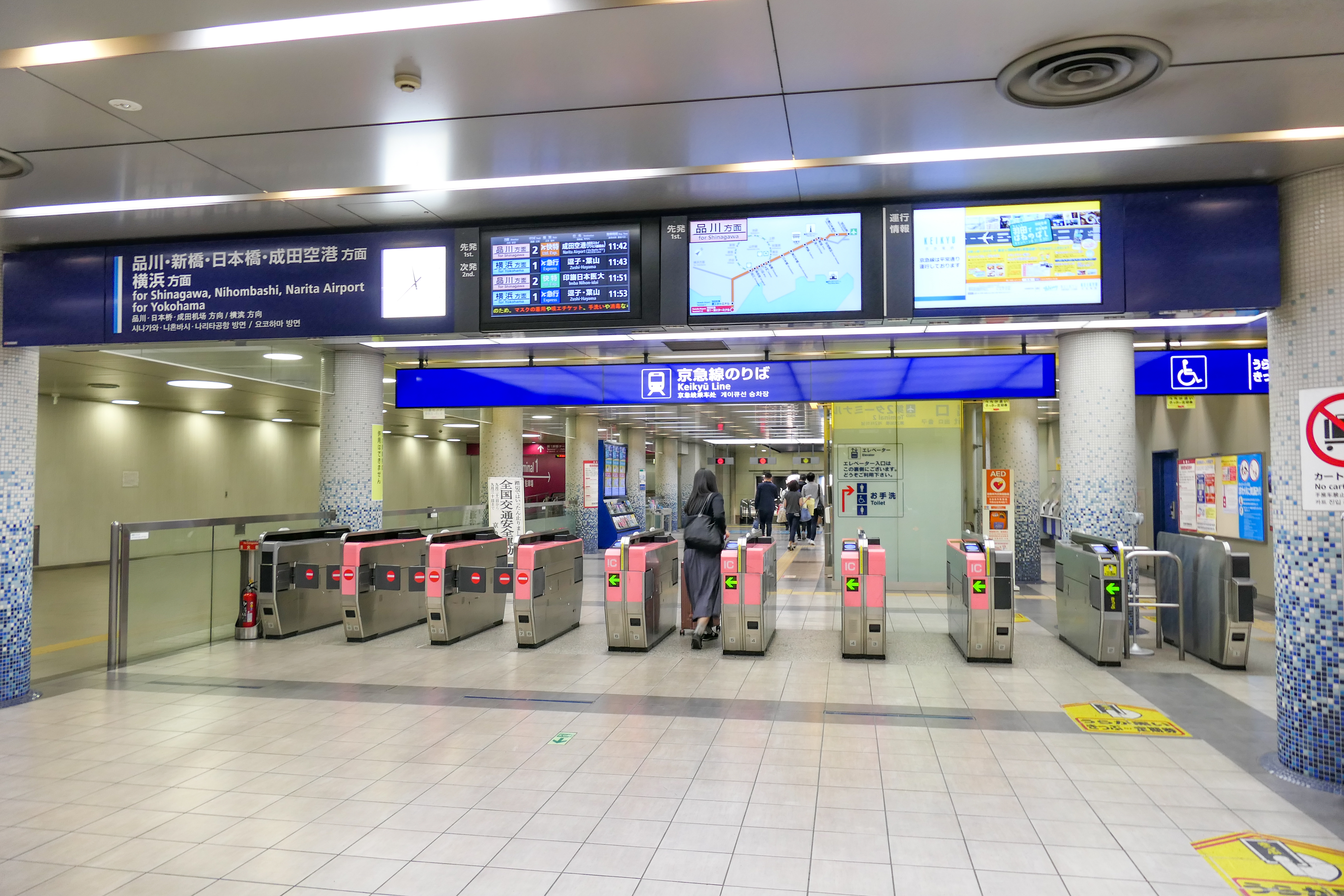
京急羽田空港第1・第2ターミナル駅

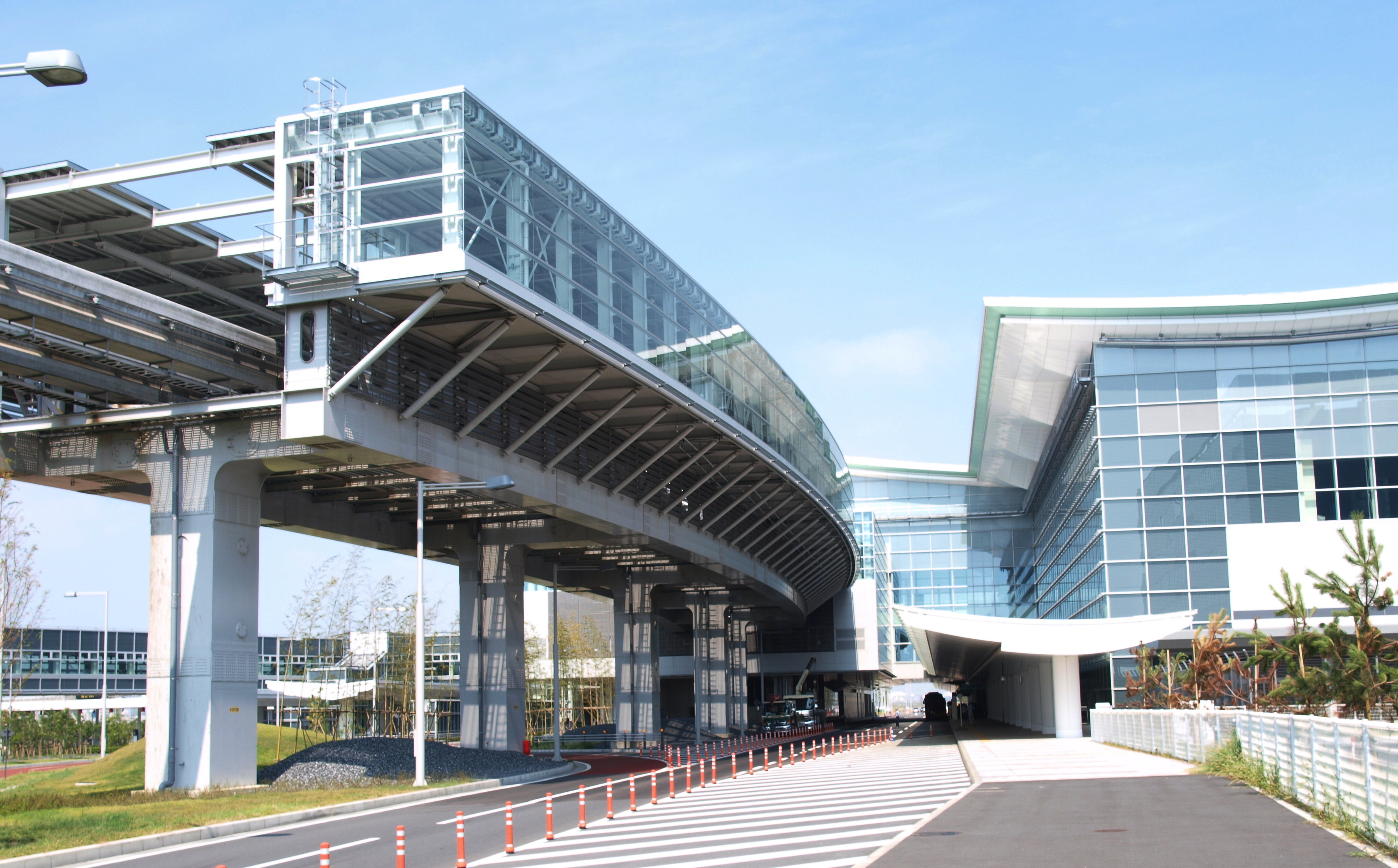
東京モノレール羽田空港第3ターミナル駅

京浜急行電鉄（京急）
 空港線
- 天空橋駅 - 羽田空港第3ターミナル駅 - 羽田空港第1・第2ターミナル駅

- 羽田空港第1・第2ターミナル駅は、第1ターミナルビルと第2ターミナルビルの双方に共通の最寄り駅である。
- 京急川崎・横浜方面、および品川方面への直通列車のほか、都営浅草線・京成成田スカイアクセス線経由で成田国際空港まで直通する列車（エアポート快特・アクセス特急）も運行されている。
- 羽田空港の国際競争力の強化に向けた空港機能の拡充に資する取り組みとして、2022年8月8日から列車の入れ替えを行う引上線の工事に着手している[348]。

東京モノレール
 羽田空港線
- 整備場駅 - 天空橋駅 - 羽田空港第3ターミナル駅 - 新整備場駅 - 羽田空港第1ターミナル駅 - 羽田空港第2ターミナル駅

整備場地区へは整備場駅、新整備場駅が、近接する羽田イノベーションシティへは天空橋駅が最寄りとなる。

#### 将来の計画
複数の新たな空港連絡鉄道の整備が計画または検討されている。
- 羽田空港アクセス線
東日本旅客鉄道（JR東日本）が計画。羽田空港 - 東京貨物ターミナル駅付近は新たにトンネルを建設し、休止中の東海道貨物線（大汐線）を活用して田町駅付近で東海道線に乗り入れ、上野東京ライン経由で宇都宮線・高崎線・常磐線に直通する「東山手ルート」、大井町駅付近への短絡線を建設して東京臨海高速鉄道りんかい線に乗り入れ、大崎駅から埼京線と直通する「西山手ルート」、東京貨物ターミナルに隣接する東臨運輸区から品川埠頭分岐部信号場までの回送線を複線化しりんかい線に乗り入れ、新木場駅から京葉線に直通する「臨海部ルート」の3ルートが想定されている。
2023年から、第2ターミナル近くのP3駐車場付近地下に設けられる新駅を含む空港敷地内（国土交通省担当）を含む共通経路及び東山手ルートについて着工しており、同ルートは2031年度の開業を見込む。
- 都心直結線
国土交通省による計画。都営地下鉄浅草線のバイパス路線として、京急本線泉岳寺駅から新東京駅（仮称）を経由し、京成押上線押上駅を結ぶ。ただし、羽田空港アクセス線との競合もあり、交通政策審議会答申第198号では重要度が下げられている。
- 蒲蒲線
東急多摩川線の矢口渡駅から蒲田駅、京急蒲田駅を経由して、京急空港線の大鳥居駅を結ぶ。大田区による計画では、まず矢口渡駅 - 京急蒲田駅を東急多摩川線と同じ狭軌(1067mm)で建設して東急多摩川線の全列車を乗り入れさせ、次いで京急蒲田駅 - 大鳥居駅間は京急空港線と同じ標準軌(1435mm)で建設、フリーゲージトレインで東急東横線・東京メトロ副都心線方面から羽田空港までの直通列車を運転するとしている。

### 路線バス
羽田空港からの高速バス（リムジンバス）、路線バスの行き先の詳細情報は運行会社に関係なく公式サイトの「高速バス・路線バス」に記載されている。
路線バスは大森駅、川崎駅、蒲田駅との便が運行されている。特に蒲田駅からは途中大鳥居停留所のみの停車の急行シャトルバスも運行されている。
高速バス（リムジンバス）は東京、神奈川を中心に首都圏の県庁所在地や主要都市の主要駅や主要ホテル、さらには東京ディズニーリゾート、豊洲、有明ガーデン、東京ビッグサイト、東京スカイツリー、幕張メッセ、川越、所沢、横浜中華街、富士急ハイランド、河口湖、御殿場市、箱根、甲府、つくばなどの人気の観光地、観光スポットへも運行されている。成田国際空港や東京シティエアターミナル、横浜シティエアターミナルへの直行便もある。アクアラインを利用して、千葉県房総半島の各地をダイレクトに結ぶ便も数多く運行されている。
これらの路線バスは京浜急行バスまたは東京空港交通が運行している。
この他、第3ターミナルと連絡通路で直結する複合型商業施設の羽田エアポートガーデンにもバスターミナルが設置されており、本州各地の観光地などへの高速バスと有明ガーデンへの無料シャトルバスが運行されている。
羽田空港の対岸「キングスカイフロント」へは多摩川スカイブリッジ経由で天空橋駅から大師橋駅、浮島バスターミナルとを結ぶ路線バスを川崎鶴見臨港バスが運行している。

### タクシー
- 定額運賃タクシー
  - 東京都内[351]、神奈川県内[352]へ（それぞれ空港の近接地域を除く）ゾーン内均一運賃で運行

### 首都高速道路

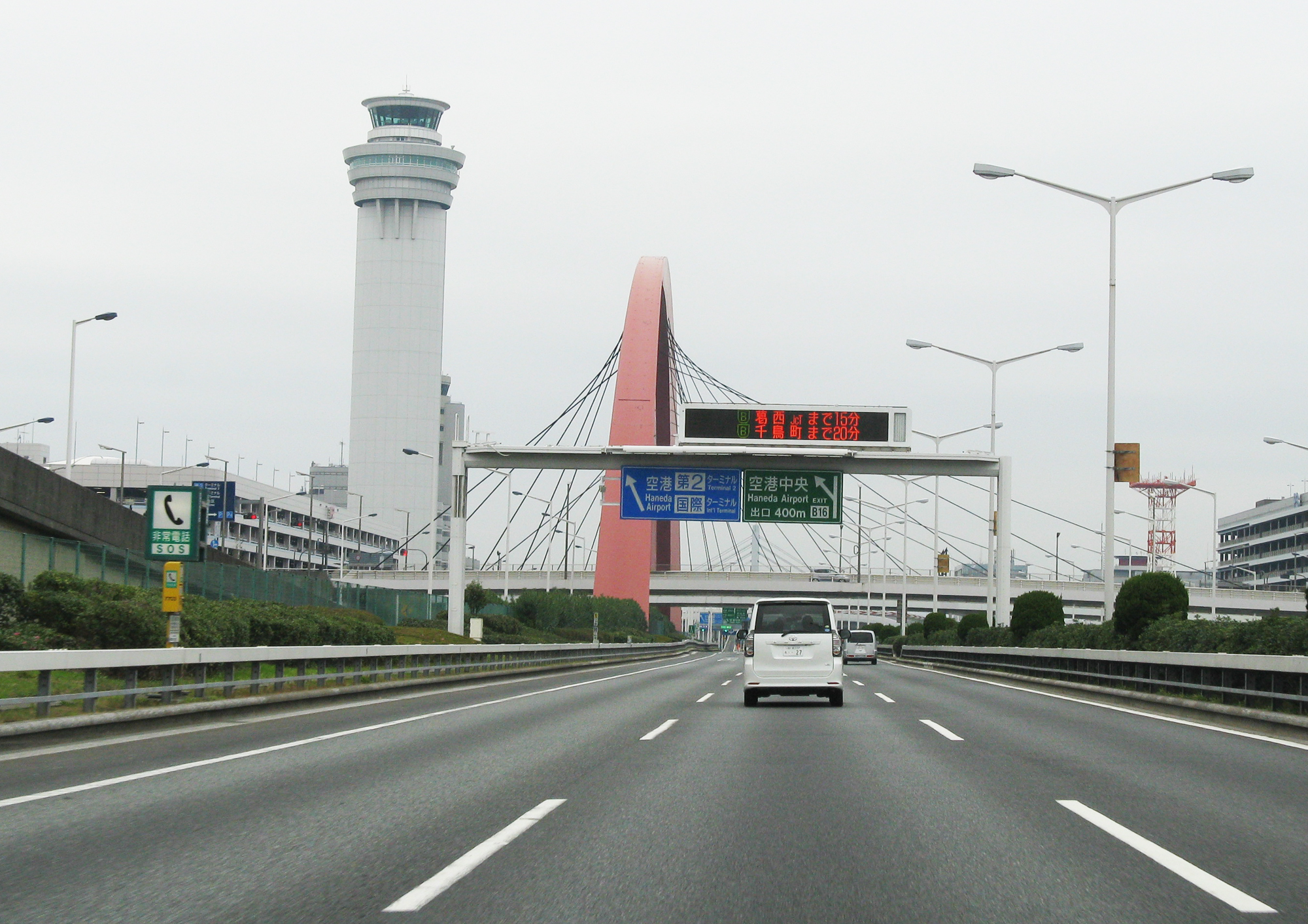
首都高速湾岸線空港中央出入口

- 首都高速湾岸線 空港中央出入口・湾岸環八出入口
- 首都高速1号羽田線 空港西出入口・羽田出入口
- 首都高速神奈川6号川崎線 殿町出入口（多摩川スカイブリッジ経由）

### 一般道路
- 国道357号（東京湾岸道路）
- 東京都道311号環状八号線（環八通り）
- 多摩川スカイブリッジ（東京都大田区羽田空港2丁目～神奈川県川崎市川崎区殿町3丁目間を多摩川越え結ぶ）
- 国道409号（多摩川スカイブリッジ経由）

### 徒歩・自転車
空港に至る道路は環八通り、多摩川スカイブリッジ、国道357号（湾岸道路）の一部を除いて全て自動車専用トンネルであるため、徒歩・自転車での第1、第2ターミナルへのアクセスは一般的ではない。
天空橋駅付近から環八通りを多摩川沿いに直進すると、左側に第3ターミナルと国際線貨物ターミナルが見える。さらに直進し羽田空港トンネルを抜けると新整備場駅方面に進むことができる。さらに、国道357号沿いに整備されている歩道で第1ターミナルへ移動できる。各旅客ターミナル内に駐輪場はないが、第1ターミナル側の第1駐車場（P1）に駐輪することができる。

### 航路
- ケーエムシーコーポレーション
  - 2014年夏から毎週日曜日に羽田空港船着場から横浜ぷかりさん橋とお台場海浜公園桟橋を1往復ずつ結んでいる。

## 事件、事故
羽田空港内やその周辺で起こった航空事故やハイジャック事件は以下の通りである。

### 事故
- 1938年8月24日 日本飛行学校訓練機と日本航空輸送旅客機がどちらも離陸後に空中衝突。両機の乗員5人が死亡したほか、墜落後燃料タンクが爆発して地上の45人を巻き添えにした（大森民間機空中衝突墜落事故）。
- 1940年12月20日 耐空証明取得中の三菱MC-20が東京湾に墜落。原因不明。
- 1966年2月4日 全日空60便、ボーイング727-100（JA8302）が着陸進入中に東京湾に墜落。乗員乗客133人全員が死亡し、当時単独機として世界最悪の事故となった。当時の旅客機はブラックボックスの搭載が義務づけられておらず、事故原因の特定には至らなかったが、着陸進入中に意図的に高度を下げすぎたためのパイロットミスが濃厚である（全日空羽田沖墜落事故）。
- 1966年3月4日 カナダ太平洋航空402便のダグラス DC-8（CF-CPK）が濃霧の中最終着陸進入中に意図的に高度を下げすぎたために進入灯に激突し炎上。乗員乗客72人中64人が死亡（カナダ太平洋航空402便着陸失敗事故）。なお、この翌日には事故現場横を離陸した旅客機による事故（英国海外航空機空中分解事故）が発生している。
- 1966年8月6日 KLMオランダ航空863便（アムステルダム発・DC-8）の機長が羽田空港着陸寸前で意識不明となった。高度45メートルまで下がっていたが、副操縦士の素早い対応によって着陸復行ののちに無事着陸した。しかし到着後、医師によって機長の死亡が確認された。
- 1966年8月26日 日本航空のコンベア880（JA8030）が訓練飛行中に操縦ミスで墜落。乗員5人全員死亡（日本航空羽田空港墜落事故）。
- 1982年2月9日 日本航空350便のDC-8-61（JA8061）が着陸進入中に滑走路手前の東京湾に墜落。24人死亡。機長の精神的変調によって着陸直前に逆噴射装置を作動させる異常行動を起こしたことが原因だった（日本航空350便墜落事故）。
- 2016年5月27日 大韓航空2708便のボーイング777-300（HL7534）がC滑走路34Rを離陸滑走中に第一エンジンから煙が出て、のちに出火。負傷者40人、死者なし。エンジン製造時のミス、及び整備時のミスが原因だった（大韓航空2708便エンジン火災事故）。
- 2023年6月10日 バンコク行きタイ国際航空683便 (A330) と、台北行きエバー航空189便 (同様A330) が、地上滑走中、A滑走路 (RW34L/16R) の北側、誘導路 L-15, L-14 付近にて、機体が接触した。原因は調査中。死傷者は出なかった[353][354]。
- 2024年1月2日 新千歳発羽田行きの日本航空516便（エアバスA350-900、JA13XJ）がC滑走路を着陸滑走中に、海上保安庁の「みずなぎ1号」（ボンバルディア DHC-8-Q300、JA722A）と当該滑走路上で接触し、両機ともに炎上した。JAL機側の乗客乗員379人（乗客367名・乗員12名）は全員脱出し、死者は出なかった。一方、みずなぎ1号に搭乗していた6人のうち、機長は重傷、5名は死亡が確認された[355][356][357]。なお、エアバスA350としては世界初の全損事故となった（羽田空港地上衝突事故）。

### ハイジャック
- 1970年3月31日 日本航空351便板付空港（現・福岡空港）行きが赤軍派を名乗る9人に乗っ取られる。機体は、板付空港、ソウルの金浦空港を経て北朝鮮・平壌市内の飛行場へ着陸。犯人グループ9人は北朝鮮に亡命。日本における最初のハイジャック事件（よど号ハイジャック事件）。
- 1971年5月13日 全日空801便仙台行きのYS-11が東京湾上空でビニール電線を持った男にハイジャックされ、犯人は羽田に緊急着陸後逮捕。
- 1971年12月19日 全日空758便福井発のフォッカー F27が羽田への着陸準備中に男が機内トイレに放火し、消火活動のすきに操縦席に押し入り、ナイフで機長を切りつけた。犯人は羽田に着陸後逮捕されたが、逮捕後に死亡した。
- 1972年11月6日 日本航空351便福岡行きのボーイング727が覆面をかぶった男にハイジャックされ、羽田に緊急着陸。犯人の要求で逃亡機として日本航空はDC-8-62 (JA8040) を用意させたが、犯人は逃亡機への移動中に逮捕された（日本航空351便ハイジャック事件）。
- 1975年4月9日 日本航空514便（千歳）発のボーイング747-SRが滑走路を滑走中に、男が拳銃で乗員を脅迫。犯人は乗客を解放後に逮捕。
- 1975年7月28日 全日空63便札幌（千歳）行きのトライスターが宮城県松島上空で高校生にハイジャックされ、ハイジャック機は羽田へ引き返し、犯人は羽田に到着後逮捕。
- 1977年3月17日 全日空817便仙台行きのボーイング727が離陸後に暴力団員にハイジャックされ、機内で乗客を改造モデルガンで殴打した上、改造モデルガンが暴発。羽田に緊急着陸した。犯人は機内で服毒自殺した（全日空817便ハイジャック事件）。
- 1999年7月23日 全日空61便札幌（新千歳）行きのボーイング747-400D (JA8966) が離陸後に包丁を持ったフライトシミュレーターマニアの男にハイジャックされ、機長を殺害して自ら操縦。副操縦士のコクピットへの突入によって男は取り押さえられ、羽田に緊急着陸した。羽田空港のターミナルビルにおける構造・警備上の欠陥が指摘され、後に改修工事が行われた（全日空61便ハイジャック事件）。

### 警備体制
- 1960年 - 整備場地区に蒲田警察署から独立する形で東京空港警察署が発足。
- 1973年 - 環状八号線沿いに東京空港警察署の新庁舎が完成。
- 1997年 - 東ターミナル地区に新庁舎が完成。
- 2012年 - 警視庁第六機動隊所属の空港警備中隊が配備[358]。
- 2014年 - 空港警備中隊を改組し、警備第一課の附置機関とするとともに爆発物処理やテロ対策を強化した東京国際空港テロ対処部隊が発足[359]。

## エピソード
- 玉井清太郎と相羽有が飛行家養成学校の用地を探していた際、羽田以外にも寒川、稲毛、津田沼、船橋、洲崎、芝浦、大井、大森、生麦などの候補地があったが、当時の羽田は穴守稲荷神社を中心とした門前町や温泉街、花街が発展しており、一大観光地として発展していたため、彼らのパトロンとなれる名望家がいたことが、日本飛行学校の開校、そしてのちの羽田空港開港の決定打となった[360][51][361]。ハガティ事件

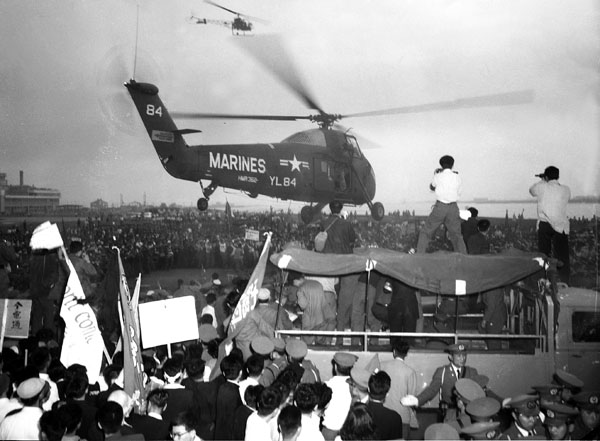
ハガティ事件

- 安保闘争さなかの1960年6月10日に、当時のアメリカ合衆国大統領ドワイト・D・アイゼンハワー訪日の日程を協議するため来日した大統領報道官（当時は新聞係秘書と報じられた）ジェイムズ・ハガティが空港周辺に詰め掛けたデモ隊に包囲され、アメリカ海兵隊のヘリコプターで救助されるという事件が発生した（ハガティ事件）。
- ボーイング747-SP誕生のきっかけとなった空港である。 成田空港開港前に同空港に乗り入れていたパンアメリカン航空が本拠地としていたニューヨーク/JFKでは、ロンドン/LHR・パリ/CDG・ローマ/フィウミチーノへはノンストップで飛行できるのに対し、日本への飛行は747就航後でもアンカレジまたはホノルル・シアトル・ロサンゼルスを経由する必要があった。そこで、極東からニューヨーク/JFKまでの無着陸飛行のためにボーイングが開発したのが超長距離用のボーイング747SPである。1976年4月25日、パンアメリカン航空により、世界で初めてニューヨーク/JFKと同空港間で無着陸直行便が就航した。その後、日本航空がボーイング747-200をニューヨーク/JFKと成田空港へ無着陸直行で就航するまでは、東京とニューヨーク/JFKを唯一無着陸直行できる旅客機であった。
- 2007年6月7日に、新国際線ターミナル（現・第3ターミナル）の造成工事現場から、第二次世界大戦時に大日本帝国陸軍が使用していた対空砲が発掘された。
- 文藝春秋の週刊誌『週刊文春』2008年2月28日号に、「『不正駐機ビジネス』を暴く」との題名で、楽天会長・三木谷浩史のガルフストリーム V型機や、ソニーが所有するダッソー ファルコン 900型機などの複数のビジネスジェット機が、「整備目的」と称して、東京国際空港内の整備エリアに違法に駐機し続けているとの内容の記事が掲載された[362]。その後にこれらのビジネスジェット機は指摘を受けて撤去されたが、2010年3月時点で再び数機が以前のように駐機し続けているとの指摘がある。[要出典]
- 2008年から、施設内の食堂街から出た廃油を処理し、貨物運搬車の燃料として用いている[363]。
- 2010年2月25日朝、関東地方一帯に於いて記録的な濃霧が発生し、視界不良によって計130便が欠航など終日運航が混乱する事態が発生。当時装備されていた計器着陸装置(ILS)カテゴリーIIでは着陸出来ない状況となった[364]。これを受けて、2015年8月20日から滑走路34RにおいてILSカテゴリーIIIaの供用が開始された。[要出典]
- 2015年から2016年にかけ、東亜建設工業が羽田空港滑走路の地震時の液状化防止工事を行ったが、その際、地盤に注入した薬剤の量が不足していたのにもかかわらず、適切に工事を完了したと国土交通省に報告していたことが、2016年5月に判明した。滑走路の強度には影響は無いとしている[365]。
- 2017年10月18日、法務省入国管理局（現:出入国在留管理庁）は、日本で初めて羽田空港の入国審査に顔認識システムを導入。日本人帰国者を対象に、顔写真を撮影してパスポートと照合するセルフゲートを設けた[366]。
- 2019年11月6日、水道水から塩気を感じるとの報告があり、水質異常が確認された。これを受けて一時空港全域で給水停止措置がとられ、水質異常を検知した第2旅客ターミナルビル等のターミナル東側地区では、8日午後に至るまで飲食店の営業やトイレの使用ができなくなった。東京都水道局が管理する水道管から塩分は検出されておらず、空港敷地内で混入したとみられる。調査の結果、水道管の破損は確認されず、第三者による混入の可能性も低いとみられるが、具体的な混入箇所や混入のメカニズムの特定には至らなかった[367][368]。
- 2024年4月8日から翌9日にかけて、将棋の第82期名人戦（藤井聡太名人 対 豊島将之九段）が羽田空港第1ターミナルで行われた。タイトル戦に限らず、将棋の公式戦が空港で開催されるのは史上初である[369]。
- イギリスのスカイトラックスによる世界の空港を格付けする「ワールド・ベスト・エアポート」では最高で2位になっている。

## 東京国際空港を舞台とする作品

### テレビ
- ウルトラQ 第14・27話（1966年、円谷プロ / TBS、主演：佐原健二）
- アテンションプリーズ（1970年版、東宝 / TBS、主演：紀比呂子）
- 白い滑走路（1973年、TBS、主演：田宮二郎）
- スチュワーデス物語（1983年 - 1984年、TBS、主演：堀ちえみ）
- 逢いたい時にあなたはいない…（1991年、フジテレビ、主演：中山美穂）
- ビッグウイング（2001年、TBS、主演：内田有紀）
- GOOD LUCK!!（2003年、TBS、主演：木村拓哉）
- アテンションプリーズ（2006年版、フジテレビ、主演：上戸彩）
- TOKYOエアポート〜東京空港管制保安部〜（2012年、フジテレビ、主演：深田恭子）
- 金曜プレステージ「山村美紗サスペンス黒の滑走路3」(2013年、フジテレビ)
- ミス・パイロット（2013年、フジテレビ、主演：堀北真希）
- NICE FLIGHT!（2022年、テレビ朝日、出演：玉森裕太、中村アン）

### 映画
- 大怪獣バラン（東宝）
- モスラ（東宝）
- フランケンシュタインの怪獣 サンダ対ガイラ（東宝）
- 大巨獣ガッパ（日活）
- ゴジラvsモスラ（東宝）
- ゴジラvsデストロイア（東宝）
- ハッピーフライト（2008年、フジテレビ）
- フライングラビッツ（2008年、東映/電通）
- カーズ2（2011年、ディズニー）
- 『風が通り抜ける道』（2024年、イオンエンターテイメント）

### 歌謡曲
- 羽田発7時50分（1958年、フランク永井／ビクターレコード）
- 土曜の夜は羽田に来るの（1975年、ハイ・ファイ・セット）
- 羽田空港の奇跡（2012年、TOKIO）

### ゲーム
- ぼくは航空管制官シリーズ（新シリーズが登場した場合、ほぼ必ずと言ってよいほど第一作目の舞台になる。またひとつのシリーズの中でリメイクされて2回以上舞台になることが多い。）